# Narbonne
Cet article concerne la commune de Narbonne. Pour la station balnéaire située en bord de mer, voir Narbonne-Plage.
Pour les articles homonymes, voir Narbonne (homonymie).
Narbonne (/naʁ.bɔn/  ; en occitan Narbona) est une commune française du sud de la France, sous-préfecture du département de l'Aude située en région Occitanie. La commune est traversée par le canal de la Robine, classé au patrimoine mondial de l'humanité de l'UNESCO depuis 1996.
Narbonne est une commune urbaine et littorale qui connaît une forte hausse de la population depuis 1975. Elle est la commune la plus grande et la plus peuplée du département de l'Aude, la cinquième commune du Languedoc-Roussillon et la septième commune d’Occitanie. Les habitants de Narbonne sont appelés les Narbonnais. Son unité urbaine compte 56 692 habitants en 2022, tandis que son aire d’attraction compte 154 437 habitants en 2020. Elle est aussi le siège d'une communauté d’agglomération de 130 390 habitants nommée Grand Narbonne.
Située au cœur du « parc naturel régional de la Narbonnaise en Méditerranée », Narbonne possède également d’autres sites naturels classés, comme le massif de la Clape, l’abbaye Sainte-Marie de Fontfroide ou l'étang de Bages-Sigean. Fondée par les Romains en 118 av. J.-C., elle était leur deuxième plus ancienne colonie en Gaule (après Aix-en-Provence, 122 av. J.-C.) et son centre urbain garde trace de nombreux siècles d’histoire (cathédrale Saint-Just-et-Saint-Pasteur, palais des Archevêques, restes de la voie Domitienne…). Rare ville d'Europe à abriter un pont bâti, le pont des Marchands, Narbonne est surnommée la "Petite Florence du Languedoc". La ville est environnée de garrigues et de vignes (elle est spécialisée dans le commerce des vins de l'Aude et du Languedoc) ; proche du littoral d’une région très touristique, elle possède une plage de cinq kilomètres de sable fin à Narbonne-Plage.
Son statut de plus ancienne colonie romaine en Gaule lui vaut le surnom de « fille aînée de Rome hors d'Italie ».

## Géographie

### Localisation
Narbonne est une commune du département de l'Aude sur la côte méditerranéenne et la basse plaine de l'Aude, elle s'étend de la mer Méditerranée aux Corbières maritimes ainsi que de l'Aude à l'étang de Bages-Sigean. Elle est une sous-préfecture de l'Aude, située dans l'arrondissement de Narbonne. La commune constitue à elle-seule le canton de Narbonne-Est et donne son nom aux cantons de Narbonne-Ouest et Narbonne-Sud. Elle fait partie de la deuxième circonscription de l'Aude.
Avec 17 296 hectares, Narbonne possède le plus vaste territoire communal du département de l'Aude et de l'ancienne région Languedoc-Roussillon, soit à peu près, à titre de comparaison, l'équivalent de la superficie du département des Hauts-de-Seine. Il s'agit du 23e territoire communal le plus vaste de France métropolitaine.
Les villes notables les plus proches sont :

### Communes limitrophes
Narbonne donne sur la mer Méditerranée, et est entourée, des communes (en commençant par le nord-est, puis dans le sens des aiguilles d'une montre) de Coursan, Vinassan, Armissan, Fleury, la Méditerranée, Gruissan, Port-la-Nouvelle, Sigean, Bages, Peyriac-de-Mer, Saint-André-de-Roquelongue, Bizanet, Montredon-des-Corbières, Névian, Marcorignan, Moussan et Cuxac-d'Aude.
| Moussan, Marcorignan, Névian        | Cuxac-d'Aude          | Coursan, Vinassan, Armissan, Fleury                     |
| Montredon-des-Corbières             | Narbonne              | Mer Méditerranée                                        |
| Bizanet, Saint-André-de-Roquelongue | Bages, Peyriac-de-Mer | Gruissan, Port-la-Nouvelle, Sigean (par un quadripoint) |

### Relief et paysages
Le point le plus bas de la commune est à 0 m au niveau de la mer Méditerranée et le point le plus haut est à 287 m au roc de Fontfroide, pour une altitude moyenne de 143 m. On y trouve deux reliefs bien distincts. Le massif de la Clape, qui culmine à 214 m, fait partie des Pyrénées. Il sépare la ville de Narbonne de la mer. Le massif de Fontfroide, qui culmine à 293 m, fait partie du massif des Pyrénées, et plus précisément des Corbières.

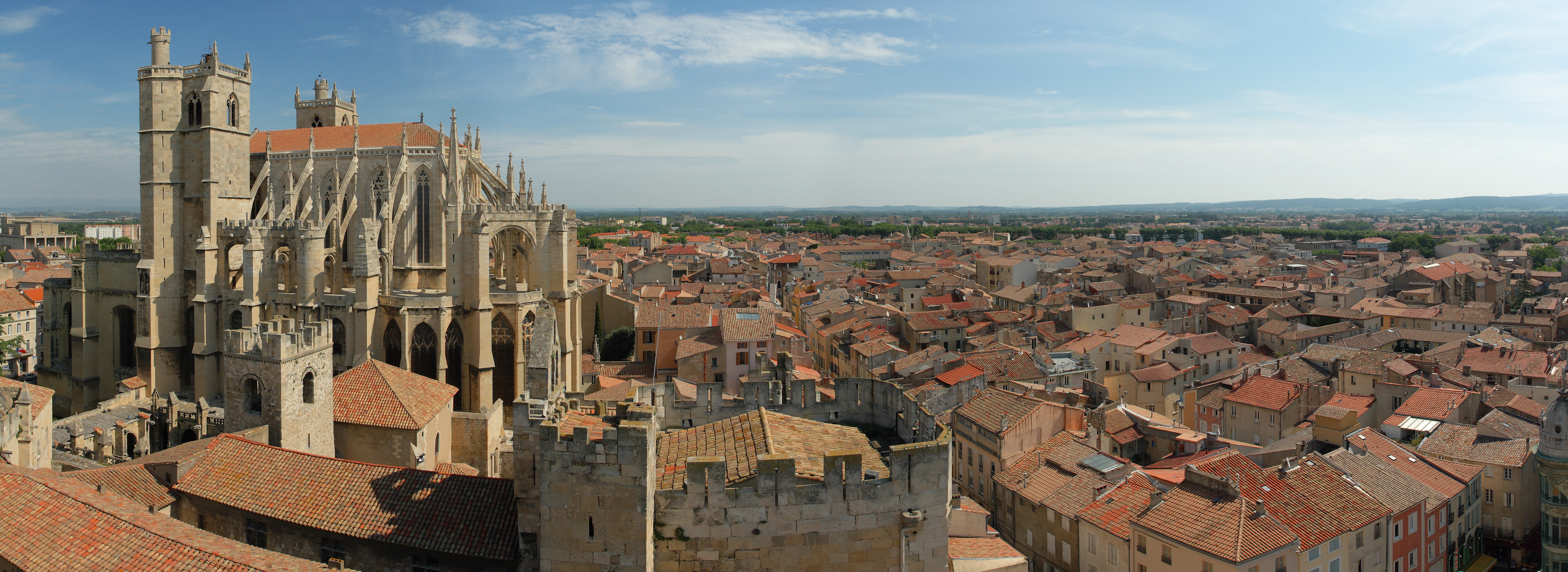
Vue sur Narbonne et la cathédrale Saint-Just-Saint-Pasteur depuis le donjon Gilles Aycelin.

### Hydrographie
La commune est dans la région hydrographique « Côtiers méditerranéens », au sein du bassin hydrographique Rhône-Méditerranée-Corse. Elle est drainée par l'Aude, le canal de la Robine, le ruisseau du Veyret, le ruisseau de Fontfroide, le ruisseau de la Combe de Lavit, le ruisseau de la Mayral, le ruisseau de Quillanet, le ruisseau des Potences, le ruisseau des Tines, le ruisseau du Rec, le ruisseau Mayral (1,119 km), Canal de Cadariège, Canal de Tauran, qui constituent un réseau hydrographique de 124 km de longueur totale,.
L'Aude, d'une longueur totale de 223,59 km, prend sa source dans la commune des Angles et s'écoule du sud vers le nord. Elle traverse la commune et se jette dans le golfe du Lion à Fleury, après avoir traversé 73 communes.
Le canal de la Robine, d'une longueur totale de 32,5 km, prend sa source dans la commune de Moussan et s'écoule vers le sud. Il traverse la commune et se jette dans la Berre à Port-la-Nouvelle, après avoir traversé 4 communes.
Le ruisseau du Veyret, d'une longueur totale de 14,7 km, prend sa source dans la commune et s'écoule du sud-est vers le nord-ouest puis vers l'est. Il traverse la commune et se jette dans le canal de la Robine sur le territoire communal.

### Climat
Pour des articles plus généraux, voir Climat de l'Occitanie et Climat de l'Aude.
En 2010, le climat de la commune est de type climat méditerranéen franc, selon une étude s'appuyant sur une série de données couvrant la période 1971-2000. En 2020, Météo-France publie une typologie des climats de la France métropolitaine dans laquelle la commune est exposée à un climat méditerranéen et est dans la région climatique Provence, Languedoc-Roussillon, caractérisée par une pluviométrie faible en été, un très bon ensoleillement (2 600 h/an), un été chaud (21,5 °C), un air très sec en été, sec en toutes saisons, des vents forts (fréquence de 40 à 50 % de vents > 5 m/s) et peu de brouillards.
Pour la période 1971-2000, la température annuelle moyenne est de 15,2 °C, avec une amplitude thermique annuelle de 16 °C. Le cumul annuel moyen de précipitations est de 573 mm, avec 5,2 jours de précipitations en janvier et 2,5 jours en juillet. Pour la période 1991-2020 la température moyenne annuelle observée par la station météorologique installée dans la commune est de 15,3 °C et le cumul annuel moyen de précipitations est de 635,3 mm,. Pour l'avenir, les paramètres climatiques de la commune estimés pour 2050 selon différents scénarios d’émission de gaz à effet de serre sont consultables sur un site dédié publié par Météo-France en novembre 2022.
| Mois                                  | jan.          | fév.          | mars            | avril        | mai           | juin          | jui.          | août            | sep.           | oct.          | nov.            | déc.            | année     |
| ------------------------------------- | ------------- | ------------- | --------------- | ------------ | ------------- | ------------- | ------------- | --------------- | -------------- | ------------- | --------------- | --------------- | --------- |
| Température minimale moyenne (°C)     | 4,7           | 4,7           | 7,1             | 9,1          | 12,6          | 16,2          | 18,6          | 18,6            | 15,5           | 12,5          | 8,2             | 5,5             | 11,1      |
| Température moyenne (°C)              | 7,8           | 8,4           | 11,3            | 13,6         | 17,2          | 21,3          | 24            | 23,9            | 20,2           | 16,2          | 11,4            | 8,5             | 15,3      |
| Température maximale moyenne (°C)     | 10,9          | 12,1          | 15,5            | 18,1         | 21,8          | 26,4          | 29,3          | 29,1            | 24,9           | 19,9          | 14,6            | 11,5            | 19,5      |
| Record de froid (°C) date du record   | −4,7 30.01.07 | −8,1 08.02.12 | −5,2 02.03.05   | 0,3 03.04.22 | 2,2 04.05.10  | 8,7 12.06.19  | 11,2 12.07.00 | 11,8 31.08.1990 | 7,8 29.09.1993 | 2 25.10.03    | −3,9 22.11.1998 | −6 16.12.01     | −8,1 2012 |
| Record de chaleur (°C) date du record | 21,5 13.01.04 | 23,3 24.02.20 | 28,6 21.03.1990 | 31 08.04.11  | 33,9 29.05.01 | 40,2 29.06.25 | 38,8 15.07.22 | 42,1 23.08.23   | 36,9 04.09.16  | 32,7 03.10.11 | 24,4 07.11.13   | 22,5 18.12.1989 | 42,1 2023 |
| Précipitations (mm)                   | 61,4          | 46,5          | 48,2            | 63,6         | 51,3          | 32,5          | 17            | 31,1            | 60,6           | 92,5          | 78,4            | 52,2            | 635,3     |

### Voies de communication et transport

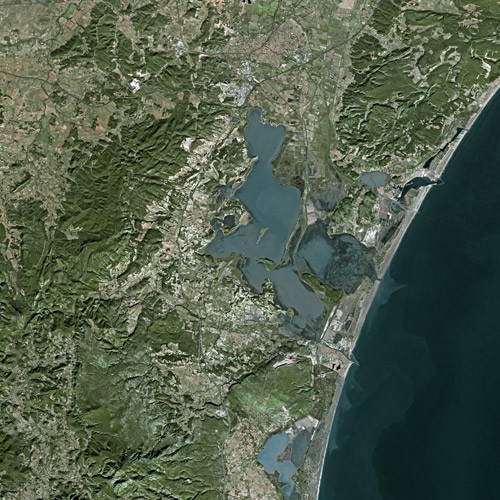
Narbonne vu par le satellite Spot.

Narbonne est située sur un nœud de communication le long du littoral méditerranéen. La ville est desservie par deux autoroutes, de nombreuses routes, une gare et un fleuve. En plus de cela, deux grands aéroports (Béziers et Perpignan) sont situés à proximité ainsi qu'un port.

#### Voies routières et autoroutières
L'autoroute des Deux Mers, et plus précisément le tronçon est de l'A61, se termine au sud de la ville en rejoignant l'A9. L'A61 permet d'accéder à l'ouest à Toulouse puis Bordeaux via Carcassonne, tandis que l'A9 rejoint au nord Montpellier puis Nîmes et au sud Perpignan puis Barcelone en Espagne. Deux sorties (37) Narbonne-Est et (38) Narbonne-Sud de l'A9 desservent la commune. Sur le réseau secondaire, la route nationale 113 se termine aussi à Narbonne en rejoignant la route nationale 9. La RN113 permet de rejoindre Toulouse à l'ouest, tandis que la RN 9 rejoint Montpellier au nord et Perpignan au sud. Enfin, la route départementale 613 permet de rejoindre au sud-ouest Couiza et la haute vallée de l'Aude en traversant la région des Corbières, et la départementale 607 rejoint au nord-ouest Lacaune dans la montagne Noire.

#### Transport ferroviaire

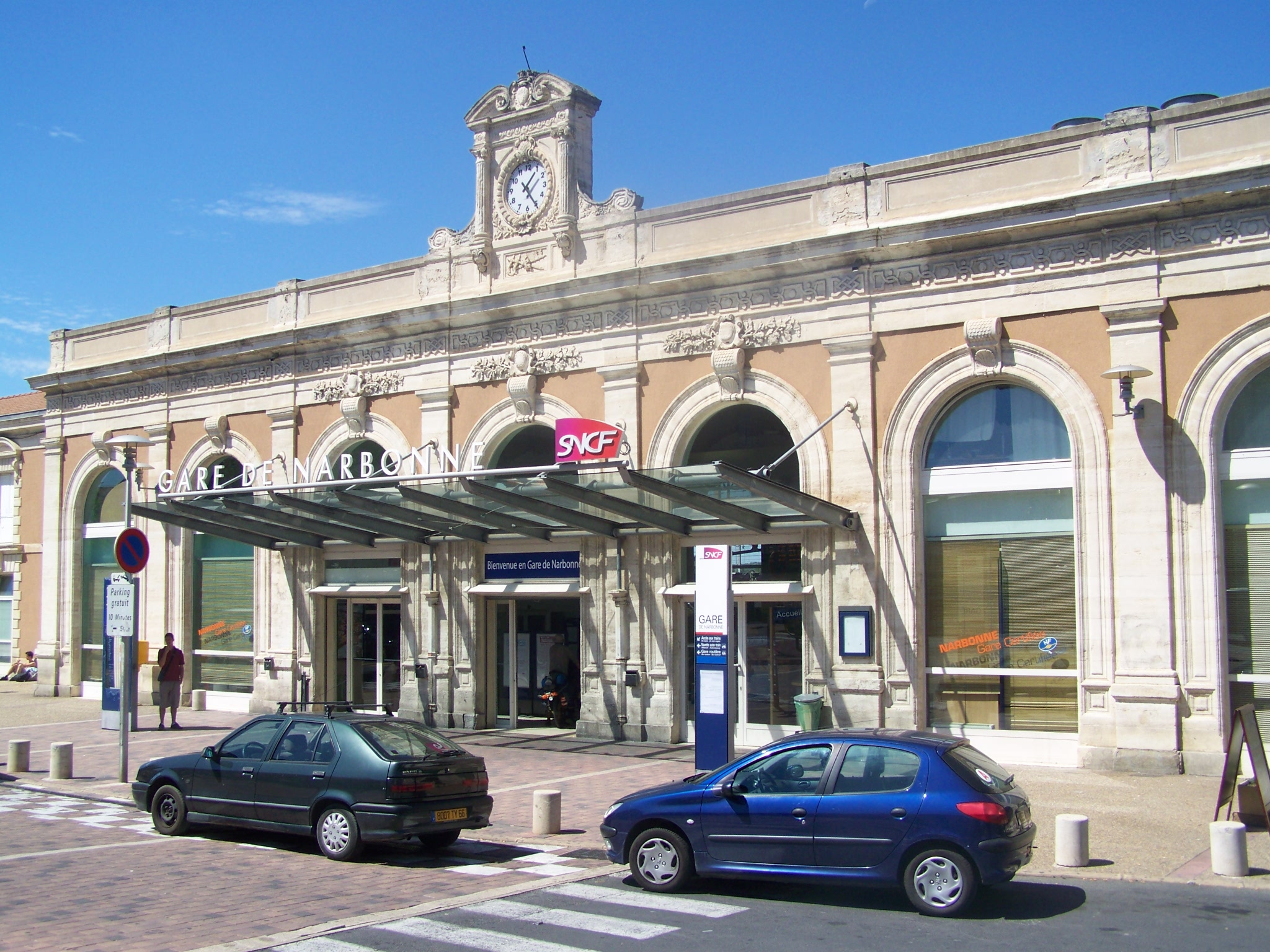
Gare de Narbonne.

La gare de Narbonne est la plus grande gare ferroviaire du département de l'Aude, desservie par les trains TER Occitanie, Intercités et TGV. Elle se situe sur les lignes de Bordeaux-Saint-Jean à Sète-Ville et de Narbonne à Port-Bou. Comme pour l'autoroute, Narbonne constitue un nœud où la ligne nord-sud le long de la Méditerranée est rejointe par la ligne est-ouest le long du canal du Midi.

#### Transports en commun
La ville possède un réseau de bus appartenant à la communauté d'agglomération du Grand Narbonne. Il est exploité par Keolis Narbonne, sous la marque commerciale Citibus.
| Caractéristiques   | Ligne       | Tracé                                                                            |
| ------------------ | ----------- | -------------------------------------------------------------------------------- |
| Lignes urbaines    | A           | Bonne Source ↔ Saint-Jean Saint-Pierre                                           |
| Lignes urbaines    | B           | Bonne Source ↔ Centre commercial La Galerie                                      |
| Lignes urbaines    | C           | Halles Centrales ↔ Pech d'Alcy                                                   |
| Lignes urbaines    | D           | Montesquieu ↔ Crabit                                                             |
| Lignes urbaines    | E           | Bonne Source ↔ Réveillon                                                         |
| Lignes urbaines    | la citadine | Halles Centrales ↔ Gioachino Rossini                                             |
| Lignes urbaines    | DIM         | Saint-Jean Saint-Pierre ↔ Cinémas                                                |
| Lignes suburbaines | 6           | Les Halles centrales de Narbonne ↔ Saint-Pierre-la-Mer — Paradisier              |
| Lignes suburbaines | 7           | Halles Centrales ↔ Ouveillan — Ovilius                                           |
| Lignes suburbaines | 8           | Les Halles centrales de Narbonne ↔ Saint-Pierre-la-Mer — Les Romarins            |
| Lignes suburbaines | 9           | Gare SNCF de Narbonne-Centre ↔ Marcorignan — La Condominette                     |
| Lignes suburbaines | 10          | Europe ↔ Portel-des-Corbières — Tamaroque                                        |
| Lignes suburbaines | 11          | Halles Centrales ↔ Vinassan — Vieux Chêne                                        |
| Lignes suburbaines | 12          | Médiathèque Centrale ↔ Raissac-d'Aude — Village                                  |
| Lignes suburbaines | 13          | Sigean — Collège des Corbières Maritimes ↔ Roquefort-des-Corbières — Tennis      |
| Lignes suburbaines | 14          | Sigean — Collège des Corbières Maritimes ↔ Port-La Nouvelle — Centre Hospitalier |
| Lignes suburbaines | 15          | Bonne Source ↔ Leucate — Grande Bleue                                            |
| Lignes suburbaines | 17          | Sigean — Collège des Corbières Maritimes ↔ Fraissé-des-Corbières — Village       |
| Lignes suburbaines | 18          | Sigean — Collège des Corbières Maritimes ↔ Feuilla — Entrée du Village           |
| Lignes suburbaines | 19          | Halles Centrales ↔ Mailhac — Salle des Fêtes                                     |
| Lignes suburbaines | 20          | Halles Centrales ↔ Argeliers — Zone Artisanale Mangefer                          |
| Lignes suburbaines | 21          | Montesquieu ↔ Bize-Minervois — Route de Mailhac                                  |

La ville est connectée au réseau interurbain de l'Aude, appartenant au conseil départemental de l'Aude. Il est exploité par Keolis Aude, sous la marque commerciale Audelignes.

#### Trafic fluvial et plaisance

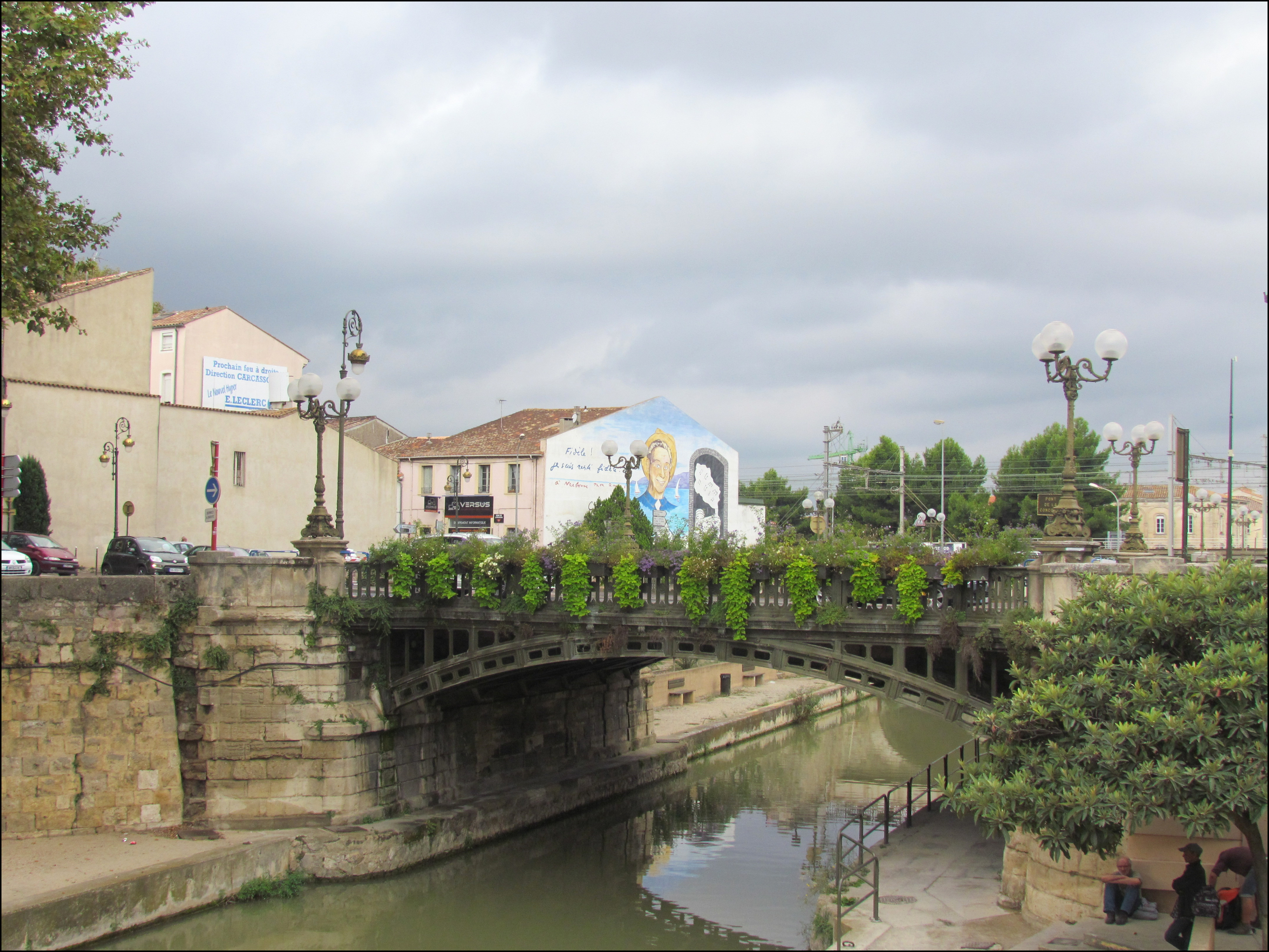
Vue sur le canal de la Robine.

Au niveau fluvial, le canal de la Robine traverse la ville en suivant l'ancien lit de l'Aude. Il permet de rejoindre le fleuve Aude puis le canal du Midi, qui passe plus au nord de la ville via le canal de Jonction. Au sud, le canal rejoint la mer Méditerranée.
Narbonne possède aussi son port nautique sur les rives de l'étang de Sigean ainsi qu'une marina à Narbonne-Plage

#### Transports aériens
Narbonne possède un aérodrome (Narbonne-Vinassan).
Les aéroports les plus proches sont ceux de :
- Béziers-Cap d'Agde, Montpellier-Méditerranée et Marseille-Provence au nord-est.
- Perpignan-Rivesaltes au sud.
- Carcassonne-Salvaza et Toulouse-Blagnac à l'ouest.
- Castres-Mazamet et Aéroport de Rodez-Aveyron au nord-ouest.

## Urbanisme

### Typologie
Au 1er janvier 2024, Narbonne est catégorisée centre urbain intermédiaire, selon la nouvelle grille communale de densité à 7 niveaux définie par l'Insee en 2022.
Elle appartient à l'unité urbaine de Narbonne, une unité urbaine monocommunale constituant une ville isolée,. Par ailleurs la commune fait partie de l'aire d'attraction de Narbonne, dont elle est la commune-centre,. Cette aire, qui regroupe 71 communes, est catégorisée dans les aires de 50 000 à moins de 200 000 habitants,.
La commune, bordée par la mer Méditerranée, est également une commune littorale au sens de la loi du 3 janvier 1986, dite loi littoral. Des dispositions spécifiques d’urbanisme s’y appliquent dès lors afin de préserver les espaces naturels, les sites, les paysages et l’équilibre écologique du littoral, tel le principe d'inconstructibilité, en dehors des espaces urbanisés, sur la bande littorale des 100 mètres, ou plus si le plan local d’urbanisme le prévoit.

### Occupation des sols

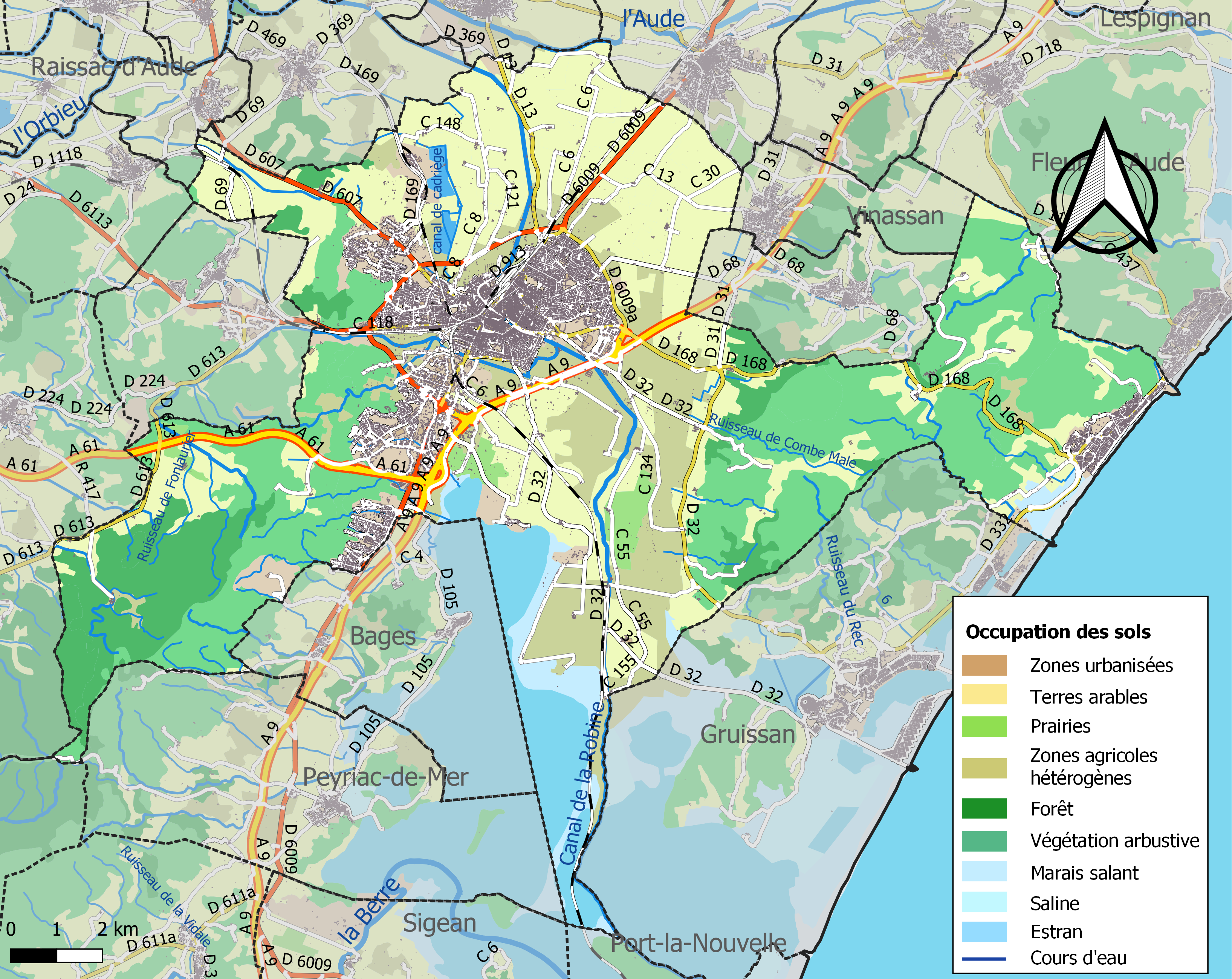
Carte des infrastructures et de l'occupation des sols de la commune en 2018 (CLC).

L'occupation des sols de la commune, telle qu'elle ressort de la base de données européenne d’occupation biophysique des sols Corine Land Cover (CLC), est marquée par l'importance des territoires agricoles (46 % en 2018), en diminution par rapport à 1990 (48,8 %). La répartition détaillée en 2018 est la suivante : cultures permanentes (24,7 %), milieux à végétation arbustive et/ou herbacée (23,9 %), zones agricoles hétérogènes (13,7 %), forêts (8,6 %), zones urbanisées (7,9 %), terres arables (6,1 %), eaux maritimes (4,9 %), 1zones industrielles ou commerciales et réseaux de communication (4 %), zones humides côtières (2,4 %), prairies (1,5 %), espaces verts artificialisés, non agricoles (1 %), mines, décharges et chantiers (0,7 %), espaces ouverts, sans ou avec peu de végétation (0,4 %), eaux continentales (0,4 %). L'évolution de l’occupation des sols de la commune et de ses infrastructures peut être observée sur les différentes représentations cartographiques du territoire : la carte de Cassini (XVIIIe siècle), la carte d'état-major (1820-1866) et les cartes ou photos aériennes de l'IGN pour la période actuelle (1950 à aujourd'hui).

#### Quartiers
La commune de Narbonne est officiellement divisée en huit quartiers, eux-mêmes divisés en sous-quartiers. Chacun est doté d'un conseil de quartier et d'un adjoint au maire délégué.
1. Ouest :
  - Saint-Jean-Saint-Pierre
  - Crabit
  - Amarats
  - Saint-Salvayre
2. Nord :
  - Razimbaud
  - Baliste
  - Montesquieu
  - Horte Neuve
3. Sud-Est :
  - Bourg
  - Pastouret
  - Maraussan
  - La Mayolle
  - Halles-Mirabeau
  - Quai Vallière
4. Nord-Ouest :
  - Médiathèque
  - Quai d’Alsace
  - Quai de Lorraine
  - Malvési
  - Bougna
  - Gare
5. Sud :
  - La Nautique
  - La Coupe
  - Plaisance
  - Forum Sud
  - Les Fours à Chaux
  - Les Hauts de Narbonne
  - Plein Soleil
  - Croix Sud
6. Nord-Est :
  - Centre Historique
  - Révolution
  - Convention
  - Égassiairal
  - Quai Victor Hugo
  - Théâtre
  - Bonne Source
  - Ricardelle
7. Sud-Ouest
  - Montplaisir
  - Roches Grises
  - Réveillon
8. Est :
  - Narbonne-Plage

#### Logement
Narbonne comptait 20 903 logements en 1999. Les constructions neuves sont peu présentes, puisqu'en 1999, seulement 10,5 % des résidences principales dataient de 1990 ou après. A contrario, les constructions antérieures à 1949 représentaient 27,7 % du parc.
76,2 % des logements sont des résidences principales, réparties à 58,7 % en maisons individuelles et à 41,3 % en appartements (respectivement 59,1 % et 40,9 % dans la région). 45,1 % des habitants sont propriétaires de leur logement, contre 50,4 % qui ne sont que locataires (respectivement 56,8 % et 37,6 % dans la région),.
Avec 4 359 logements HLM, soit 20,9 % du parc en 1999 (9,6 % dans la région), la ville respecte les dispositions de l’article 55 de la loi solidarité et renouvellement urbain (SRU) de décembre 2000 fixant à 20 % le taux minimum de logements sociaux pour les communes les plus importantes. On peut constater en outre que le nombre de logements vacants était assez faible en 1999, avec seulement 6,8 % du parc contre 7,7 % dans la région.
La plupart des habitations possèdent 4 pièces (55 %), ou 3 pièces (25,9 %), puis 2 pièces (14,2 %). Les petits logements restent peu nombreux (studios : 4,9 %). La ville possède par conséquent des logements de taille importante du fait de l'espace immobilier non restreint, permettant de grandes constructions, et du fait de la faible demande en petits logements,. Enfin il faut préciser que ces logements sont bien dotés puisque 83,7 % ont le chauffage central et 53,2 % possèdent un garage, box ou parking (respectivement 76,5 % et 61,7 % pour la région).

#### Projets
Narbonne tente de restructurer l'habitat assez ancien du centre-ville. Pour cela, le Grand Narbonne propose des aides supplémentaires pour améliorer le confort des logements, les façades, la création de garages et l'accès aux étages. De plus, une opération programmée d'amélioration de l'habitat a été menée en 1979 et en 2006.

### Risques majeurs
Le territoire de la commune de Narbonne est vulnérable à différents aléas naturels : météorologiques (tempête, orage, neige, grand froid, canicule ou sécheresse), inondations, feux de forêts et séisme (sismicité faible). Il est également exposé à deux risques technologiques, le transport de matières dangereuses et le risque industriel, et à un risque particulier : le risque de radon. Un site publié par le BRGM permet d'évaluer simplement et rapidement les risques d'un bien localisé soit par son adresse soit par le numéro de sa parcelle.

#### Risques naturels
La commune fait partie du territoire à risques importants d'inondation (TRI) de Narbonne, regroupant 18 communes du bassin de vie de l'agglomération narbonnaise, un des 31 TRI qui ont été arrêtés fin 2012 sur le bassin Rhône-Méditerranée, retenu au regard des submersions marines et des débordements des cours d’eau l’Aude, l'Orbieu et la Berre. Des cartes des surfaces inondables ont été établies pour trois scénarios : fréquent (crue de temps de retour de 10 ans à 30 ans), moyen (temps de retour de 100 ans à 300 ans) et extrême (temps de retour de l'ordre de 1 000 ans, qui met en défaut tout système de protection),. La commune a été reconnue en état de catastrophe naturelle au titre des dommages causés par les inondations et coulées de boue survenues en 1986, 1987, 1992, 1993, 1994, 1999, 2003, 2005, 2006, 2009, 2013 et 2014,.

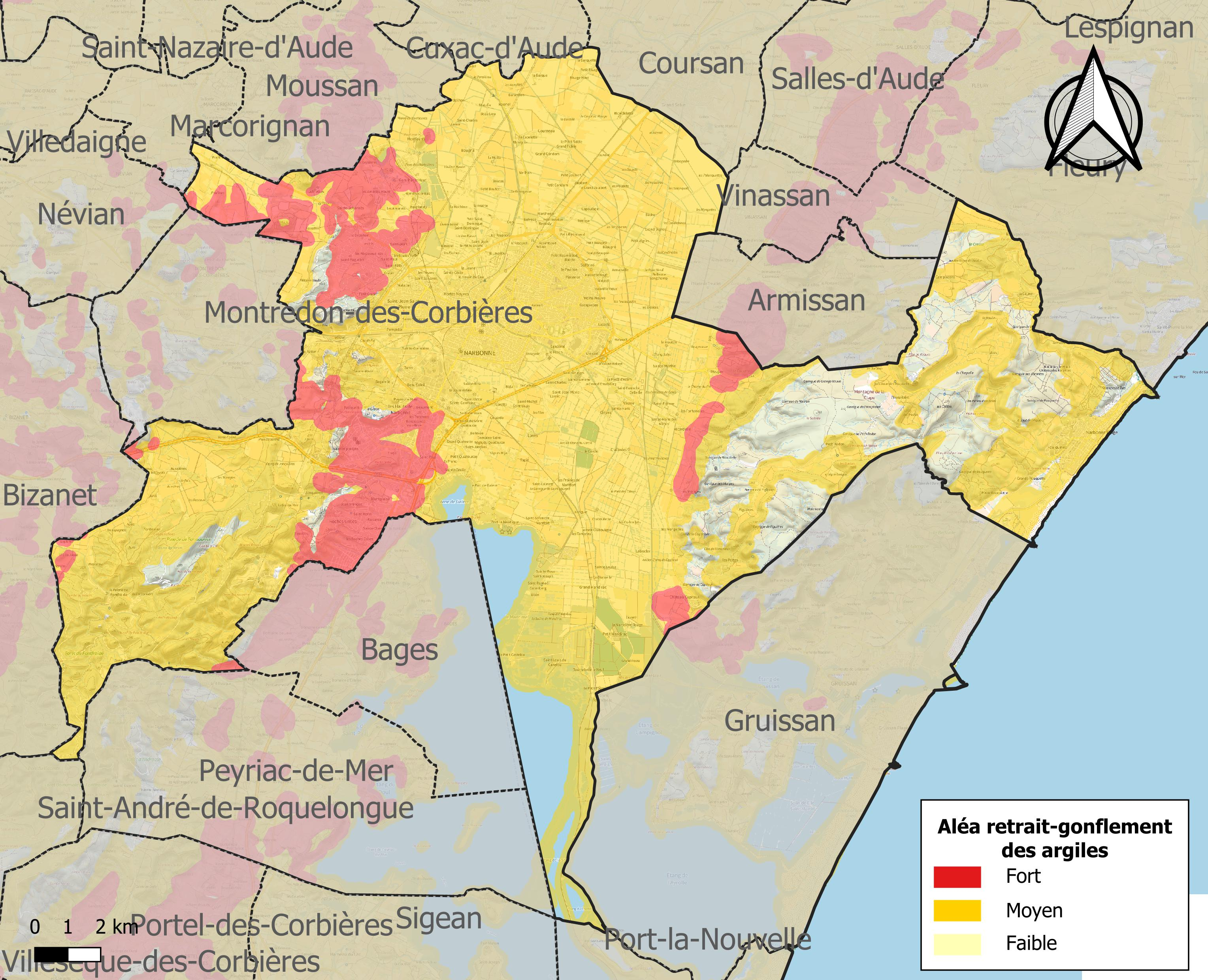
Carte des zones d'aléa retrait-gonflement des sols argileux de Narbonne.

Le retrait-gonflement des sols argileux est susceptible d'engendrer des dommages importants aux bâtiments en cas d'alternance de périodes de sécheresse et de pluie. 84,6 % de la superficie communale est en aléa moyen ou fort (75,2 % au niveau départemental et 48,5 % au niveau national). Sur les 14 495 bâtiments dénombrés sur le territoire de la commune en 2019, 14014 sont en aléa moyen ou fort, soit 97 %, à comparer aux 94 % au niveau départemental et 54 % au niveau national. Une cartographie de l'exposition du territoire national au retrait gonflement des sols argileux est disponible sur le site du BRGM,.

#### Risques technologiques
La commune est exposée au risque industriel du fait de la présence sur son territoire d'une entreprise soumise à la directive européenne SEVESO.
Le risque de transport de matières dangereuses dans la commune est lié à sa traversée par une route à fort trafic et une ligne de chemin de fer. Un accident se produisant sur de telles infrastructures est en effet susceptible d’avoir des effets graves au bâti ou aux personnes jusqu’à 350 m, selon la nature du matériau transporté. Des dispositions d'urbanisme peuvent être préconisées en conséquence.

#### Risque particulier
Dans plusieurs parties du territoire national, le radon, accumulé dans certains logements ou autres locaux, peut constituer une source significative d’exposition de la population aux rayonnements ionisants. Certaines communes du département sont concernées par le risque radon à un niveau plus ou moins élevé. Selon la classification de 2018, la commune de Narbonne est classée en zone 2, à savoir zone à potentiel radon faible mais sur lesquelles des facteurs géologiques particuliers peuvent faciliter le transfert du radon vers les bâtiments.

## Toponymie
La graphie N'Arbona (parfois Na Arbona) qui est fréquente dans les textes médiévaux, serait liée à une erreur consistant à voir dans le nom la particule honorifique na. À noter cependant qu'Arbuna est un nom de personne germanique documenté. De la même façon, Arbonés désigne un Narbonnais.
Son nom reprend peut-être le toponyme celte ou ibère Narbo signifiant « habitation proche de l'eau » (apparenté à la racine basque *narb-) et le nom de Mars, dieu romain de la Guerre invoqué pour la protection de la nouvelle cité. Ce nom n'a rien à voir avec le gentilice du consul en poste à Rome durant l'année 118 av. J.-C., Quintus Marcius Rex, ou avec une hypothétique légion Martia.
Narbonne se dit Narbona [narˈbunɔ] en occitan.

## Histoire

### Antiquité

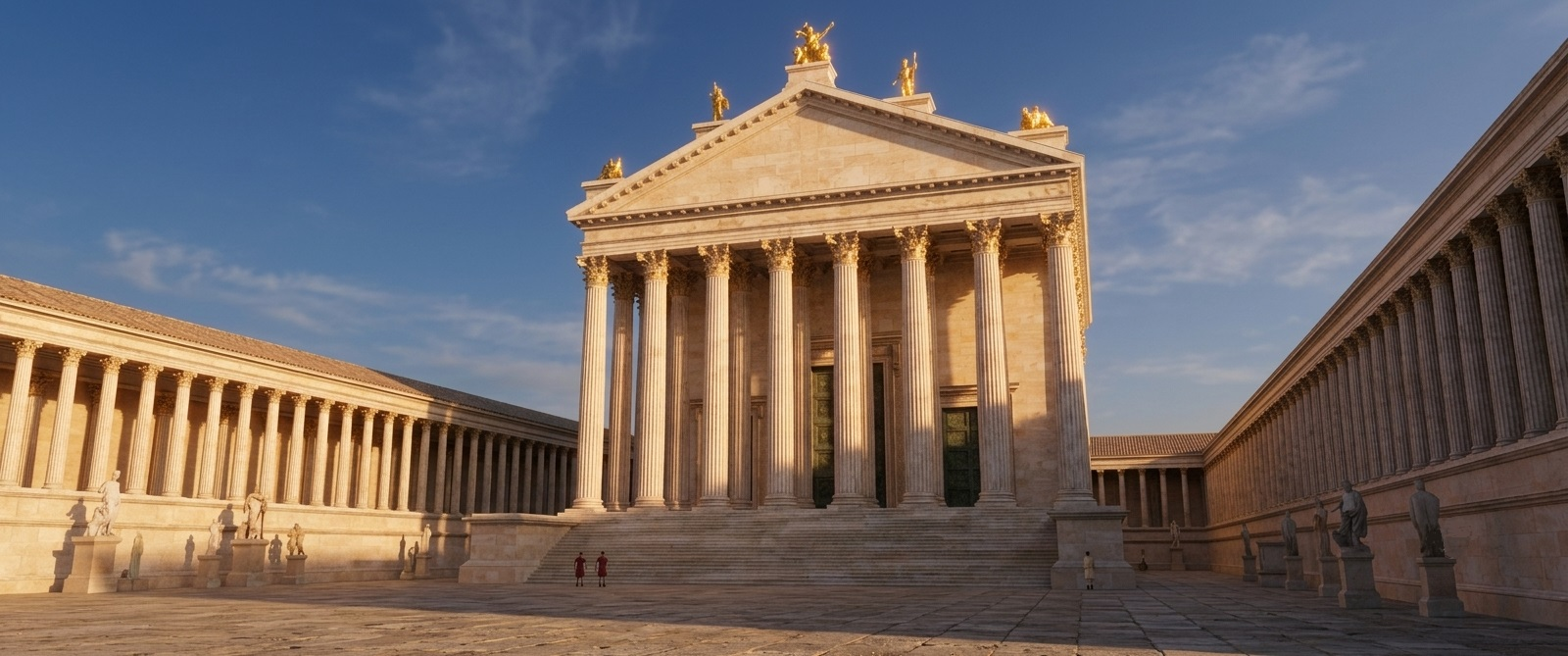
Restitution du Capitole de Narbonne.

Les Romains fondèrent en 118 av. J.-C. une colonie romaine du nom de Colonia Narbo Martius. Elle était située sur la via Domitia, première route romaine en Gaule qui permettait de relier l'Italie à l'Espagne. Avant cette période, Narbonne était un comptoir commercial rattaché à l’oppidum de Montlaurès (à quatre kilomètres au nord de la ville actuelle), la capitale des Élisyques, un peuple autochtone installé de longue date et celtisé un peu avant la conquête romaine. La ville est choisie pour sa situation sur une lagune protégée par des îles à l'embouchure de l'Aude, situation qui permet de construire le système portuaire de la ville et qui devient le second port de Méditerranée occidentale après Rome,.
En 45 av. J.-C., Jules César installa à Narbonne les vétérans de la Xe légion. En 27 av. J.-C., Auguste rendit visite à la ville, et en 22 av. J.-C. il en fit la capitale de la province romaine de la Gaule narbonnaise. Elle fut jusqu'à la fin de l'Antiquité romaine l'une des villes les plus importantes de la Gaule ; Strabon dit même qu'elle était la première. La zone aujourd'hui lagunaire était alors une zone de mer protégée par un chapelet d'îles : La Clape, Saint-Martin et Sainte-Lucie et Leucate plus au sud. La ville incluait Gruissan où se situait l’amphithéâtre et un avant-port, ainsi que La Nautique qui abritait une partie importante des activités portuaires. L'ensemble formait le port antique de Narbonne, considéré comme le deuxième port de l’Empire romain en Méditerranée nord-occidentale après Ostie, le port de Rome. Durant les deux premiers siècles de l'ère chrétienne, sa superficie avoisinait 100 hectares, ce qui a amené à estimer sa population aux alentours de 35 000 habitants.
Après sa destruction en 145 par un incendie accidentel, Antonin le Pieux fit reconstruire Narbonne en 160 et étendit le réseau routier de la Narbonnaise.
L'itinéraire de l'Anonyme de Bordeaux passe dans la région et mentionne ce site en 333.
La ville déclina au cours de l'Antiquité tardive. L'enceinte, qui date probablement de la fin du IIIe siècle, ne délimitait plus que 16 ha. En 413, le roi des Wisigoths, Athaulf, fit son entrée dans la ville, où, vêtu comme un général romain, il célébra son mariage avec Galla Placidia. Après avoir fondé le royaume de Toulouse en 418, les Wisigoths n'eurent de cesse de mettre la main sur Narbonne. Ils assiégèrent en vain la ville en 435-436. Ils arrivèrent à leurs fins en 462, lorsque le général romain Agrippinus leur céda Narbonne en échange de leur aide. À cette époque, la cité faisait encore bonne figure : en 464, Sidoine Apollinaire, de passage, en fit une description dithyrambique.

### Haut Moyen Âge

#### Période du royaume wisigothique de Narbonne
Au début du VIe siècle, Narbonne fut brièvement la capitale des Wisigoths vaincus à la bataille de Vouillé (507) par les Francs de Clovis, conquérant du royaume de Toulouse. Grâce à l'aide militaire des Ostrogoths d'Italie, les Wisigoths du jeune roi Amalaric conserveront la Septimanie et Narbonne. Amalaric y sera assassiné en 531. Sous le règne du roi Theudis (531-548), Narbonne cessera d'être la capitale des Wisigoths mais reste une capitale provinciale. Elle accueille plusieurs souverains tels Liuva Ier couronné roi à Narbonne (567-573), et est le siège de plusieurs révoltes "séparatistes" jusqu'à la fin du VIIe siècle. Les deux derniers rois wisigoths Agila II (711-714) et Ardo (714-720) auraient régné sur la cité au moment de l'invasion musulmane.

#### Période de l'occupation musulmane des Omeyyades (719-759)
En 719, la ville est assiégée et prise par les troupes musulmanes du califat omeyyade de Damas, venues de la péninsule Ibérique conquise dans les années 710. Elles sont sous le commandement d'al-Samh, troisième émir omeyyade en Hispanie.
Narbonne est protégée par les murailles construite à l'époque romaine, évoquées par l'évêque Sidoine Apollinaire en 465. Selon une légende locale[réf. nécessaire], les assaillants seraient entrés dans la ville en profitant de l'ouverture des portes au moment des vendanges, au début de l'automne 719, ce qui expliquerait pourquoi la ville a été facilement conquise.[réf. nécessaire]
L'émir fait mettre à mort les hommes qui ont tenté de défendre la ville et déporter leurs femmes et enfants en Hispanie et établit à Narbonne une petite garnison.
Narbonne (en arabe : Arbûna, en caractères arabes : أربونة) devient pour quarante ans le chef-lieu d'une province de l'émirat de Cordoue, dotée d'un gouverneur (wâli), un des cinq d'al-Andalus, aux côtés de Cordoue (ولاية الأندلس), Tolède (ولاية طليطلة), Mérida (ولاية ماردة) et Saragosse (ولاية سرقسطة).
Conformément aux règles du droit musulman, les chrétiens et les juifs survivants sont dotés du statut subalterne de dhimmi, qui leur donne le droit de professer leur religion moyennant un tribut spécifique et l'obligation d'être discrets. Pour renforcer la présence musulmane, des familles entières (avec femmes et enfants) sont transférées d'Afrique du Nord,.
Un certain nombre de gouverneurs musulmans de la province de Narbonne sont connus : 
- Abd al-Rahman ibn Abd Allah al-Ghafiqi nommé en 720 ;
- Yusuf ibn 'Abd al-Râhman al-Fihri nommé en 734[67] ;
- Athima en place en 737
- Abd-er-Rahman el Lahmi en place à partir de 741 ;
- Omar ibn Omar en place vers 747 ;
- Abd-er-Rahman ben Ocba (756-759).

Pendant quarante ans, des expéditions sont lancées de temps à autre de Narbonne vers le nord de la Gaule. Remontant la vallée du Rhône ou de la Garonne, elles atteignent la Bourgogne ou l'Aquitaine, avec notamment les batailles de Bordeaux et de Poitiers en 732.
En 735, al-Fihri conquiert Arles, chef-lieu de la Narbonnaise deuxième, grâce au ralliement de Mauronte, duc de Marseille.
Les Francs, commandés par Charles Martel, maire du palais d'Austrasie, lancent une contre-offensive en 737, remportant la bataille d'Avignon, puis venant mettre le siège devant Narbonne, défendue par Athima. Bien qu'ils vainquent une armée de secours près de la rivière Berre, les Francs ne réussissent pas à prendre la ville.
Ben Ocba est le dernier gouverneur à Narbonne, puisque la ville est reprise en 759 par Pépin le Bref, fils de Charles Martel.
Il reste ensuite des territoires encore soumis aux musulmans au nord des Pyrénées, jusqu'à ce que Charlemagne, fils de Pépin le Bref, les chasse de Gaule, parvenant même à reprendre Barcelone en 801.

#### De la bataille de la Berre (737) à l'éviction des musulmans (793)
En 737, les Wisigoths qui résistent toujours dans les environs de Narbonne (Minervois, Razès) indiquent aux troupes de Charles Martel comment couper en deux l'armée arabe en marche qui va se porter au secours de Narbonne assiégée, en empruntant le défilé de la Berre qui débouche des Corbières entre Portel et Sigean. Le gros de l'armée arabe est mis en pièces, pris en tenaille par les Francs et Wisigoths aux alentours de Portel-des-Corbières. D'autres Sarrasins tentent de rejoindre Sigean et la flotte musulmane ancrée à Port Mahon, et connaîtront un nouveau désastre militaire. Puis, les fuyards et colons musulmans postés en bord de mer, notamment dans la Clape, seront massacrés.
Après cette défaite, la garnison arabe de Narbonne subsiste mais son rôle n'est plus significatif et reste cantonnée dans les murs de la ville, sans pouvoir en sortir efficacement. En 752, Pépin le Bref qui vient de déposer le dernier roi de la dynastie mérovingienne, Childéric III, décide d'assiéger Narbonne. Ne pouvant reprendre la ville rapidement, il laisse un dispositif de contrôle de la ville entre 752 et 754. Le siège reprend avec plus de vigueur en 756. La ville est finalement reprise après une négociation entre Pépin le Bref et les représentants de la population wisigothe locale qui finalement se révolte contre la garnison arabe et ouvre les portes de la ville en 759. Cette prise de la ville de Narbonne entraîne la conquête de toute la Septimanie.
Il est difficile d'apprécier la réalité du peuplement musulman au nord des Pyrénées. Les musulmans se sont-ils établis comme en al-Andalus, avec un véritable projet de peuplement, qui devait continuer au-delà des Pyrénées ? L'historien Paul Diacre (VIIIe siècle) indique que les Sarrasins « ont pénétré dans la province aquitaine de Gaule accompagnés de leurs femmes et de leurs enfants, comme pour l'habiter ». La volonté d'étendre le Dar al-Islam. La conquête des territoires au nord des Pyrénées était le but premier de la conquête musulmane, qui avait souhait d'intégrer le sud de la Gaule au territoire d'al-Andalus. Si des pièces de monnaie d'usage dans le commerce ont été trouvées dans plusieurs sites, aucune recherche ne confirme la présence d'une mosquée,.
Toutefois, d'un point de vue historique et militaire, on peut dire que Narbonne (et non Poitiers) fut le coup d'arrêt de la conquête musulmane en Occident chrétien, car Narbonne était la première base de peuplement et d'installation en Gaule. La victoire précoce des Francs sur la Berre a donc évité une trop longue installation musulmane, à l'inverse de ce qu'a connu l'Espagne. Ensuite, toutes les expéditions au nord de Narbonne furent des razzias sans lendemain et non des entreprises de soumission ou de peuplement.
Les géographes arabes ont gardé le souvenir de la Narbonne musulmane, comme Zuhrî au XIIe siècle qui donne une description de la ville à cette époque :

« Sur la côte, à l'est de Barshalûna (Barcelone), il y a la ville d’Arbûna (Narbonne). C'est le point extrême conquis par les musulmans sur le pays des Francs. On y trouvait la statue sur laquelle était inscrit : « Demi-tour, enfants d'Ismaël, ici est votre terme ! Si vous me demandez pourquoi, je vous dirai ceci : si vous ne faites pas demi-tour, vous vous battrez les uns les autres jusqu'au jour de la Résurrection. » Cette ville est traversée en son milieu par un grand fleuve, c'est le plus grand fleuve du pays des Francs ; un grand pont l'enjambe. Sur le dos de l'arche, il y a des marchés et des maisons. Les gens l'utilisent pour aller d'une partie de la ville à l'autre. Entre la ville et la mer, la distance est de deux parasanges [environ 10 km]. Les navires venant de la mer remontent le fleuve jusqu'en aval de ce pont. Au centre de la ville, il y a des quais et des moulins construits par les anciens, personne ne pourrait plus en bâtir de semblables. »

Les musulmans quittent la ville en 793 mais les Sarrasins (comme ils sont appelés par la suite) poursuivent leurs raids depuis l'Espagne ou par mer jusqu'en 1020.
En 859, Narbonne fut pillée par les Vikings du chef Hasting, qui venaient de Nantes et avaient hiverné en Camargue.
À partir du IXe siècle, Narbonne tenta de retrouver son lustre de l'époque romaine et redevint un important centre religieux, spirituel, intellectuel et commerçant de la France du Sud.[réf. nécessaire]

### Moyen Âge
Jusqu'à la fin du Moyen Âge, Narbonne fut gouvernée par deux seigneurs : l'archevêque et le vicomte.

#### Construction d'églises
Ainsi, à la fin du XIe siècle se bâtit l'abbaye Sainte-Marie de Fontfroide, chef-d'œuvre cistercien et bénédictin, située au sud-ouest de Narbonne dans le massif protégé de Fontfroide, derrière le quartier des Roches Grises. Cette abbaye, rattachée à l'ordre cistercien en 1145, devint l'une des plus prospères et l'une des plus riches abbayes du sud de la France. La doctrine bénédictine y fut enseignée, qui inspira Jean-François Régis (né à Fontcouverte, à 30 kilomètres de là) ; et saint Dominique de Guzmán lors des controverses contre les cathares. En effet, lors de la croisade des albigeois, Narbonne était le siège des forces catholiques.

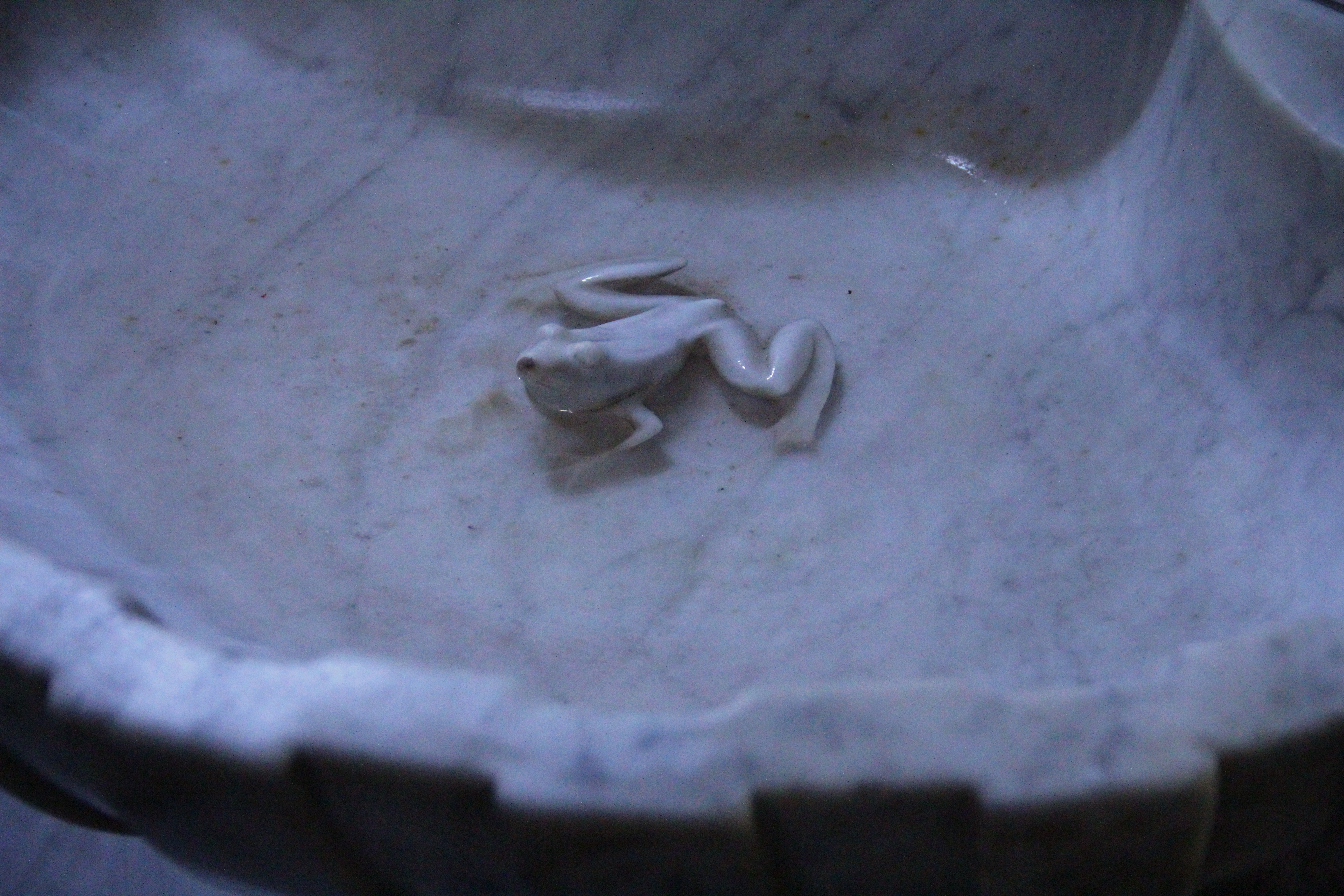
La grenouille du bénitier de la basilique Saint-Paul.

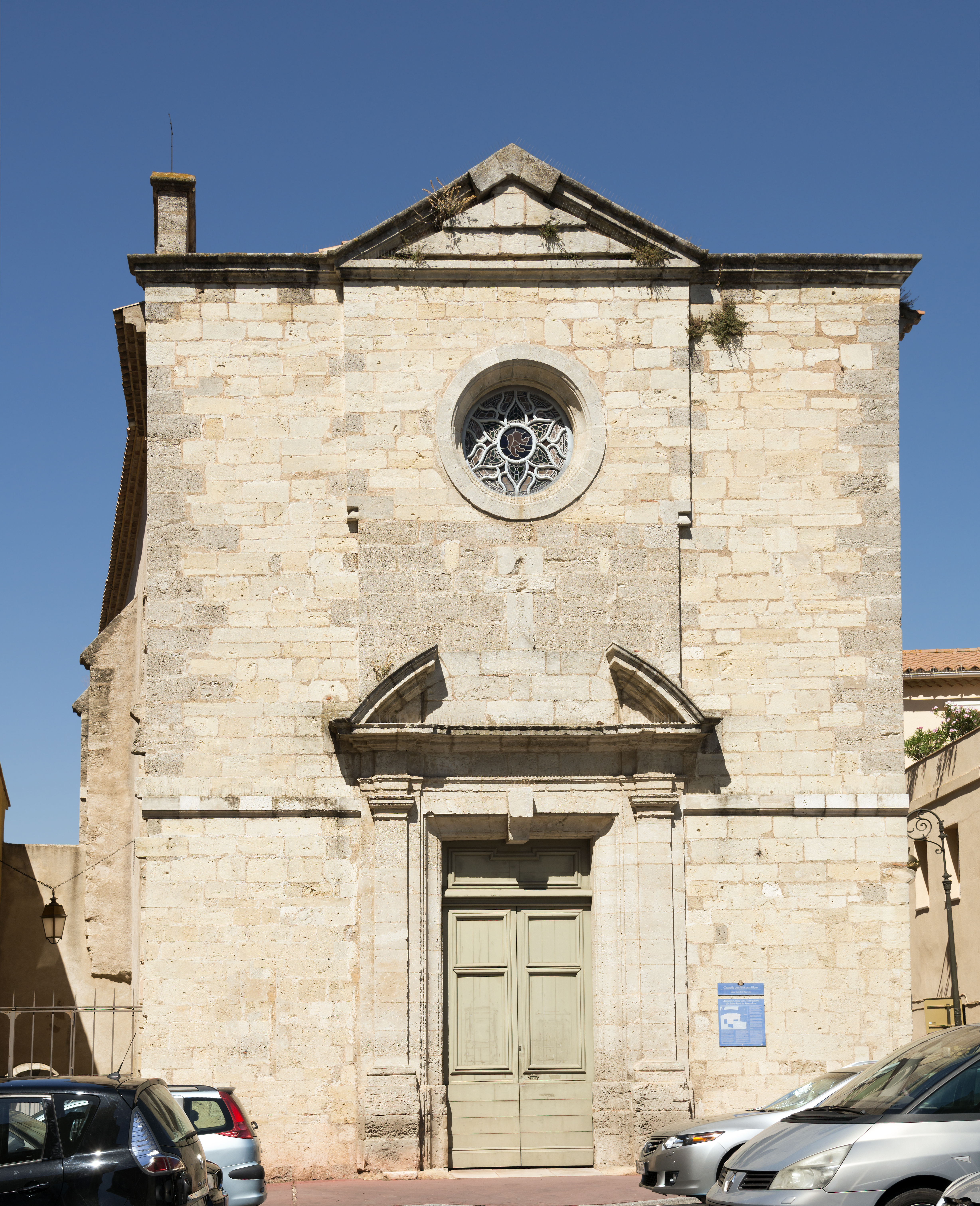
Façade de la chapelle des Pénitents-Bleus.

Parallèlement, d'autres édifices religieux virent le jour à Narbonne : la basilique Saint-Paul, construite sous Charlemagne au VIIIe siècle, fut transformée en une œuvre romane défensive, connue pour tous les Compagnons du Tour de France pour sa fameuse « grenouille de bénitier ». Mais le plus spectaculaire de tous les édifices narbonnais reste le palais des archevêques construit entre le XIIIe et le XIVe siècle, second seulement à celui d'Avignon pour les ensembles bâtis du Moyen Âge en France. Deux particularités s'offrent à l'observateur : en cette terre romane, la cathédrale est de style gothique champenois. Également, le palais politique, flanqué du donjon Gilles Aycelin, est accolé à la bâtisse religieuse, le passage de l'un à l'autre se faisant par le cloître et le « passage de l'ancre ». Cette particularité se retrouve au palais des papes à Avignon.
La cathédrale Saint-Just-Saint-Pasteur de Narbonne s'enorgueillit d'héberger les plus grandes orgues d'Europe continentale (25 m de haut, 12 m de large, 8 m de profondeur). La voûte de la cathédrale monte à 41 m, ce qui en fait la quatrième plus haute voûte de France. En 1982, la cathédrale reçoit de la part de la forte communauté pied-noir de Narbonne les cloches de l'église Sainte-Marcienne d'Alger (église fondée en l'honneur de Marcienne de Dellys) et une réplique de la Vierge noire d'Oran. Cet apport de cloches donne à Narbonne l'un des plus importants carillons de France.
D'autres édifices religieux continuèrent à être bâtis en cette période médiévale comme la chapelle de la Madeleine, l'église Notre-Dame-de-Lamourguier, puis l'église Saint-Sébastien, construite sur le lieu de naissance de ce même saint Sébastien.

#### Les Hospitaliers et les pénitents bleus
En 1143, l’ordre de Saint-Jean de Jérusalem s'implante à Narbonne pour fonder une commanderie et débute l'édification de la chapelle à partir de 1177. Celle-ci est investie en 1612 par une confrérie de pénitents bleus.
Le bâtiment sera modifié, la façade date du XVIIIe siècle. La chapelle est inscrite au titre des monuments historiques en 1957.

#### La vicomtesse Ermengarde (vers 1250)
Au niveau des arts, la vicomtesse Ermengarde protégeait les troubadours, ces poètes de l'amour courtois qui enchantaient les cours de l'époque. Sous l'impulsion de cette vicomtesse, Narbonne repris un rôle politique important face aux capitouls de Toulouse ou aux consuls de mer de Montpellier.
À tel point qu'en 1248, avant d'embarquer pour les croisades à Aigues-Mortes, le roi Saint Louis fit privilège[pas clair] d'être hébergé à Narbonne.

#### Un centre drapier prospère vers 1300
Populeuse (la cité compte 30 000 habitants dans la première moitié du XIVe siècle) et aux activités marchandes florissantes, Narbonne connaît à cette époque sa phase de prospérité la plus brillante de la période médiévale, puisqu'elle est le plus grand centre drapier du Languedoc, multipliant les échanges commerciaux avec le Levant ibérique où se trouve le débouché principal de ses draps et la Méditerranée orientale.

#### Période de la guerre de Cent Ans (1337-1453)
Durant la guerre de Cent Ans la région subit les Grandes compagnies. Arnoul d'Audrehem est nommé lieutenant du roi en Languedoc pour les combattre. Dans son armée se trouvent des mercenaires espagnols, qui commettent des crimes sur la population de la ville. En mars 1364 une révolte éclate, plus de cent de ces gens d'armes sont massacrés.
De 1515 à 1523, le cardinal Jules de Médicis fut archevêque de Narbonne. Il quitta l'archevêché lorsqu'il devint pape sous le nom de Clément VII (1523-1534).

### Époque moderne (1492-1789)

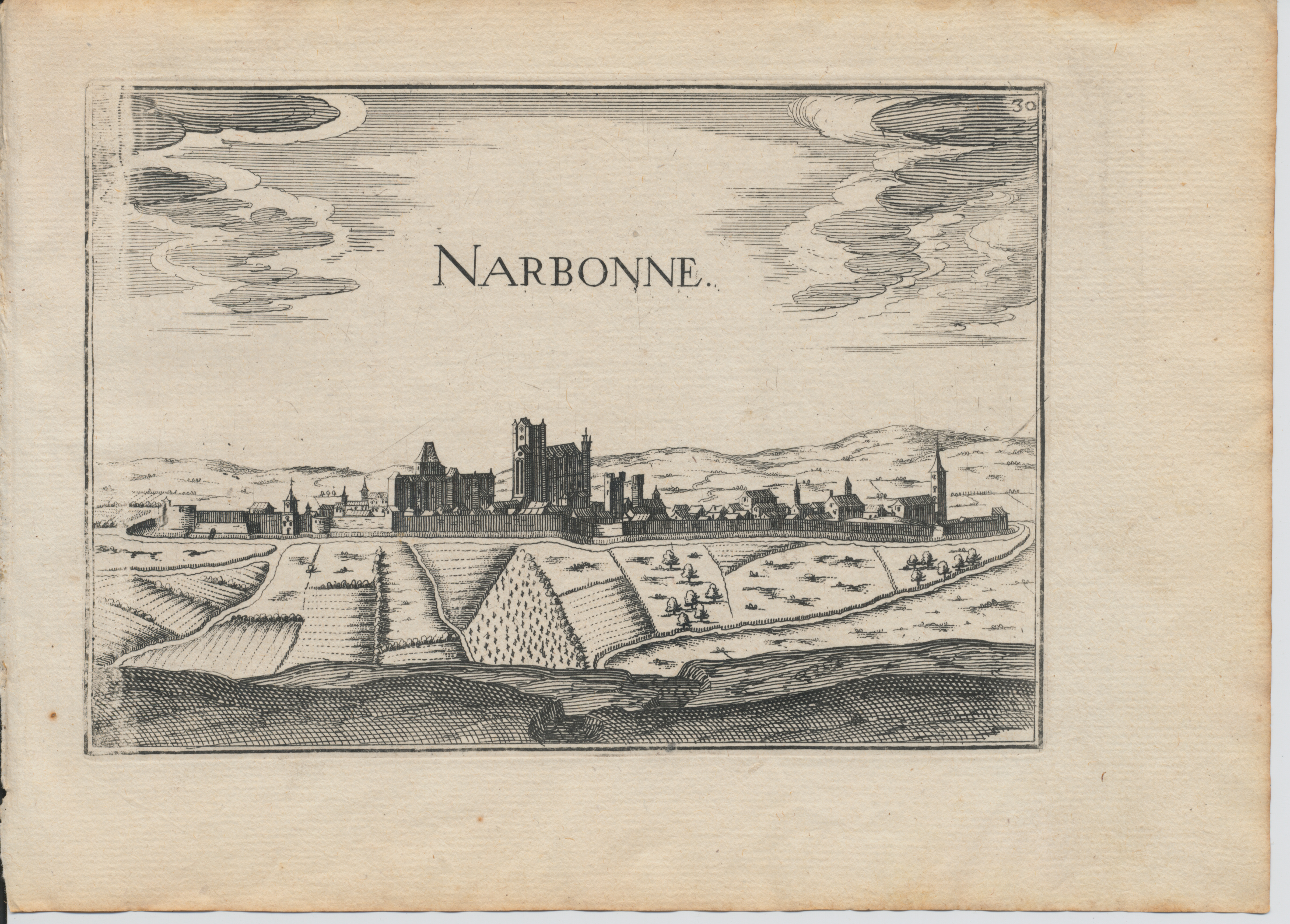
Vue de Narbonne par Tassin, 1634.

À la Renaissance, les protestants furent chassés de la ville en 1562. Charles IX fut reçu en grande pompe dans la ville lors de son tour de France royal (1564-1566), accompagné de la cour et des grands du royaume : son frère le duc d’Anjou, Henri de Navarre, les cardinaux de Bourbon et de Lorraine.
En 1642, Cinq-Mars, alors complotant contre Louis XIII, est arrêté à Narbonne. Une légende court au sujet de cette arrestation. Cinq-Mars et les conjurés étaient emprisonnés dans le donjon Gilles Aycelin qui flanque le palais épiscopal. Parmi les conjurés, l'un d'eux était innocent. Animé par une grande piété, il demande alors à la Vierge protectrice de Narbonne, Notre-Dame du Pont de le sortir de là et de l'envoyer « hors de Narbonne, à une lieue de cette prison », en échange de quoi il s'engage à élever une croix en honneur de ce miracle. Et celui-ci a lieu, le prisonnier se retrouve libéré de ses chaînes, sur le territoire de Bages d'Aude, pile à une lieue du donjon, soit 3,248 km. La Croix de la Lieue est depuis cette époque érigée à l'embranchement de la Nationale 9 et de l'ancienne route de Bages d'Aude, en face du quartier des Roches Grises, dans la commune de Bages d'Aude, mais à cinq mètres de la commune de Narbonne. C'est d'ailleurs le seul endroit non narbonnais qui soit situé à une lieue de l'hôtel de ville.
L'arrivée du canal du Midi et la présence de l'archevêché marquent la période pré-révolutionnaire. Après la Révolution, privée du siège épiscopal, (le dernier archevêque fut Arthur Richard Dillon), la commune ne devint plus qu'une sous-préfecture rurale.
Après la création du département, elle est érigée en chef-lieu de district en 1790 puis en sous-préfecture en 1800.

### De la Révolution française à la Belle Époque (1789-1914)

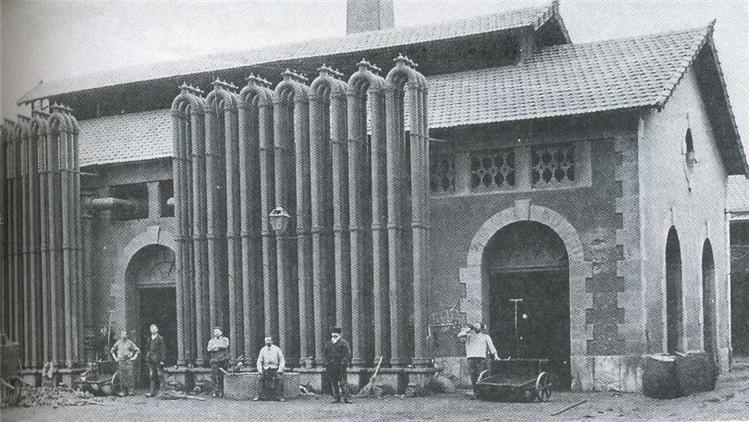
Usine à gaz de Narbonne.

#### De la chute de Napoléon à la chute de Napoléon III (1815-1870)
Autorisée en 1855 (et détruite en 1967), l'usine à gaz de Narbonne est installée sur ce qui deviendra la première zone industrielle de la ville, près de l'église Saint-Bonaventure. Symbole du progrès, la voie qui la dessert est appelée rue de l'Avenir (aujourd'hui rue Simon-Castan).
En 1859, Narbonne, qui compte 12 000 habitants, est éclairée par 214 becs. Chez les particuliers on en trouve 150. Chaque jour sont consommés 650 ou 700 mètres cubes.
À la fin du Second Empire, la ville qui était toujours une place forte, était à l'étroit à l'intérieur de ses fortifications. Le maire, Eugène Peyrusse, obtint le déclassement militaire de la ville et l'enceinte fut démolie entre 1868 et 1884. Les vestiges romains récupérés lors de cette démolition furent entreposés dans l'ancienne église Notre-Dame de Lamourguier, constituant ainsi la base de la collection du musée lapidaire (annexe du musée archéologique de Narbonne).

#### La Commune de 1871 à Narbonne

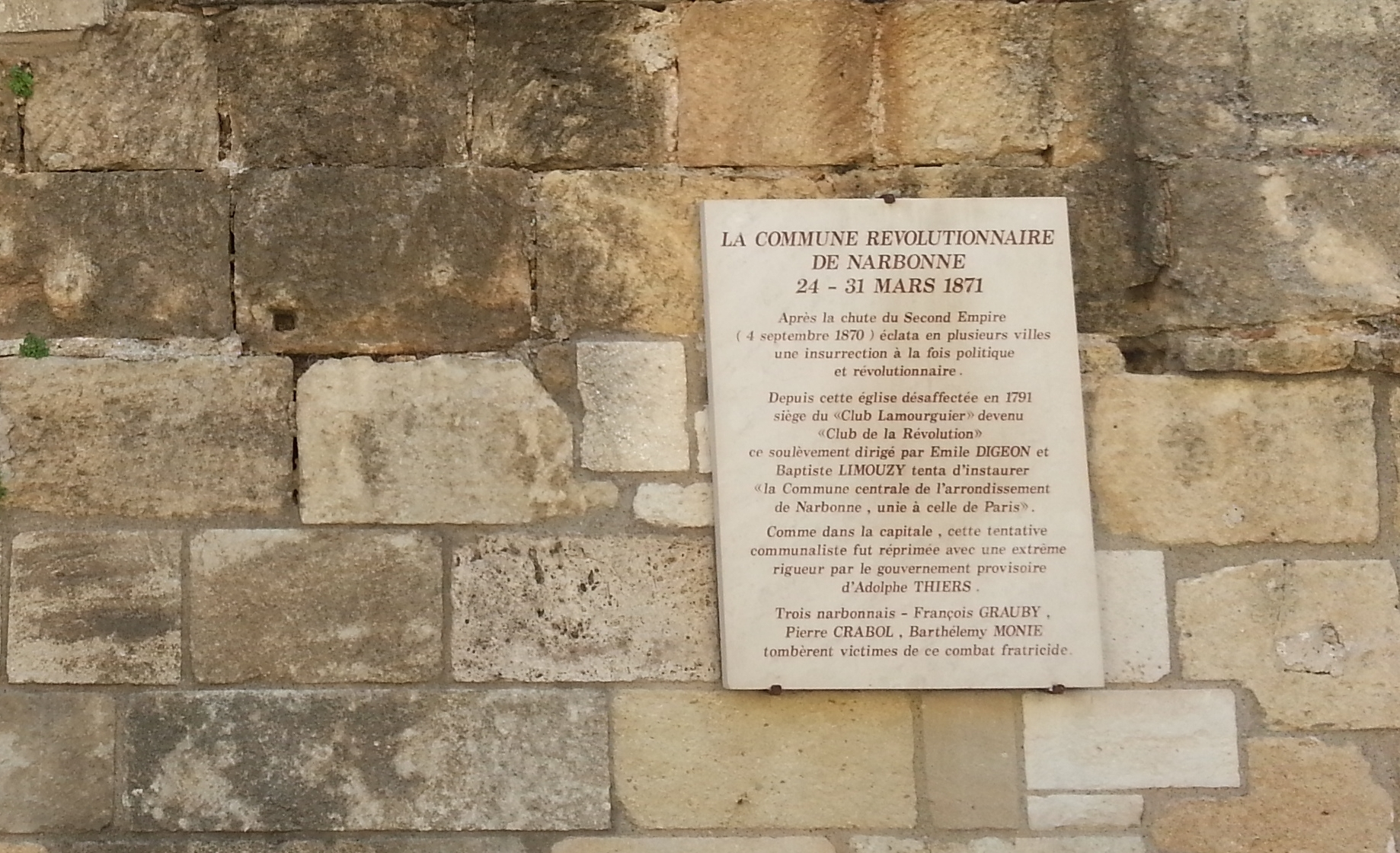
Plaque commémorative du Club de la Révolution (1871), mur de Notre-Dame de Lamourguier.

Devenue capitale d'un espace viticole à partir du développement de la vigne vers 1850/1870, et profitant de sa situation de nœud ferroviaire, Narbonne se démarque politiquement : les vignerons et commerçants sont républicains. Dès les dernières années du Second Empire, la municipalité s'oppose à Napoléon III.
C'est durant le mandat de Marcelin Coural que Narbonne se soulève, encouragé par la Commune de Paris, contre les « versaillais » de Thiers et proclame la Commune centrale de l'arrondissement de Narbonne.
Celle-ci durera du 24 au 31 mars 1871 et est animé par Émile Digeon et Baptiste Limouzy.
Ce mouvement est précurseur des idées révolutionnaires qui amenèrent le monde du travail à s'organiser pour défendre ses intérêts et à créer, 24 ans plus tard, la CGT.

#### La révolte des vignerons du Languedoc (1907)
À la fin du XIXe siècle, Narbonne élit un maire félibrige et socialiste, Ernest Ferroul, dit le docteur « des pauvres », qui soutient la grande Révolte des vignerons de 1907.
Lors de la révolte des vignerons du Languedoc, le mois de mai 1907 est marqué par de grands rassemblements dans les préfectures et sous-préfectures de la région.
Le premier a lieu à Narbonne où le 5 mai, un rassemblement mobilise entre 80 et 100 000 personnes. Ernest Ferroul prend position pour la lutte des viticulteurs du Midi.
Les comités de défense viticoles des quatre départements se fédèrent et adoptent le « serment des fédérés » : « Constitués en comité de salut public pour la défense de la viticulture, nous nous jurons tous de nous unir pour la défense viticole, nous la défendrons par tous les moyens. Celui ou ceux qui, par intérêt particulier, par ambition ou par esprit politique, porteraient préjudice à la motion première et, par ce fait, nous mettraient dans l'impossibilité d'obtenir gain de cause seront jugés, condamnés et exécutés séance tenante ». Les discours séparatistes prononcés en occitan inquiètent le gouvernement.

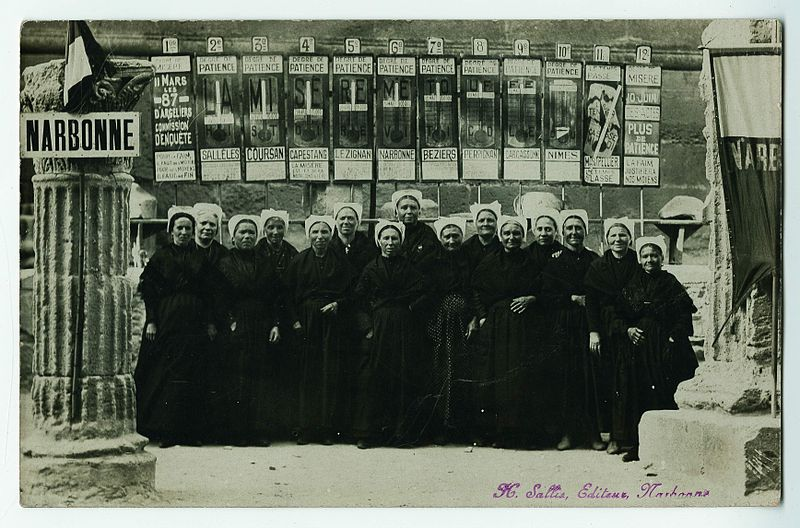
La patience des femmes est à bout.
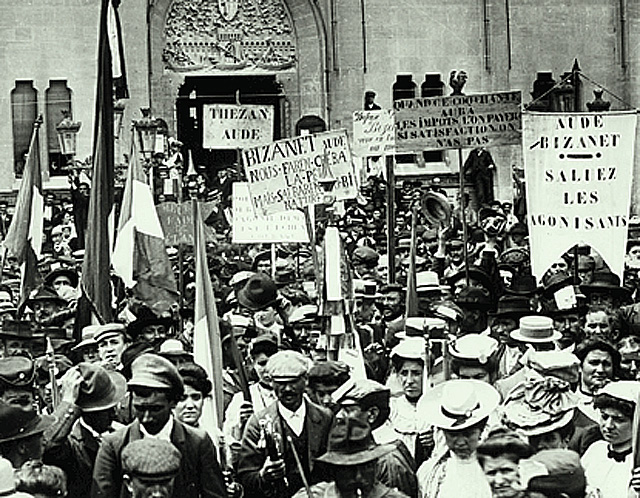
Les délégations de Thézan et Bizanet à Narbonne.
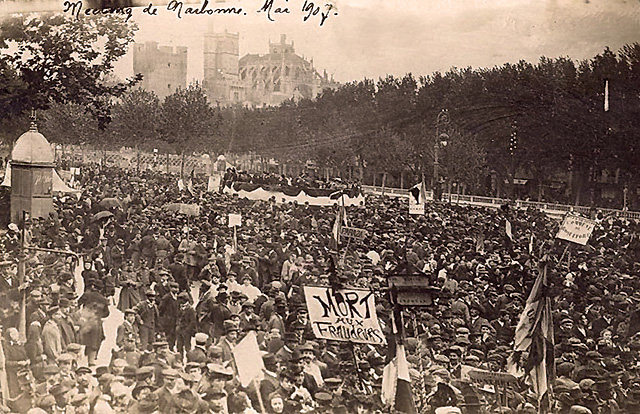
Les manifestants de Narbonne écoutant les orateurs.

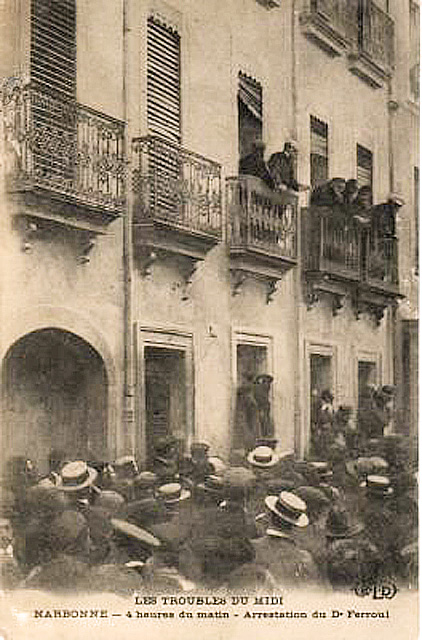
Arrestation du docteur Ferroul, le 19 juin 1907 à 4 h du matin.

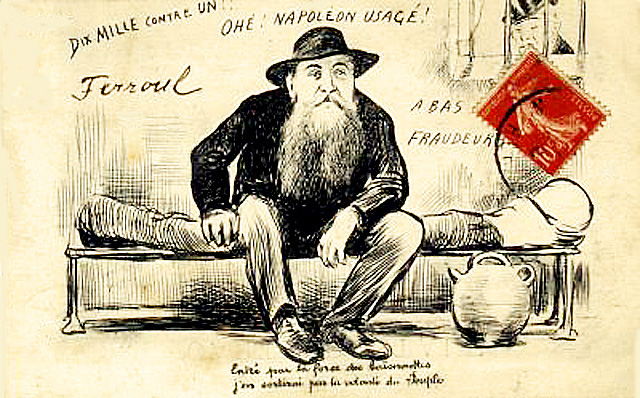
Ernest Ferroul en prison sous l'œil goguenard de Clemenceau.

Jusqu'alors, les manifestations dominicales s'étaient déroulées dans le calme et la discipline. Elles se voulaient pacifiques. Mais Clemenceau jugea que force devait rester à la loi et, pour rétablir l'ordre, il fit appel à l'armée. Depuis le 17 juin, 22 régiments d’infanterie et 12 régiments de cavalerie occupaient tout le Midi. La gendarmerie reçut alors ordre d’incarcérer les responsables des manifestations. Albert Sarraut, sénateur de l'Aude, refusa de cautionner cette politique et démissionna du gouvernement.

#### Les émeutes du 19 au 22 juin 1907 et la fin de la crise viticole
Le 19 juin, Ernest Ferroul est arrêté au petit matin à son domicile de Narbonne par le 139e régiment d’infanterie et est emprisonné à Montpellier. Trois autres membres du comité de défense viticole se livrent aux gendarmes à Argeliers. La nouvelle de l'arrestation programmée de tous les membres du Comité d'Argeliers met le feu aux poudres.

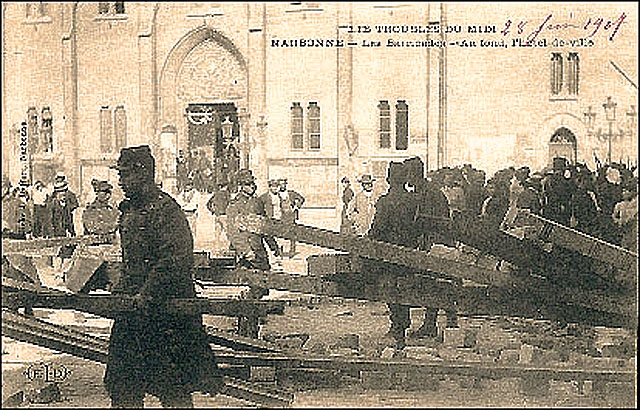
Barricades à Narbonne devant l'hôtel de ville.

La foule entrave la progression des gendarmes en se couchant par terre. Narbonne est en état de siège, une manifestation spontanée se forme réclamant la libération des membres du comité et appelant à la vengeance. Des incidents éclatent toute la journée, la sous-préfecture est prise d'assaut, des barricades sont dressées dans les rues.
Le soir, la cavalerie tire sur la foule, tuant deux personnes dont un adolescent de 14 ans,.
Dans les départements du Gard, de l'Hérault, de l'Aude et des Pyrénées-Orientales, les conseils municipaux démissionnent en masse (il y en aura jusqu'à 600), certains appellent à la grève de l'impôt. Les viticulteurs attaquent les perceptions, les préfectures et les sous-préfectures.

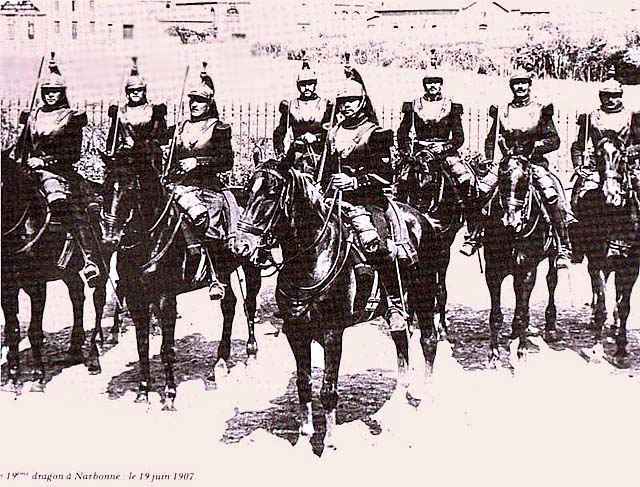
Cuirassiers à Narbonne, le 19 juin 1907.
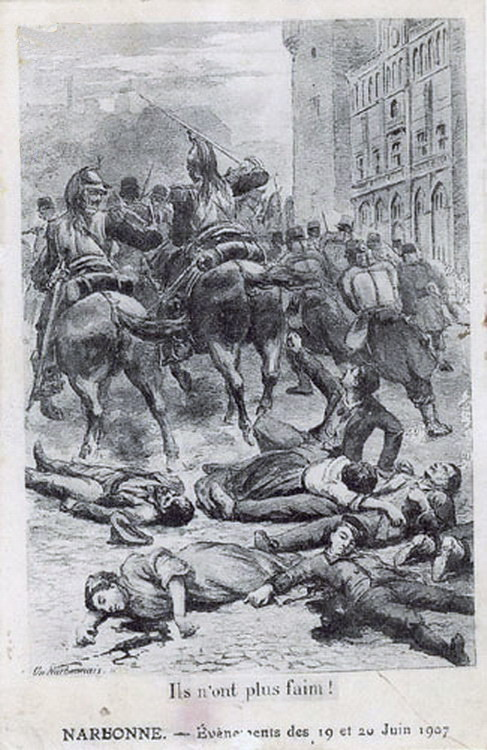
Charge de la cavalerie lors des journées des 19 et 20 juin 1907.
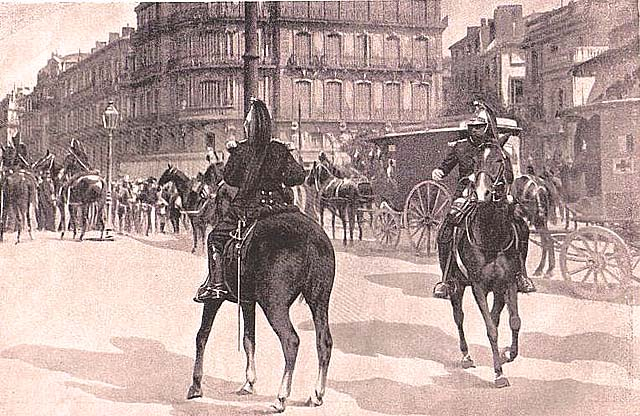
Les dragons quadrillent les rues de Narbonne, 20 juin 1907.

Le lendemain 20 juin, la tension monte encore et le Midi s'embrase. À Perpignan, la préfecture est pillée et incendiée. Le préfet David Dautresme doit se réfugier sur le toit. À Montpellier, la foule se heurte aux forces armées. À Narbonne, l’inspecteur de police Grossot, l'un des auteurs de l’arrestation de Ferroul, est pris à partie et mis à mal par la foule. Pour le dégager, il est donné ordre à la troupe de tirer sur les manifestants. Les coups de feu font cinq morts dont une jeune fille, âgée de 20 ans, Julie (dite Cécile) Bourrel qui se trouvait là par hasard, venue à Narbonne en ce jour de marché. Il y a de plus 33 blessés qui gisent à terre.

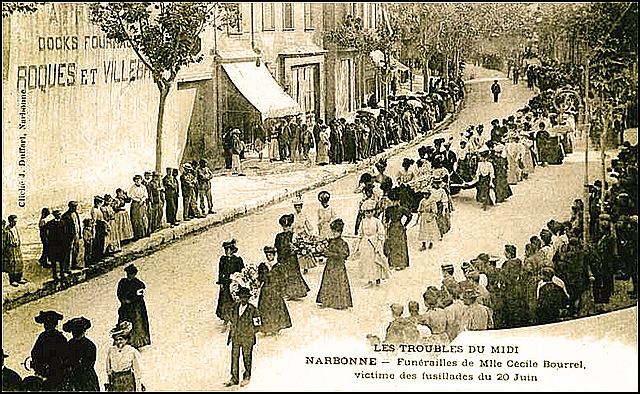
Funérailles de Cécile Bourrel.
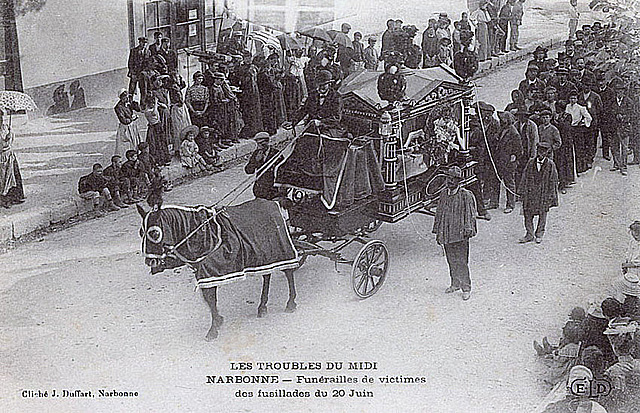
Funérailles des victimes des fusillades du 20 juin.
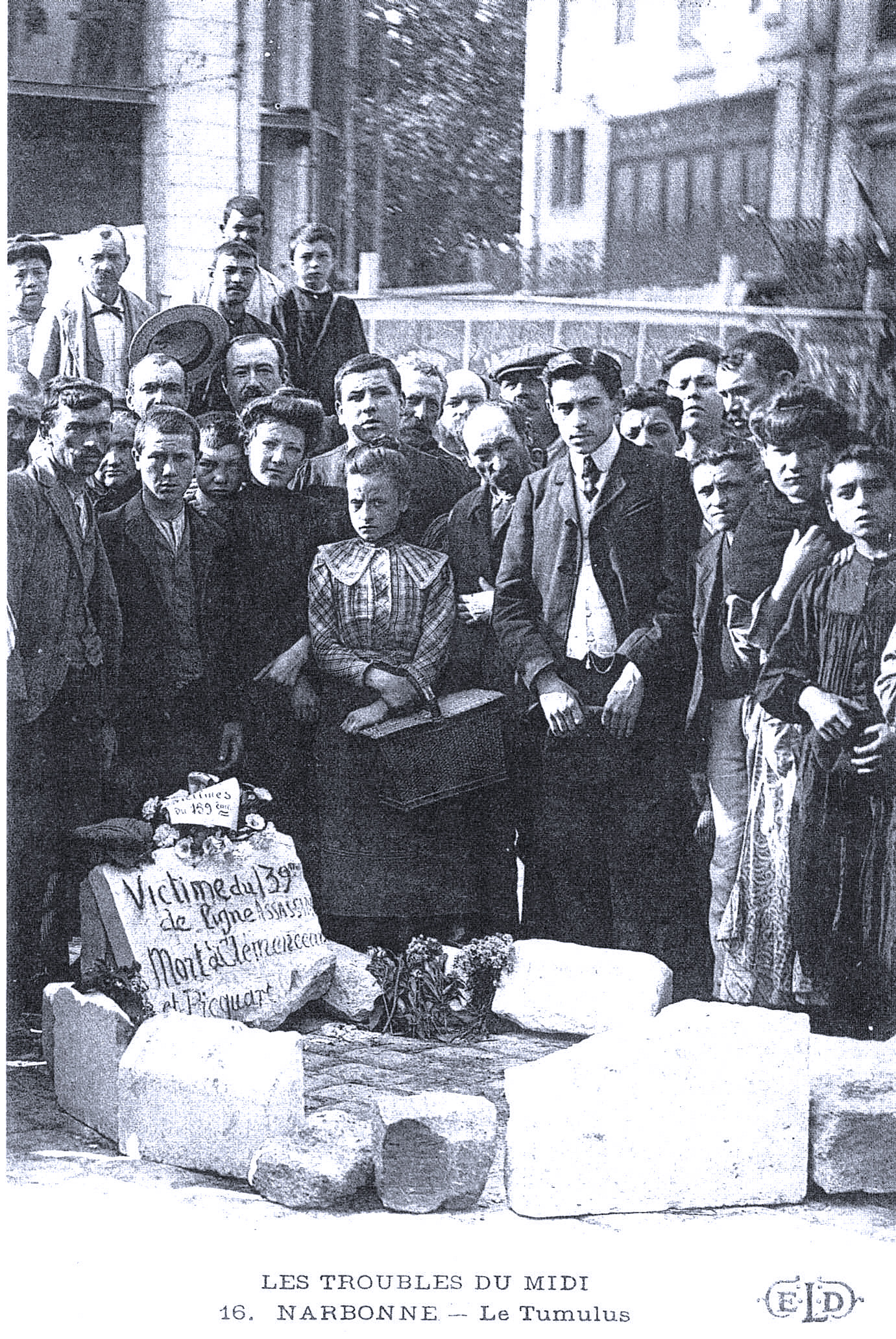
19 juin 1907, tumulus d'une victime du 139e régiment de ligne.
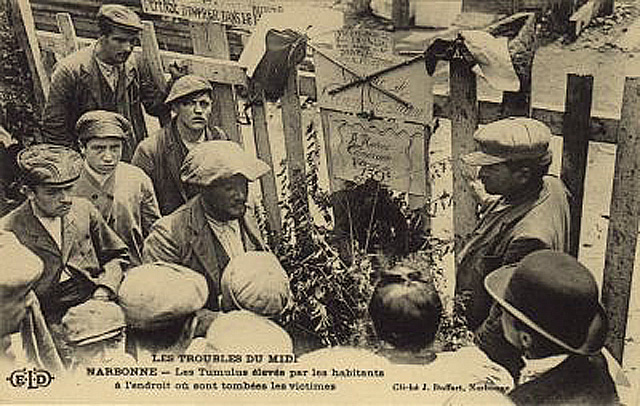
Tumulus à la mémoire d'une victime du 20 juin 1907.
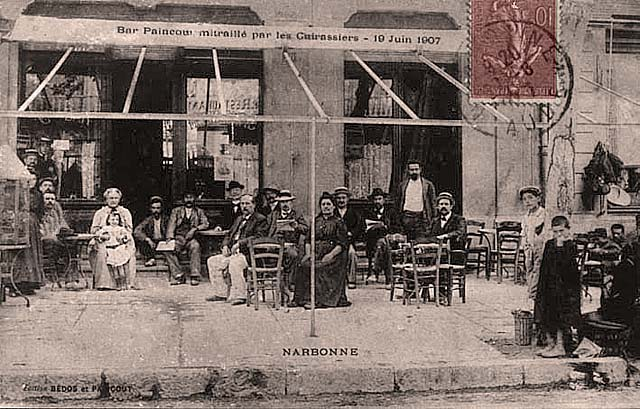
Le bar Paincourt mitraillé par les cuirassés le 19 juin 1907.

Le 22 juin, à Narbonne, 10 000 personnes assistent aux obsèques de Cécile. Cet enterrement est la dernière grande manifestation du Midi viticole.
Entre-temps, le Parlement ayant renouvelé sa confiance au gouvernement, L'Humanité de Jean Jaurès constate en cinq colonnes à la une « La Chambre acquitte les massacreurs du Midi ».

### Depuis la première Guerre mondiale

#### Première Guerre mondiale et entre-deux-guerres (1914-1939)
En 1929, Léon Blum, leader de la SFIO (Section française de l'Internationale ouvrière), est élu député de la circonscription de Narbonne. Battu aux élections de 1928 à Paris par Jacques Duclos, il se présente à Narbonne lors d'une élection partielle à la suite du décès du député socialiste Yvan Pélissier (1890-1929), élu en 1924 et réélu en 1928. Le 23 décembre 1929, Blum est élu au premier tour contre le radical Roger Gourgon, avocat, et le communiste Jacques Grésa (1898-1964), fonctionnaire des impôts, secrétaire de la section de Narbonne du PCF, tous deux déjà candidats en 1928.
Le maire de Narbonne est alors le socialiste Achille Lacroix, élu en 1925.

#### Seconde Guerre mondiale
L'armistice du 22 juin 1940, à la suite du désastre de mai-juin, place Narbonne dans la zone non occupée par l'armée allemande. Cette situation prend fin le 11 novembre 1942, lorsque la zone libre est envahie à la suite du débarquement des Alliés en Afrique du Nord.
Le régime de Vichy, instauré le 10 juillet 1940, applique très vite sa politique, notamment dans le domaine symbolique. S’appuyant sur des dispositions remontant aux derniers mois de la Troisième République, il fait débaptiser les rues dont le nom ne convient pas à son idéologie, notamment celles qui évoquent l’Angleterre (anglophobie), les Juifs (antisémitisme), le communisme, etc. Narbonne fait partie des villes qui débaptisent le plus de rues et le plus tôt. Dès le 2 novembre 1940, à l'instigation du préfet Paul Alapetite, une rue reçoit le nom du maréchal Pétain. En janvier 1942, une place est rebaptisée en l’honneur de la Révolution nationale. Mais la mairie de Narbonne renomme une rue Vignerons-d’Argeliers, faisant ainsi référence au monde rural, en apparence en accord avec l'idéologie officielle, mais en réalité faisant référence à la révolte des vignerons de 1907.
Sur un autre plan, le régime suspend le conseil municipal et le maire Achille Lacroix, maire depuis 1925, de tendance socialiste (SFIO) en avril 1941. Le conseil municipal avait démissionné collectivement en novembre 1940 pour protester contre les sanctions. Achille Lacroix s’engage dans la Résistance, il est arrêté en novembre 1943 et déporté en Allemagne dans la région des Sudètes (actuelle République tchèque). Il meurt dans le camp de concentration de Leitmeritz en juin 1944.

#### Après-guerre
Jusqu'au développement du tourisme dans les années 1960, Narbonne reste très liée aux crises de la viticulture.

## Héraldique, logotype et devise

### Blason
|  | Narbonne « Parti, au premier de gueules, à une clef d'or forée en pal ; au deuxième aussi de gueules, à une double croix d'or posée d'argent, au chef d'azur chargé de trois fleurs de lis d'or. » — Malte-Brun, La France illustrée (1882) La clef symbolise les portes de la cité représentée par les consuls, la croix archiépiscopale représente le siège des archevêques de la province et les trois fleurs de lys représentent son attachement au royaume de France. La couleur rouge du blason est celle des vicomtes de Narbonne (de gueules plein). |

### Logotype
|  | Narbonne - Description : |

### Devises
- « La guerre peut attendre, la vigne pas »
- Slogans récents
  - « Carrefour de l'Europe du Sud »
  - « L'esprit d'ouverture »
  - « Au cœur des possibles »
  - « J'aime cette ville, elle a du punch ! »

## Politique et administration

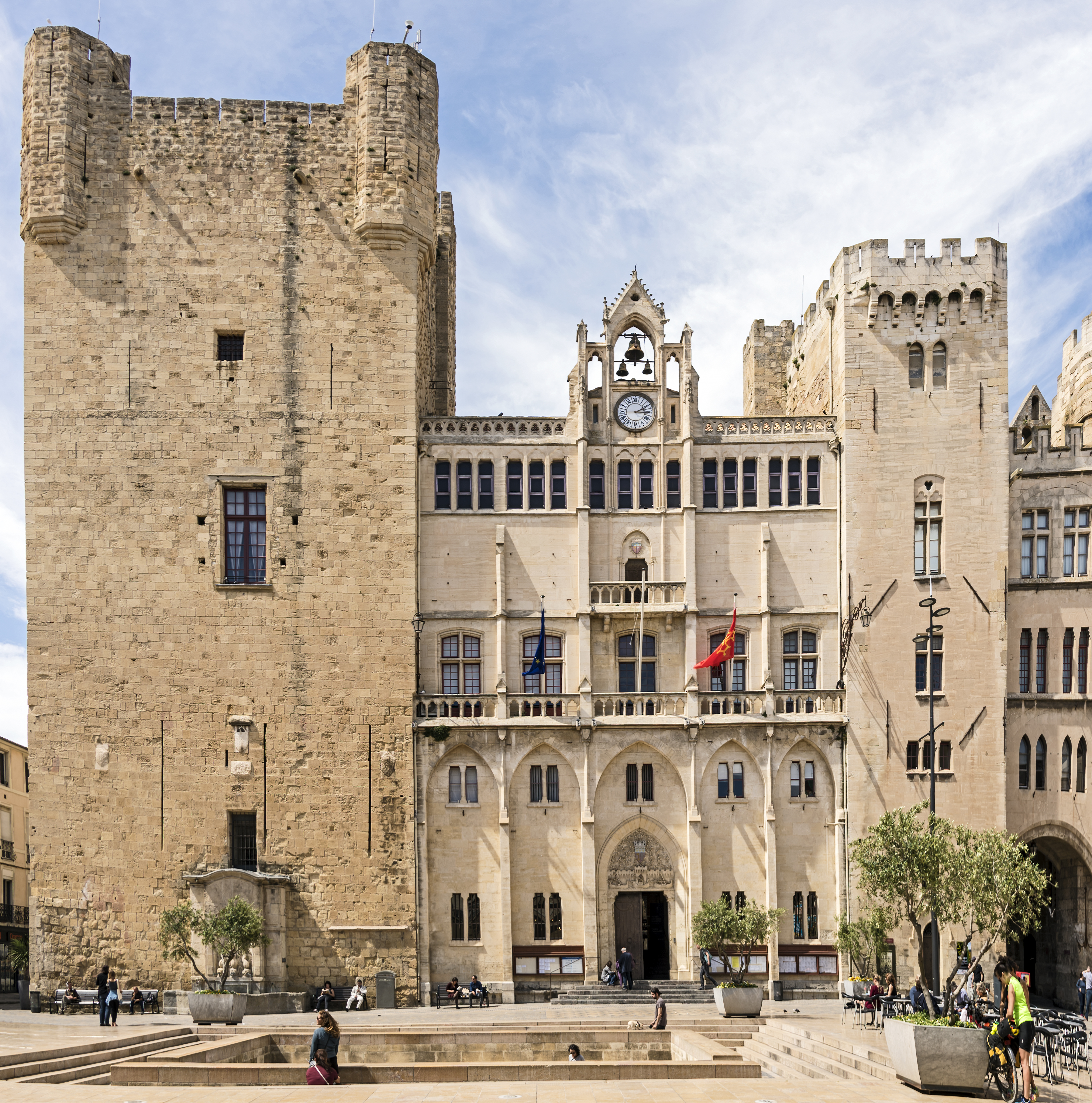
Hôtel de ville de Narbonne.

Narbonne fait partie de la juridiction d'instance, de grande instance et de commerce de Narbonne, ainsi que de la cour d'appel de Montpellier.

### Tendances politiques et résultats

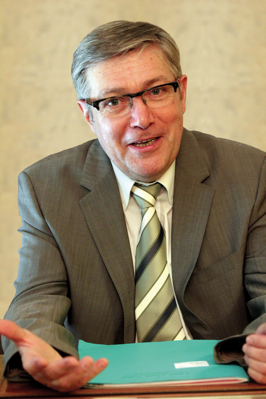
Didier Mouly, maire (DVD) de Narbonne de 2014 à 2023.

Politiquement, après une longue période de socialisme municipal, Narbonne a été pendant 35 ans une ville de droite, les électeurs ayant voté majoritairement à droite pour les élections municipales depuis 1971. Hubert Mouly occupa le poste de maire jusqu'en 1999. Le maire de la commune élu de 1999 à 2008, Michel Moynier, est classé « divers droite ». En 2008, c'est le député socialiste Jacques Bascou qui est élu maire de Narbonne. Didier Mouly, fils de l'ancien maire Hubert Mouly, reprend la mairie de Narbonne le 30 mars 2014.
À l'élection présidentielle de 2002, le premier tour a vu arriver en tête Jean-Marie Le Pen avec 20,87 %, suivi de Lionel Jospin avec 18,30 % puis de Jacques Chirac avec 16,85 %, puis Arlette Laguiller avec 5,80 % et enfin Jean-Pierre Chevènement avec 5,77 %, aucun autre candidat ne dépassant le seuil des 5 %. Au second tour, les électeurs ont voté à 76,54 % pour Jacques Chirac contre 23,46 % pour Jean-Marie Le Pen, avec un taux d’abstention de 22,24 %, résultat différent des tendances nationales (respectivement 82,21 % et 17,79 % ; abstention 20,29 %) avec cinq points supplémentaires pour Jean-Marie Le Pen.
Au référendum sur le traité constitutionnel pour l’Europe du 29 mai 2005, les Narbonnais ont largement voté contre la Constitution européenne, avec 62,47 % de Non contre 37,53 % de Oui, avec un taux d’abstention de 32,61 % (France entière : Non à 54,67 % ; Oui à 45,33 %). Ces chiffres sont assez conformes à la tendance départementale de l'Aude (Non à 64,62 % ; Oui à 35,38 %), l'électorat ayant choisi le vote positif étant, selon les analystes politiques, le fait d'une population plus privilégiée économiquement et d'un plus haut niveau d'éducation que la moyenne des Français.
À l'élection présidentielle de 2007, le premier tour a vu se démarquer en tête Nicolas Sarkozy avec 29,26 %, suivi par Ségolène Royal avec 28,07 %, François Bayrou avec 15,30 %, Jean-Marie Le Pen avec 12,97 %, puis Olivier Besancenot avec 4,18 %, et enfin Marie-George Buffet avec 2,68 %, aucun autre candidat ne dépassant le seuil des 2 %. Le second tour a vu arriver en tête Nicolas Sarkozy, avec 50,93 % (national : 53,06 %) contre 49,07 % pour Ségolène Royal (résultat national : 46,94 %).
Un an après l'élection du maire divers droite Didier Mouly, le Parti socialiste et le PRG remportent les élections départementales de mars avril 2015, arrivant en tête dans les trois cantons de la ville.
- Conseillers départementaux canton Narbonne 1 : Nicolas Sainte-Cluque, Magali Vergnes
- Conseillers départementaux canton Narbonne 2 : Catherine Bossis, Jean-Luc Durand
- Conseillers départementaux canton Narbonne 3 : Patrick François, Hélène Sandragné

#### Récapitulatif de résultats électoraux récents
| Scrutin             | 1er tour | 1er tour | 1er tour | 1er tour | 1er tour | 1er tour | 1er tour | 1er tour | 1er tour | 1er tour | 1er tour | 1er tour | 2d tour     | 2d tour     | 2d tour     | 2d tour     | 2d tour     | 2d tour     | 2d tour     | 2d tour     | 2d tour     | 2d tour     | 2d tour     | 2d tour     |
| Scrutin             | 1er      | 1er      | %        | 2e       | 2e       | %        | 3e       | 3e       | %        | 4e       | 4e       | %        | 1er         | 1er         | %           | 2e          | 2e          | %           | 3e          | 3e          | %           | 4e          | 4e          | %           |
| ------------------- | -------- | -------- | -------- | -------- | -------- | -------- | -------- | -------- | -------- | -------- | -------- | -------- | ----------- | ----------- | ----------- | ----------- | ----------- | ----------- | ----------- | ----------- | ----------- | ----------- | ----------- | ----------- |
| Municipales 2014    |          | PS       | 33,66    |          | DVD      | 27,13    |          | FN       | 14,29    |          | UMP      | 10,90    |             | DVD         | 45,19       |             | PS          | 43,82       |             | FN          | 10,98       | Pas de 4e   | Pas de 4e   | Pas de 4e   |
| Européennes 2014    |          | FN       | 29,52    |          | UMP      | 17,56    |          | PS       | 17,29    |          | FG       | 9,31     | Tour unique | Tour unique | Tour unique | Tour unique | Tour unique | Tour unique | Tour unique | Tour unique | Tour unique | Tour unique | Tour unique | Tour unique |
| Régionales 2015     |          | FN       | 37,18    |          | PS       | 23,61    |          | LR       | 17,32    |          | EELV     | 7,60     |             | PS-EELV     | 41,17       |             | FN          | 39,64       |             | LR          | 19,19       | Pas de 4e   | Pas de 4e   | Pas de 4e   |
| Présidentielle 2017 |          | FN       | 25,87    |          | LFI      | 22,15    |          | EM       | 20,30    |          | LR       | 17,38    |             | LREM        | 58,30       |             | FN          | 41,70       | Pas de 3e   | Pas de 3e   | Pas de 3e   | Pas de 4e   | Pas de 4e   | Pas de 4e   |
| Législatives 2017   |          | EM       | 28,52    |          | FN       | 16,94    |          | PS       | 16,48    |          | LR       | 14,96    |             | LREM        | 61,52       |             | FN          | 38,48       | Pas de 3e   | Pas de 3e   | Pas de 3e   | Pas de 4e   | Pas de 4e   | Pas de 4e   |
| Européennes 2019    |          | RN       | 29,98    |          | LREM     | 18,36    |          | EELV     | 10,74    |          | PS-PP    | 8,53     | Tour unique | Tour unique | Tour unique | Tour unique | Tour unique | Tour unique | Tour unique | Tour unique | Tour unique | Tour unique | Tour unique | Tour unique |
| Municipales 2020    |          | DVD      | 34,63    |          | DVG      | 23,81    |          | DVG      | 10,83    |          | ECO      | 10,54    |             | DVD         | 43,57       |             | DVG         | 34,43       |             | ECO         | 13,11       |             | RN          | 8,87        |

### Situation administrative

#### Cantons
Narbonne est divisée en 3 cantons :
- Le canton de Narbonne-1, formé d'une partie de Narbonne (20 177 habitants en 2014) et des communes de Bizanet, Montredon-des-Corbières, Névian et Villedaigne (soit au total 24 958 habitants en 2014).
- Le canton de Narbonne-2, formé d'une partie de Narbonne (14 041 habitants en 2014) et des communes de Bages et Gruissan (soit au total 19 785 habitants en 2014).
- Le canton de Narbonne-3, formé d'une partie de Narbonne (18 637 habitants en 2014).

Avant 2015, le découpage était le suivant :
- Le canton de Narbonne-Est, formé d'une partie de Narbonne (18 710 habitants[Quand ?]).
- Le canton de Narbonne-Ouest, formé d'une partie de Narbonne (17 673 habitants[Quand ?]) et des communes de Bizanet, Canet, Marcorignan, Montredon-des-Corbières, Moussan, Névian, Raissac-d'Aude et Villedaigne (soit au total 26 665 habitants[Quand ?]).
- Le canton de Narbonne-Sud, formé d'une partie de Narbonne (14 656 habitants[Quand ?]) et de la commune de Bages (soit au total 15 496 habitants[Quand ?]).

#### Circonscriptions
Narbonne appartient à la 2e circonscription de l'Aude, dont elle est le chef-lieu (arrondissement de Narbonne, qui compte 151 209 habitants en 2009).

#### Communauté d'agglomération

La médiathèque du Grand Narbonne

Narbonne est la ville-centre de la communauté d'agglomération du Grand Narbonne, qui compte 31 communes et 125 487 habitants en 2011. Depuis 2010, la commune de Narbonne est chaque année récompensée par le label « Ville Internet @@@@@ ».
Le recensement de 2011 évalue à 151 209 habitants la population de l'aire urbaine de Narbonne.Services publics

### Sécurité
Le taux de criminalité de la circonscription de police de Narbonne est de 85,86 actes pour 1 000 habitants (crimes et délits, chiffres 2005), ce qui en fait un taux assez élevé dans l'Aude, mais presque équivalent à la moyenne nationale (83/1 000). Ce taux est néanmoins inférieur au taux de criminalité de l'ancienne région Languedoc-Roussillon (109,31). Le taux de résolution des affaires par les services de police est de 33,45 %, un taux moyen pour le département, mais plus proche des moyennes régionale (26,79 %) et nationale (28,76 %).
La mairie de Narbonne gère environ une cinquantaine d'agents de la police municipale.

### Jumelages
Quatre jumelages sont actifs :
- Weilheim (Allemagne)
- Grosseto (Italie)
- Salford (Royaume-Uni)
- Aoste (Italie)

## Population et société

### Évolution démographique
L'évolution du nombre d'habitants est connue à travers les recensements de la population effectués dans la commune depuis 1793. Pour les communes de plus de 10 000 habitants les recensements ont lieu chaque année à la suite d'une enquête par sondage auprès d'un échantillon d'adresses représentant 8 % de leurs logements, contrairement aux autres communes qui ont un recensement réel tous les cinq ans,.
En 2022, la commune comptait 56 692 habitants, en évolution de +5,78 % par rapport à 2016 (Aude : +2,65 %, France hors Mayotte : +2,11 %).
| 1793  | 1800  | 1806  | 1821  | 1831   | 1836   | 1841   | 1846   | 1851   |
| ----- | ----- | ----- | ----- | ------ | ------ | ------ | ------ | ------ |
| 9 050 | 9 086 | 9 464 | 9 940 | 10 246 | 10 762 | 11 907 | 11 427 | 13 066 |

| 1856   | 1861   | 1866   | 1872   | 1876   | 1881   | 1886   | 1891   | 1896   |
| ------ | ------ | ------ | ------ | ------ | ------ | ------ | ------ | ------ |
| 14 300 | 16 062 | 17 172 | 17 266 | 19 968 | 28 134 | 29 702 | 29 566 | 27 824 |

| 1901   | 1906   | 1911   | 1921   | 1926   | 1931   | 1936   | 1946   | 1954   |
| ------ | ------ | ------ | ------ | ------ | ------ | ------ | ------ | ------ |
| 28 852 | 27 039 | 28 173 | 28 956 | 29 841 | 31 909 | 30 047 | 29 975 | 32 060 |

| 1962   | 1968   | 1975   | 1982   | 1990   | 1999   | 2006   | 2011   | 2016   |
| ------ | ------ | ------ | ------ | ------ | ------ | ------ | ------ | ------ |
| 33 891 | 38 441 | 39 342 | 41 565 | 45 849 | 46 510 | 50 776 | 51 546 | 53 594 |

| 2021   | 2022   | - | - | - | - | - | - | - |
| ------ | ------ | - | - | - | - | - | - | - |
| 56 395 | 56 692 | - | - | - | - | - | - | - |

D'un point de vue des mouvements migratoires, deux grandes phases d'immigration ont peuplé Narbonne :
- l'arrivée des Espagnols pendant et après la guerre entre carlistes et libéraux (1912-1914) et la guerre civile d'Espagne (1936-1939).
- l'arrivée des pieds-noirs et harkis après 1962.

L'arrivée des Espagnols a coïncidé avec un dépeuplement de la région de Narbonne à cause de faits de guerres : de nombreux jeunes Narbonnais ont en effet disparu lors des deux guerres mondiales. L'afflux de réfugiés espagnols a donc permis d'assurer une main-d'œuvre immédiate, docile et nécessaire pour assurer les tâches agricoles et industrielles, tout en stabilisant la démographie locale (solde négatif de 2 000 « à peine », par rapport à d'autres villes françaises). D'un point de vue économique, les Espagnols se sont investis dans le maraîchage, l'horticulture, l'artisanat, le négoce de gros matériel.
Les pieds-noirs, quant à eux, ont relancé brusquement la démographie locale. En effet, Narbonne a vu arriver du jour au lendemain environ 2 000 pieds-noirs et 500 harkis, soit une augmentation de plus de 20 % de la population locale. Face à ce défi démographique, de nouveaux quartiers ont vu le jour (Razimbaud, Saint-Jean Saint-Pierre, Roches Grises, Hauts de Narbonne), et les pieds-noirs se sont tournés vers les métiers de la concession automobile, du tourisme et de l'hôtellerie, de l'informatique naissante (IBM s'installe à Montpellier), de la culture (le Théâtre Pied-Noir est créé à Narbonne, le musée de Narbonne monte une aile réservée aux peintres orientalistes). Mais surtout, les pieds-noirs s'investissent dans la viticulture en s'orientant vers les cépages de qualité et la mise en avant de nouvelles techniques de vinification tendant à faire du vin de qualité. Ils s'investissent donc vers des territoires laissés à l'abandon qu'ils remontent en AOC : la clape et le quatourze notamment. Dans ces deux appellations, 80 % des châteaux et domaines appartiennent à des rapatriés.
Les pieds-noirs ont eu aussi une importance sociétale de par leur brusque arrivée. D'un côté, ils ont facilement fait la liaison avec les Espagnols, notamment par le biais de la communauté oranaise qui est hispanophone. De l'autre, ils ont pu stabiliser la population harkie qui, elle, a tenté de se montrer exemplaire dans son intégration malgré les énormes difficultés qu'elle a dû affronter (de nombreux harkis sont restés reclus dans les camps de Rivesaltes, Bias, Saint-Martin-des-Puits). Des associations se sont montées pour aider la population harkie à son intégration (comme les camps de vacances de Narbonne-Plage), à la suite de mouvements de manifestations de cette communauté (comme la révolte des harkis de 1992 et de 1995).
La communauté harkie narbonnaise a donné de nombreux sportifs à Narbonne : Lamri Boudiaf (professionnel de handball à Bordeaux), Nora Boudiaf (championne de France d'athlétisme, 800 m), Kader Hammoudi (rugby, vainqueur du Challenge Yves du Manoir avec le Racing Club narbonnais en 1991), Fayçal Dali (volley-ball, membre de l'équipe pro de Narbonne Volley, les Centurions), Ali Kadri (Jeu à XIII).
Outre l'aspect sociétal, les pieds-noirs ont aussi lancé un vaste réseau associatif. La principale association est sans doute le Cercle algérianiste, fondée par Maurice Calmein et Jacques Villard en 1973 et dont le premier congrès national s'est tenu à Narbonne en 1977. Cette association œuvre pour la sauvegarde de la culture rapatriée et pour le rétablissement de la vérité sur les périodes de colonisation. Elle édite donc un bulletin depuis Narbonne (L'Algérianiste) qui est diffusé mensuellement dans le monde entier. Cette association détient par devers elle une documentation extrêmement riche, consultée par de nombreux universitaires et qui permet d'apporter la controverse médiatique, preuves à l'appui. Cette documentation est maintenant gérée par le CDDFA à Perpignan.
Deux Narbonnais ont été présidents du Cercle algérianiste : Maurice Calmein et Joseph Sohet.
Une troisième vague d'immigration eut lieu entre les années 1975 et 1982 : celles des boat-people fuyant le Viêt Nam et le Cambodge. Ceux-ci arrivèrent notamment à Port-la-Nouvelle mais furent vite dispersés entre Narbonne, Montpellier, Nîmes et d'autres villes du Languedoc. Ils furent essentiellement pris en charge par la Croix-Rouge mais aussi par les associations d'anciens combattants d'Indochine. La plupart des restaurants asiatiques de Narbonne et du Languedoc ont été créés par ces mêmes réfugiés asiatiques.

### Pyramide des âges
En 2018, le taux de personnes d'un âge inférieur à 30 ans s'élève à 33,1 %, soit au-dessus de la moyenne départementale (30,2 %). À l'inverse, le taux de personnes d'âge supérieur à 60 ans est de 31,3 % la même année, alors qu'il est de 32,9 % au niveau départemental.
En 2018, la commune comptait 25 589 hommes pour 29 786 femmes, soit un taux de 53,79 % de femmes, légèrement supérieur au taux départemental (51,92 %).
Les pyramides des âges de la commune et du département s'établissent comme suit.
| Hommes | Classe d’âge | Femmes |
| ------ | ------------ | ------ |
| 1,0    | 90 ou +      | 2,4    |
| 9,1    | 75-89 ans    | 12,0   |
| 18,1   | 60-74 ans    | 19,6   |
| 19,1   | 45-59 ans    | 19,0   |
| 17,4   | 30-44 ans    | 15,9   |
| 17,6   | 15-29 ans    | 16,5   |
| 17,7   | 0-14 ans     | 14,7   |

| Hommes | Classe d’âge | Femmes |
| ------ | ------------ | ------ |
| 1      | 90 ou +      | 2,4    |
| 9,5    | 75-89 ans    | 11,8   |
| 21,2   | 60-74 ans    | 21,7   |
| 20,4   | 45-59 ans    | 20,3   |
| 16,3   | 30-44 ans    | 16,1   |
| 14,9   | 15-29 ans    | 13,1   |
| 16,6   | 0-14 ans     | 14,7   |

### Édifices religieux

#### Catholicisme
- Cathédrale Saint-Just-et-Saint-Pasteur, rue Gustave Fabre.
- Basilique Saint-Paul de Narbonne.
- Abbaye de Fontfroide, chemin de Fontfroid.
- Abbatiale de Fontfroide de Narbonne.
- Abbaye d'Olieux aux Monges. L'ancienne église a été inscrite au titre des monuments historiques en 1951[123].
- Église des Jacobins de Narbonne. L'édifice a été inscrit au titre des monuments historiques en 1946[124].
- Église et couvent des Cordeliers. Le Chevet, le chœur, les chapelles et la sacristie de l'église, le cloître et ses annexes, le portail d'entrée ont été inscrits au titre des monuments historiques en 1947[125].
- Église Notre-Dame, rue de Lamourguier (musée lapidaire).
- Église Notre-Dame-de-Grâces, XVIe siècle[126], dite chapelle des Pénitents blancs, rue de Belfort. Le portail a été classé au titre des monuments historiques en 1911[127]. La chapelle a été classée au titre des monuments historiques en 1986[127].
- Église Notre-Dame-de-la-Mer de Narbonne Plage, avenue du Théâtre de Narbonne Plage.
- Église de la Major de Narbonne. L'édifice a été inscrit au titre des monuments historiques en 1946[128].
- Église Notre-Dame-des-Champs des missionnaires clarétines, rue de l'Indépendance.
- Église Saint-Bonaventure, rue Barbès.
- Église Saint-Paul, rue Dupleix.
- Église Saint-Sébastien, rue Michelet. L'édifice a été classé au titre des monuments historiques en 1913[129].
- Église Sainte-Bernadette, rue Marius-Quermel.
- Église Sainte-Thérèse de Narbonne.
- Église Saint-Jean-et-Saint-Pierre, avenue Paul-Pompidor.
- Église des Carmes de Narbonne. Les vestiges de l'ancienne église ont été inscrits au titre des monuments historiques en 2014[130].
- Chapelle de la Madeleine.
- Chapelle des Pénitents bleus de Narbonne. L'édifice a été inscrit au titre des monuments historiques en 1956[131].
- Chapelle de l'hôpital de Narbonne. L'édifice a été classé au titre des monuments historiques en 1984[132].

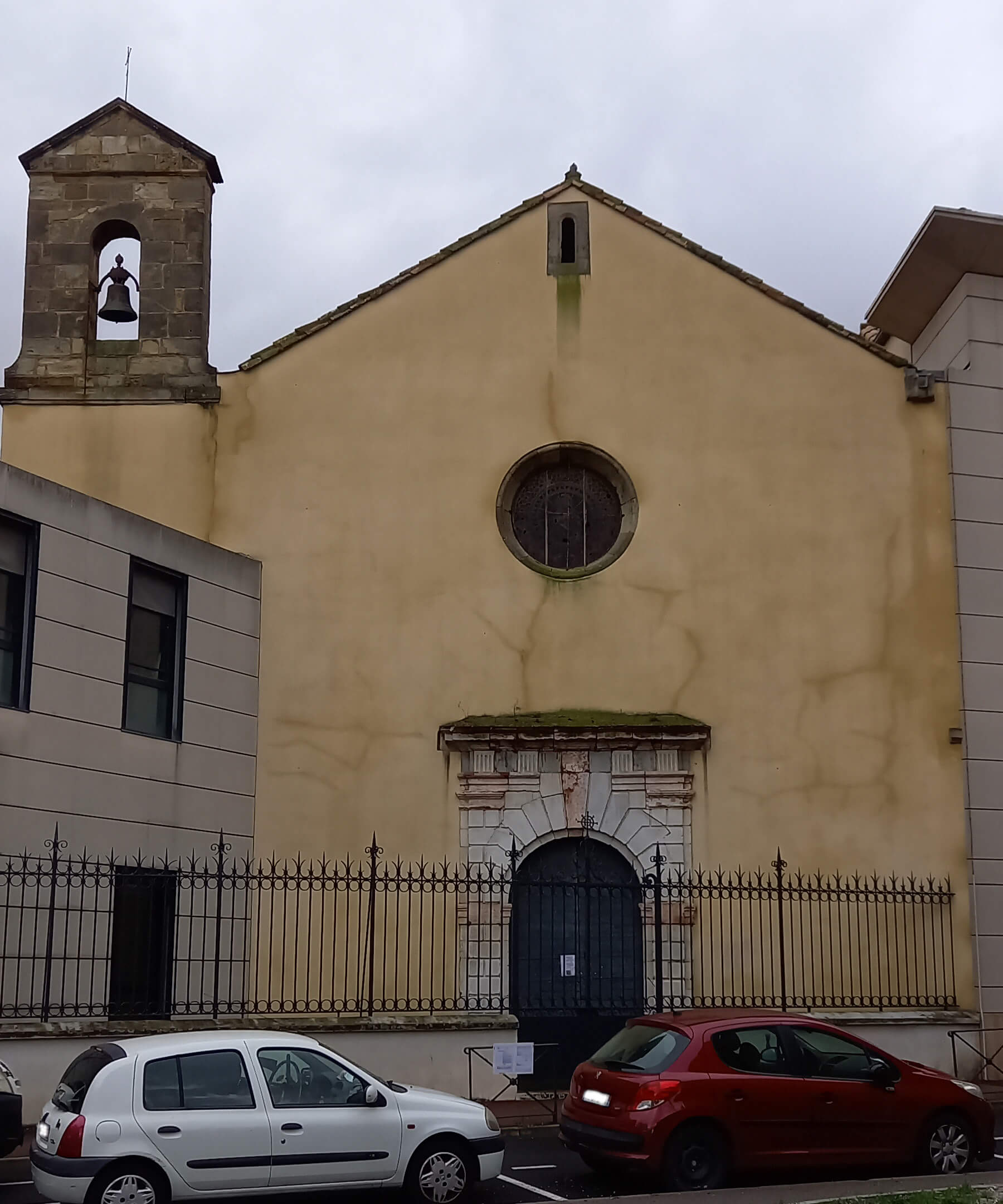

- Chapelle de l'ancien couvent des Carmélites de Narbonne.

#### Protestantisme réformé
Temple protestant de Narbonne, inauguré en 1903, 6 boulevard Condorcet.

#### Protestantisme évangélique
- Église évangélique Assemblée de Dieu, rue Martin-Nadaud[133].
- Église évangélique adventiste du 7e jour, rue Justin Alavail.
- Église protestante évangélique du Narbonnais, avenue du Quatourze[134].
- Église protestante évangélique Grandiose, rue du Rec de Veyret.

#### Judaïsme
- Synagogue, rue Droite.

#### Islam
- Grande mosquée de Narbonne, rue Gabriel-Pelouse.
- Mosquée de la rue Rieutord.
- Mosquée de l'avenue de Bordeaux.

#### Témoins de Jéhovah
- Salle du royaume, rue de Ratacas.

#### Anciennes églises
- Église des cordeliers, impasse des Cordeliers.
- Église des jacobins, place des Jacobins.
- Église des carmes, rue Voltaire.
- Église de la Major, dite aussi église des Pèlerins, impasse Jussieu.

#### Chapelles
- Chapelle de l'Hôtel-Dieu, anciennement église des Pénitents blancs, rue de l'Hôtel Dieu.
- chapelle des Pénitents bleus, place Roger-Salengro (salle d'exposition).
- Chapelle Notre-Dame de Grâces, rue des Tanneurs.
- Chapelle du Refuge, rue Garibaldi.
- Chapelle institution Sévigné, rue du Capitole.
- Chapelle, rue du Capitole.
- Chapelle des frères du Saint Esprit, rue Rabelais.
- Chapelle du Château de Levrettes.
- Chapelle Sainte-Thérèse, rue Fleming (désaffectée).

### Médias
Les studios de la première radio occitane du Languedoc-Roussillon, Ràdio Lengadòc, sont situés à Narbonne.
La ville compte également une radio régionale, Grand Sud FM et un émetteur d'Europe 2.
Le magazine culturel et mensuel Le Petit Agenda (diffusion dans le département de l'Aude et de l'Hérault) possède son siège à Narbonne.

### Manifestations culturelles
Le 3 mars 1995, l'idée d'un festival a été proposée à Charles Trenet dans un courrier adressé par René Coll, Marie-Claude Eglessiès (maire-adjoint de la ville de Narbonne chargé du tourisme et de l’animation) et monsieur Jean Rambaud (un proche du poète). Charles Trenet a officiellement accordé l'organisation du Festival, en exclusivité, aux signataires de cette lettre.
Ce n'est qu'en 2008 que le premier Festival verra le jour, centré sur la chanson francophone. L’organisation du premier festival s’est faite dans un délai assez court de 3 mois. Cette première édition s'est déroulée sur deux journées. Elle a attiré entre 20 000 à 25 000 personnes par jour ainsi que plus de 8 000 personnes par concert en soirée,.
Le prix Sacem/Trenet soutenu par la Sacem et le Centre Régional de la Chanson, récompense les nouveaux talents de la scène française après une longue sélection. Un jury de personnalités et de professionnels juge alors la prestation des jeunes artistes. Auteurs, compositeurs, interprètes sont les bienvenus à ce concours national.
Conférences, Festival des arts de la rue, visites et concerts rythment ce festival de musique francophone. On peut citer pour l'édition 2008 les concerts du soir, présentés par Laurent Boyer, avec à l'affiche le Grand Orchestre de René Coll, Chico et les Gypsies, Sheryfa Luna, Sofia Mestari ou encore Frédéric Lerner.
En 2014, le festival Barques en scène succède au festival Charles Trenet. Se déroulant fin août durant trois jours, il alterne jeunes talents à destination d'un public jeune et artistes renommés dans une ambiance familiale.
Depuis 2004 a lieu en juillet le festival Jazz à l'Hospitalet sur cinq jours. Au fil des années, ces dîners-concerts ont notamment accueilli Patrick Bruel, Francis Cabrel, Imany, Julien Doré, Olivia Ruiz, Cali, Christophe Maé, Pascal Obispo, Nolwenn Leroy, Bénabar, Julien Clerc, Juliette Armanet, Ibrahim Maalouf, Natalie Dessay, Michel Legrand, Thomas Dutronc, Maurane, Michel Fugain, Véronique Sanson, Kassav', Liane Foly, Yuri Buenaventura, Dany Brillant, Michel Jonasz, Chico and the Gypsies, Seal, Texas, Norah Jones, UB40, Zucchero, George Benson, Diana Krall, Jamie Cullum, Johnny Clegg, Selah Sue, Melody Gardot, Dee Dee Bridgewater, Boy George, Kool and the Gang, Billy Paul, Earth, Wind and Fire, Lisa Simone, Craig David,.
Le Festival international du film de fiction historique de Narbonne est créé en 2015. Depuis 2016, il a lieu chaque année à Plaisance-du-Touch.

### Musées
Narbonne compte plusieurs musées reflétant sa riche histoire. Il s'agit du musée d'art et d'histoire (importante collection de beaux-arts, notamment de peintures, orientalistes, anciennes et modernes des principales écoles européennes), du musée Narbo Via, ouvert en 2021 (qui regroupe notamment les éléments lapidaires gallo-romains provenant des anciens monuments antiques de la ville), de l'Horreum (le seul exemple en France d'horreum gallo-romain, c'est-à-dire d'entrepôts souterrains de marchandises, conservé dans sa quasi-intégralité) et de la maison Charles Trenet.

### Médiathèque
L’actuelle médiathèque a ouvert ses portes boulevard Frédéric-Mistral en janvier 2004, succédant à la bibliothèque municipale qui depuis 1956 avait ses locaux dans un ancien moulin du XVIe siècle situé rue Jean-Jaurès au bord du canal de la Robine. Les fonds patrimoniaux de la médiathèque (15 000 documents) proviennent essentiellement de l’ancienne bibliothèque des archevêques de Narbonne, qui fut ouverte au public en 1833. Entre 2023 et 2024, la médiathèque de Narbonne va subir plusieurs chantiers de réhabilitations afin rendre le lieu davantage visible et accessible, ainsi que plus attractif grâce à un enrichissement de son fonds documentaire.

### Sports
Narbonne est également connue pour son club de rugby le RC narbonnais qui évolue en Nationale pour la saison 2024-2025 après être resté pendant 100 ans en Top 14. Grand centre de formation du rugby français, le RCN a remporté deux fois le titre de champion de France (en 1936 et en 1979) et possède le record de victoires en Challenge Yves du Manoir (coupe de France de rugby). Le club est arrivé en finale du Bouclier européen en 2001. Ce grand club du rugby français a fourni un nombre considérable de joueurs à l'équipe de France : le célèbre Walter Spanghero, son frère Claude, François Sangalli, Franck Tournaire ou encore le Petit Prince, Didier Codorniou. Le RCN joue au parc des sports et de l'amitié (12 000 places assises). Le club de rugby fait partie intégrante de la culture et de la vie narbonnaises.
En rugby à XV féminin, le club narbonnais du SFN Narbonne XV, conduit par Nathalie Amiel, finit champion de France en 1991. La section féminine est refondée en 2006, et devient championne de France de fédérale 1, durant la saison 2016-2017.
Le volley est également très présent à Narbonne. Le Narbonne Volley joue en Ligue A au palais du travail. Les centurions ont été champions de France de pro B en 2006-2007 et surtout champions d'Europe CEV en 2022, battant Ankara en finale.
Le Football Union Narbonne, plus connu sous le nom de « FUN », est un des clubs de football de la ville évoluant en régional 1. Un second club de football existe également, il s'agit du SCNM.
L'Espace de Liberté est un des principaux équipements sportifs de la Région avec un bassin olympique, une patinoire et un bowling. Il accueille près de 600 000 visiteurs par an.
La Société de tir de Narbonne, créée en 1881, est la plus vieille association sportive encore en activité à Narbonne. Elle est dotée d'un stand de tir régional situé à Montplaisir. Ce stand accueille régulièrement l'équipe de France de tir au pistolet (dont les médaillés olympiques Franck Dumoulin et Céline Goberville).

## Enseignement
Narbonne accueille plus de 4 000 écoliers dans 31 écoles. Elle possède également vingt écoles maternelles, dix-huit écoles élémentaires, six collèges et cinq lycées.

Ecoles ayant été des hôpitaux lors de la 1ère guerre mondiale
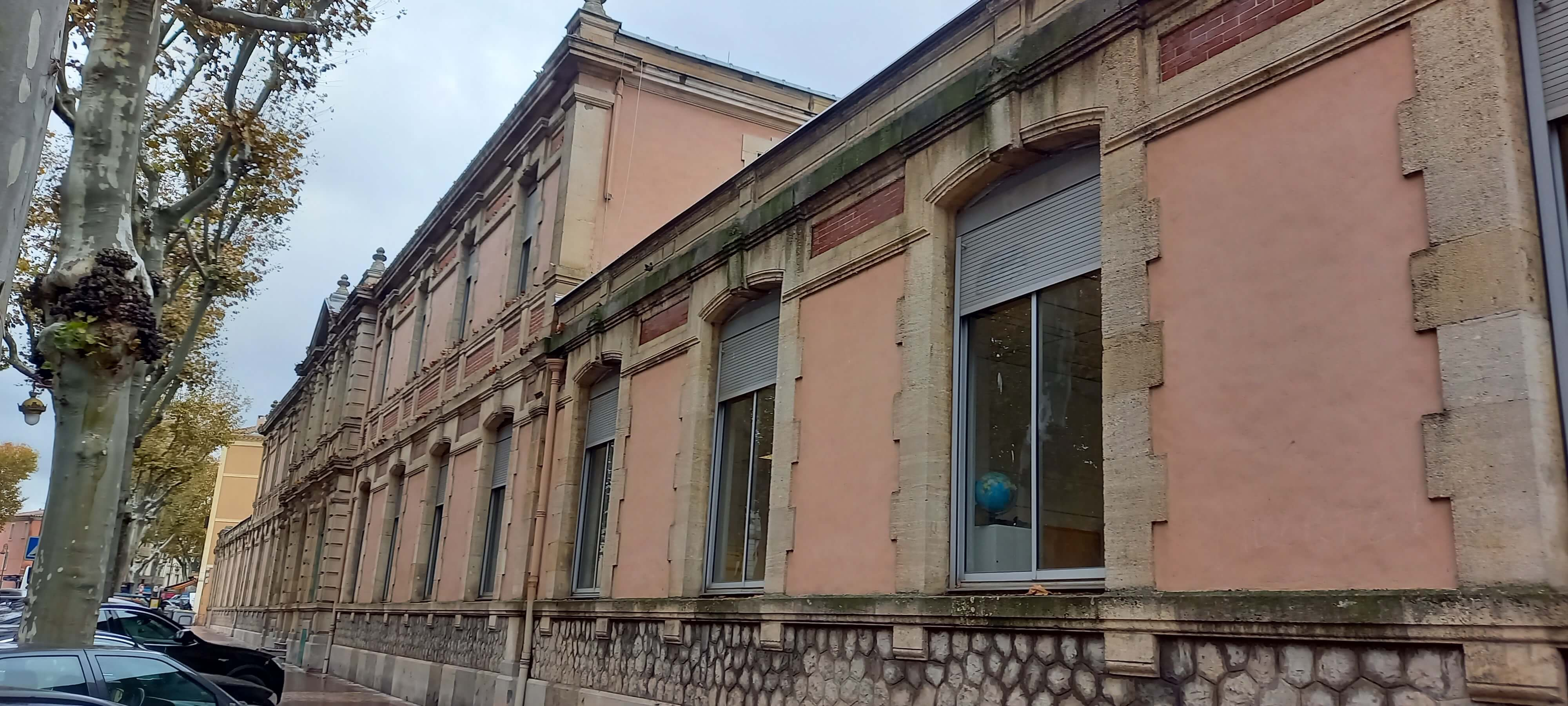
École Arago Bd Dr lacroix
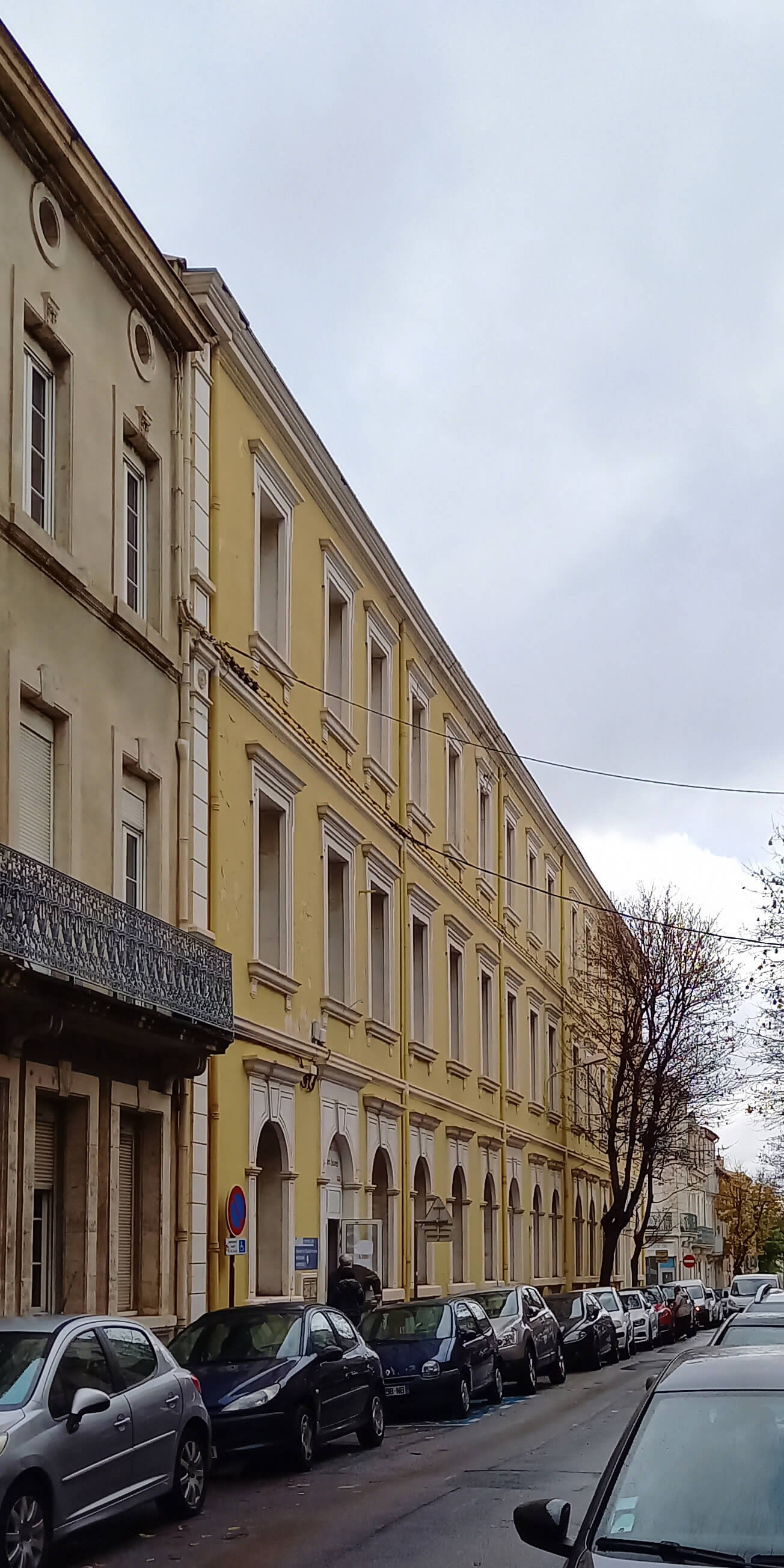
École Jean Jaures rue Félix Aldy
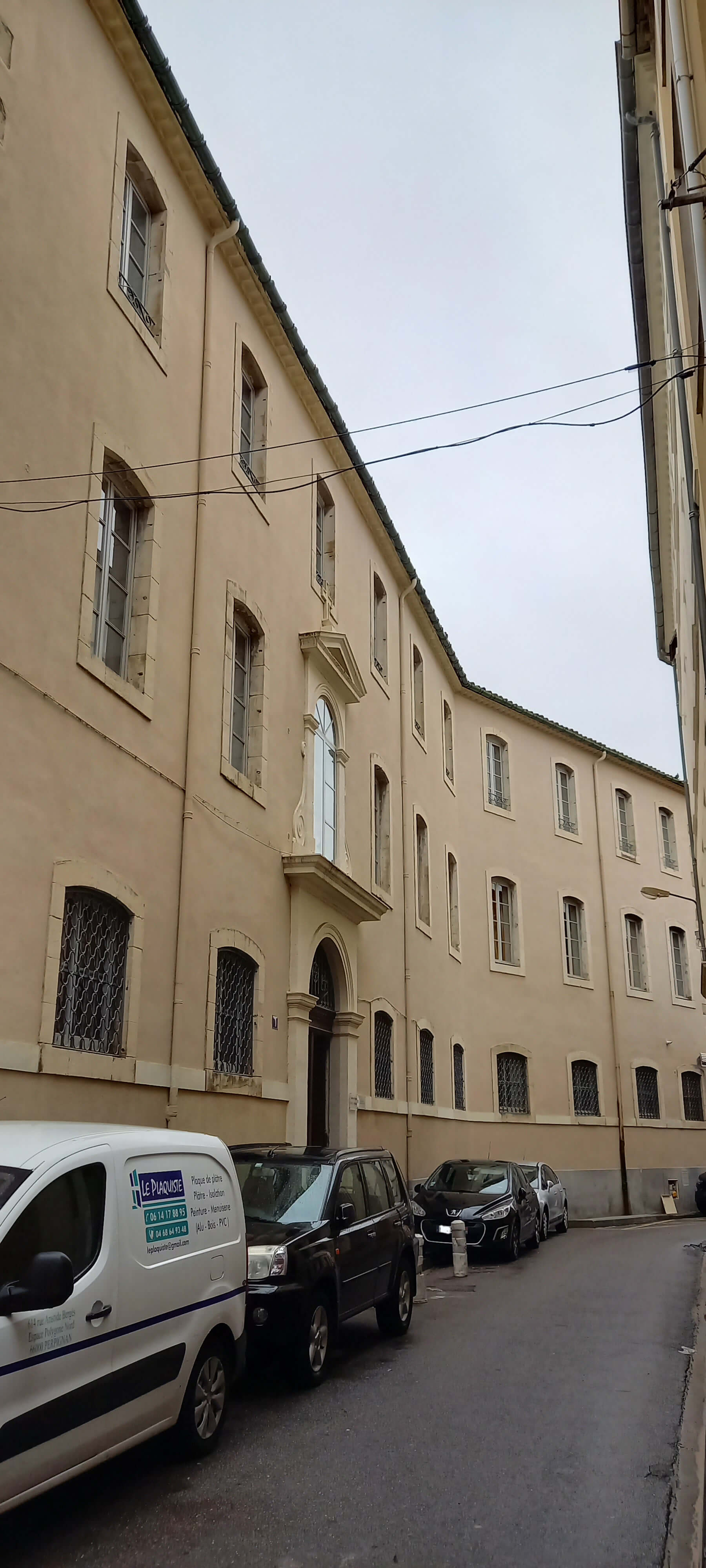
École/Collège Sévigné rue du capitole
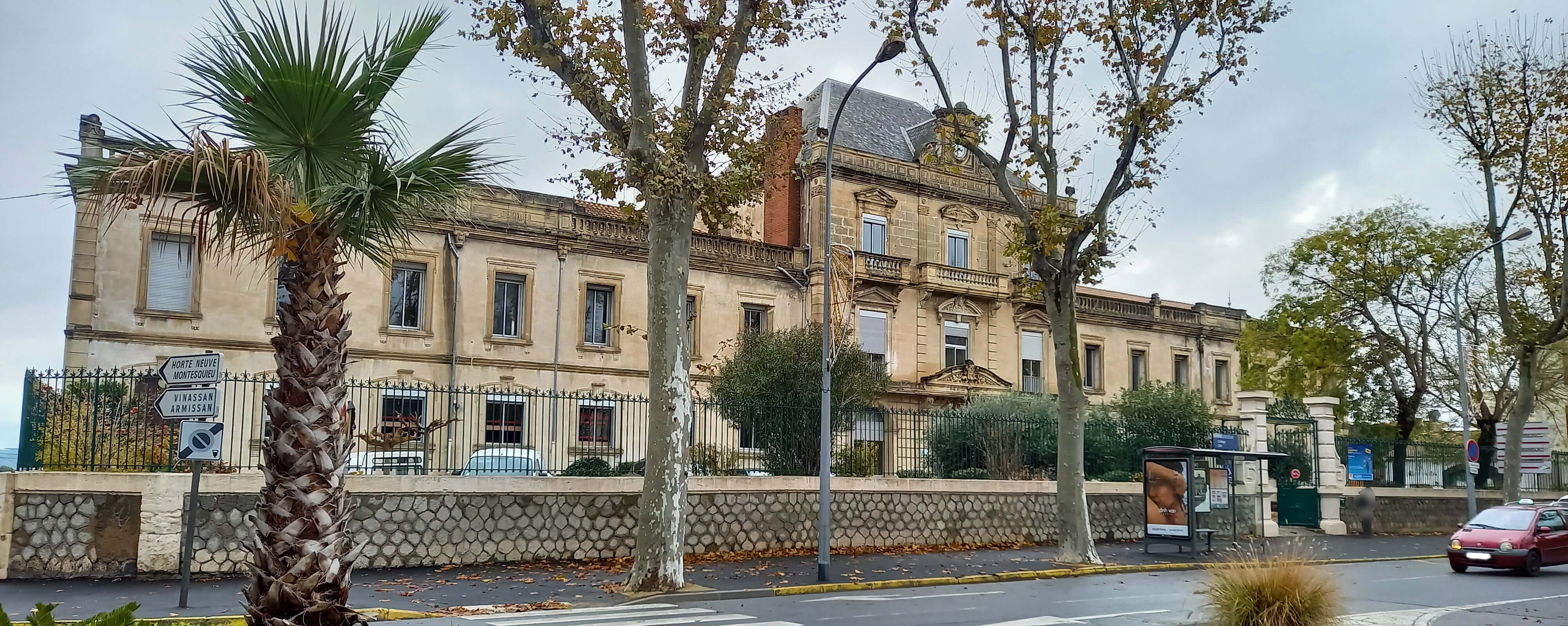
Collège cité place Blum
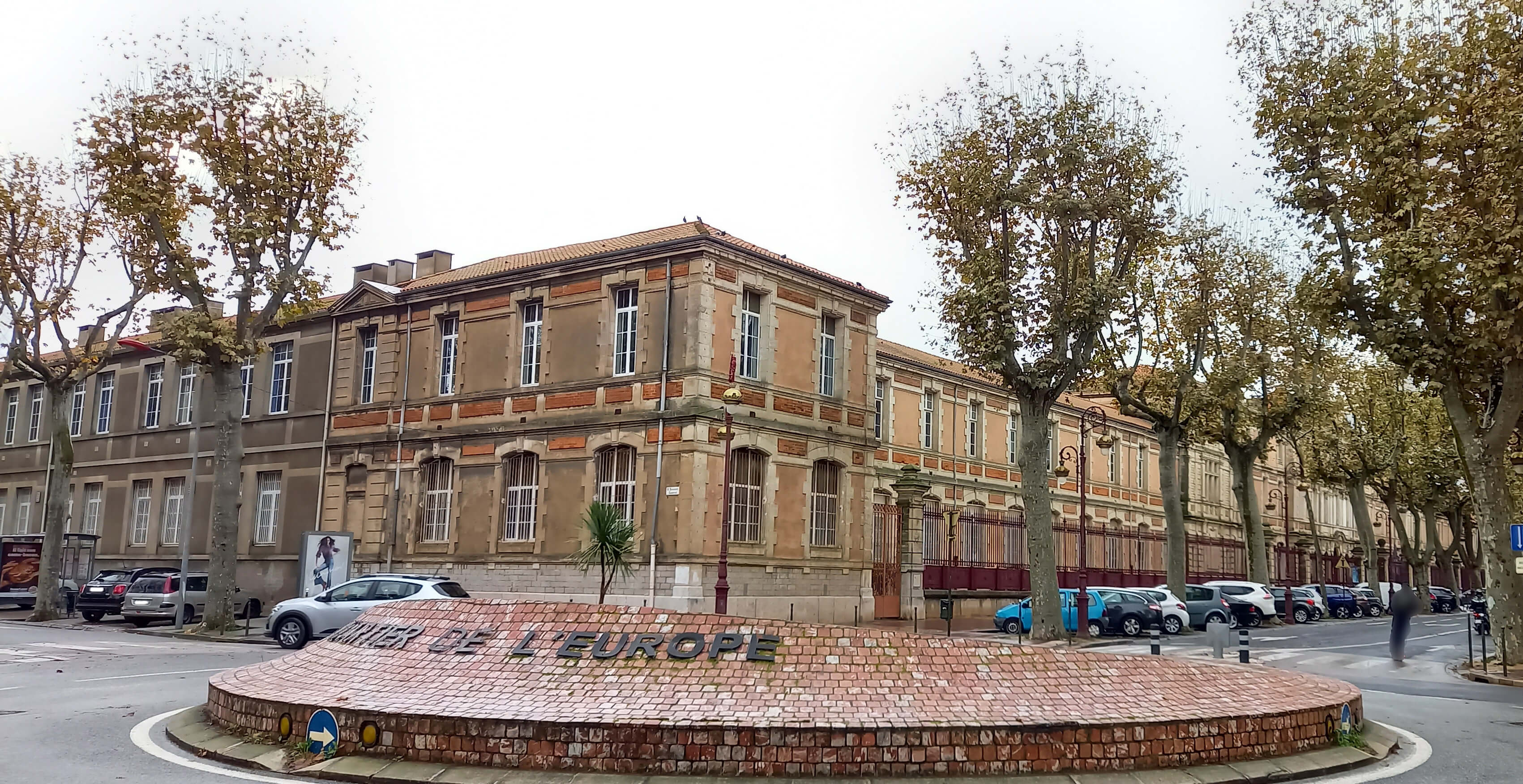
Collège Victor Hugo avenue Marcel Sembat
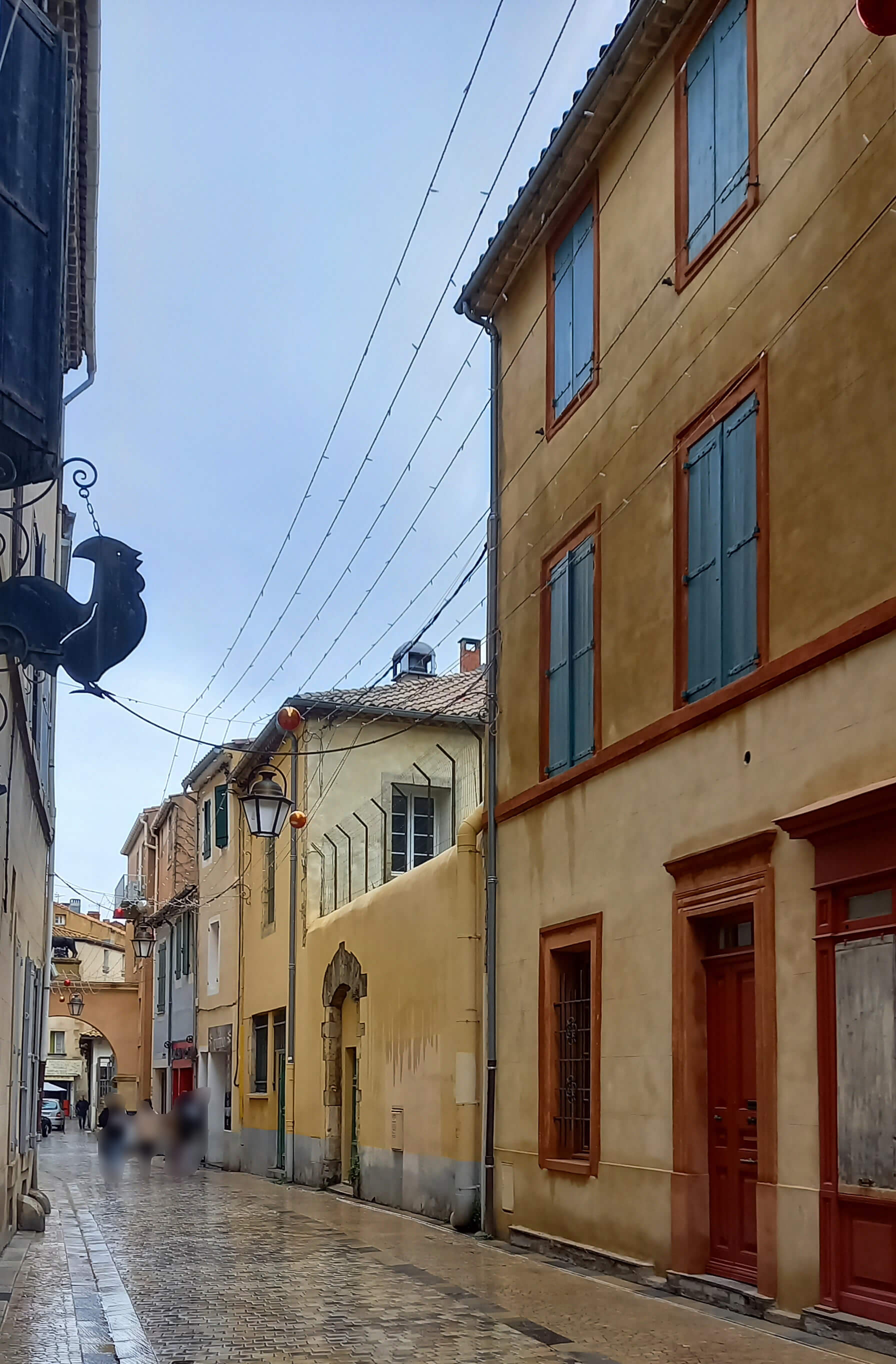
Lycée Beauséjour à l'ancienne entrée 88 rue droite

Elle est également dotée d’une antenne de l'université de Perpignan (faculté de droit et de sciences économiques) et d'un IUT carrières juridiques. Plus de 1 000 étudiants fréquentent le campus. Une résidence étudiante est disponible depuis septembre 2007, ainsi qu'un CROUS et une cafétéria universitaire. Un projet de développement des installations universitaires est en cours.
Le groupe associatif Supexup - écoles privées supérieures d'immobilier et de commerce : immobilier (école de la FNAIM), commerce (management, communication, gestion, ressources humaines) et classes préparatoires aux concours d'entrée des écoles médicales et paramédicales (depuis septembre 2016).

### Non-respect du droit de scolarisation des personnes en situation de handicap par l'IME de Narbonne
En mars 2022, le tribunal de Narbonne a condamné l'Institut médicoéducatif (IME) local, géré par l'AFDAIM-ADAPEI, pour la suppression unilatérale du temps de scolarisation d'un adolescent autiste de plus de 16 ans, permettant la re-scolarisation de ce jeune,. L'IME « Les hirondelles » de Narbonne est également rappelé à l'ordre par l'ONU en septembre de la même année, en raison d'actes intimidation à l'encontre d'un enseignant qui défend le droit de scolarisation des mineurs en situation de handicap,.

## Vie étudiante

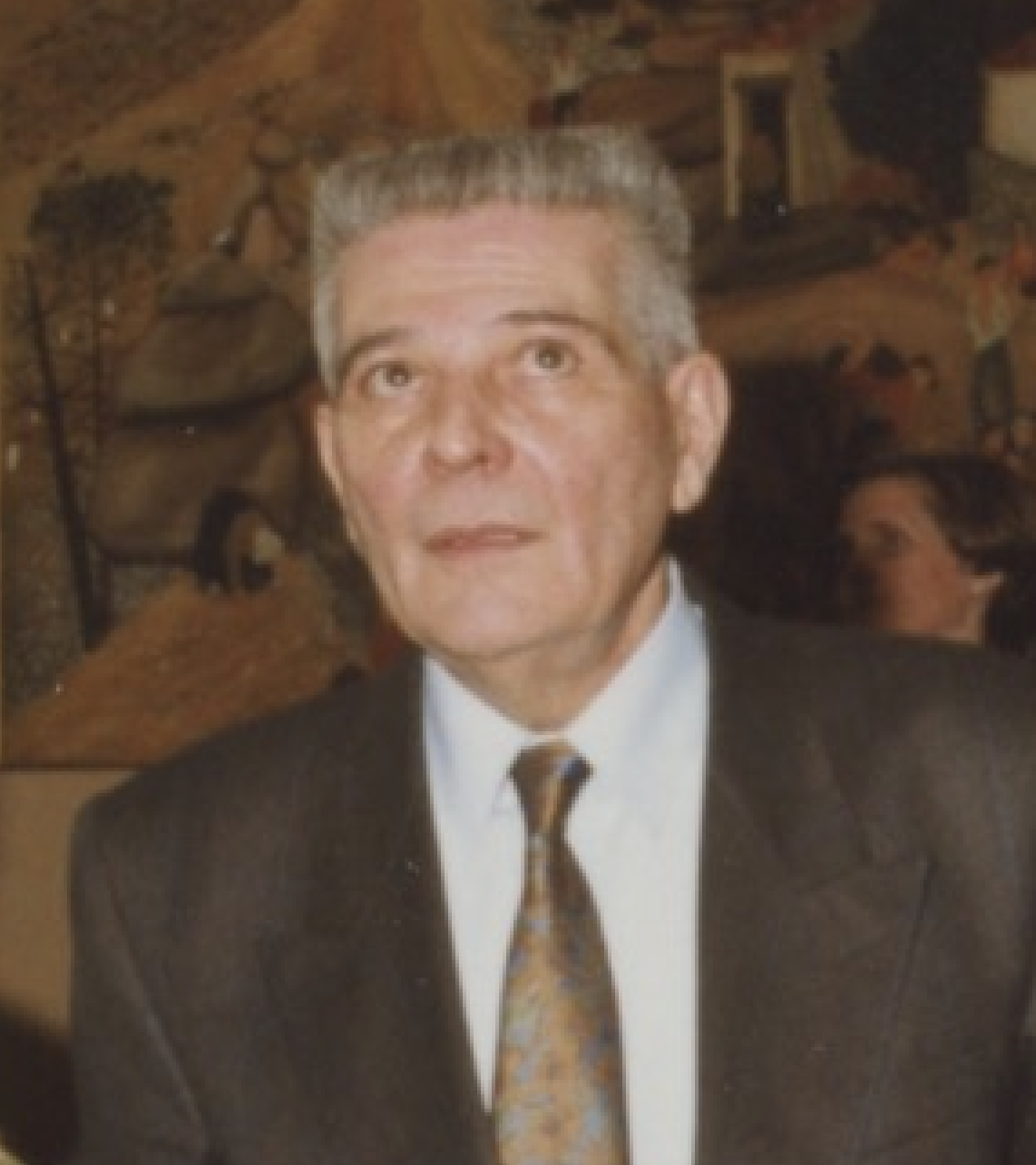
Hubert Mouly en 2024

### Établissements d'enseignement supérieur

#### Université Perpignan Via Domitia, antenne de Narbonne
Hubert Mouly, maire de Narbonne de 1971 à 1999 décide, afin d'enrichir l'enseignement supérieur de la ville, en 1993, d'importer de l'université de Perpignan une antenne concernant le domaine du droit. Lors de la création de ce pôle universitaire, une seule formation était proposée à savoir celle de l'Institut universitaire technologique « carrière juridique ».
En 1997, la capacité en droit est ajoutée aux formations. Afin de continuer à se diversifier, la faculté de droit se dote d'un pôle urbanisme.
En 1999, le pôle urbanisme ouvre. Il a fait l'objet d'une rénovation en 2013.
En 2001, la faculté de droit accueille la première promotion de la licence professionnelle « droit et gestion de la filière vitivinicole ». La même année s’ouvre la kicence en droit privé et en droit public.
Malgré sa petite taille, l'antenne de Narbonne réalise le souhait de mélanger les cursus de formations plutôt traditionnelles des facultés et des formations uniques en France avec un cadre d’étude idéal et propice à la réussite. Ceci permet de recruter des étudiants en dehors de la région.
La faculté accueille régulièrement des conférences et des rencontres université-entreprises, une démarche très intéressante pour les étudiants en vue d'approfondir leurs connaissances.
L'ensemble des diplômes proposés permettent aux étudiants d’avoir une offre de formation de haute qualité. Le campus de Narbonne comporte les services indispensables à la vie étudiante à savoir des locaux récents équipés d’un parking, une bibliothèque universitaire riche en ouvrages, une couverture WIFI, une salle informatique, un restaurant universitaire et des résidences privées à proximité.
Le campus de Narbonne possède une association d'élèves, l'AJN, l'Association des juristes narbonnais, qui s'occupent notamment d’organiser des soirées étudiantes telles que la soirée d'intégration ou bien le gala de fin d'année. L'association permet également l’achat de pulls à l’effigie de la faculté.
L’antenne de Narbonne présente trois grandes spécialités que sont : le droit, les sciences et les lettres.
Elle propose des formations post bac :
- DUT (diplômes universitaires technologiques) carrières juridiques mais aussi DUT génie chimique et génie des procédés (niveau bac +2)
- Licence de droit, licence professionnelle de droit de l’immobilier, licence professionnelle de droit et gestion de la filière vitivinicole et licence professionnelle encadrement de chantier et construction (niveau bac +3).
- Master en droit de l'environnement et de l’urbanisme qui se divise en deux parcours en deuxième année (droit de l'urbanisme et du développement durable ou estimation des biens fonciers) et un master droit de l’immobilier parcours droit des biens et promotion immobilière (niveau bac +5).
- La licence professionnelle guide conférencier a pour but de former des guides conférenciers trilingues qui, à la fin de leur année en histoire de l’art, guidage, ingénierie touristique, et langues étrangères, pourront exercer dans l’espace économique et culturel des pays membres de l’Union européenne mais aussi ceux situés dans le bassin méditerranéen.
- Des formations telles que le DU expertise de justice (diplôme universitaire) qui s’adresse aux professionnels qui souhaitent acquérir ou approfondir leurs connaissances ou le certificat de capacité en droit qui permet aux personnes souhaitant reprendre leurs études et d’obtenir un diplôme équivalent au baccalauréat, sont proposées.

#### SupExup Narbonne
SupExup est une association à but non lucratif qui accueille aussi bien des étudiants jeunes de 17 à 26 ans en formation initiale traditionnelle ou en alternance école/entreprise qu’un public d’adulte en reconversion. L'école abrite un CFA pour toutes les formations dispensées et compte une centaine d'étudiants sur son site du quartier Croix Sud.
L'école SupExup propose à Narbonne des formations au diplôme d'État du BTS qui se préparent en deux ans à savoir :
- BTS NDRC (négociation et digitalisation de la relation client) formation destinée à un public extraverti et très actif, pour devenir un vendeur itinérant.
- BTS MCO (management commercial et organisation), formation destinée à un public de futurs managers dans la grande distribution, ou éventuellement, de vendeurs sédentaires en commerce spécialisé. Ce BTS, généraliste, s’adresse à tous publics.
- BTS gestion de la PME, formation très générale à toutes les activités de service nécessaires au fonctionnement des PME au niveau de l‘accueil, bureautique, la comptabilité, la gestion, le suivi des commandes et des clients, la communication, le secrétariat. Ce BTS est particulièrement adapté aux besoins du tissu économique narbonnais.
- BTS professions immobilières, pour lequel le groupe SUPEXUP est premier en France, et est l'école officielle de la FNAIM de l'Hérault (discussion en cours pour l'Aude). Métiers : négociateur, agent immobilier, syndic, gestionnaire, promoteur...

#### IFSI Narbonne
L'école infirmière du centre hospitalier de Narbonne a été inaugurée le 3 novembre 1950. Au départ, le nombre d’élèves était de 15, l’équipe pédagogique était alors composée d’une directrice et d’une enseignante. La formation s’est développée petit à petit au fil des réformes, de la modification de la durée des études et de l’évolution de la profession d’infirmier(ère).
Depuis, des aménagements ont permis d’adapter l'établissement aux évolutions des formations. Aujourd’hui, l’institut de formation en soins infirmiers (IFSI) et l’institut de formation des aides-soignants (IFAS) sont proposées pour un nombre de 63 étudiants par promotion et une capacité d’accueil de 50 élèves en cursus complet et partiel.

#### École supérieure occitane - ESO
ESO est une école privé situé à Narbonne proposant plusieurs formations Bac +2 et Bac +3.

#### Autres formations
De nombreux lycées publics ou privés à Narbonne proposent un enseignement post-bac. Il peut s’agir de formation de type BTS comme le propose les lycées Louise Michel, Beauséjour, Lacroix ou encore un DCG que dispense également le lycée Louise Michel.

### Restaurants universitaires
Situé dans le même bâtiment que la maison de l'étudiant, en face de la faculté de droit et de l’IUT, le restaurant universitaire « Cafet’ 1 000 Pâtes » accueille les étudiants du lundi au vendredi de 7 h à 15 h. Pratique, la cafeteria propose de nombreux types de repas, répartis en trois menus à savoir le petit-déjeuner et le déjeuner ainsi que des snacks. L'emplacement du restaurant universitaire dispose d’un parking pour faciliter son accès. Enfin, le prix est largement abordable pour des étudiants.

## Économie

### Revenus
En 2018, la commune compte 25 873 ménages fiscaux, regroupant 51 288 personnes. La médiane du revenu disponible par unité de consommation est de 18 620 € (19 240 € dans le département). 40 % des ménages fiscaux sont imposés (39,9 % dans le département).

### Emploi
|                | 2008   | 2013   | 2018   |
| -------------- | ------ | ------ | ------ |
| Commune        | 11,5 % | 14,9 % | 14,7 % |
| Département    | 10,2 % | 12,8 % | 12,6 % |
| France entière | 8,3 %  | 10 %   | 10 %   |

En 2018, la population âgée de 15 à 64 ans s'élève à 32 436 personnes, parmi lesquelles on compte 69,5 % d'actifs (54,8 % ayant un emploi et 14,7 % de chômeurs) et 30,5 % d'inactifs,. Depuis 2008, le taux de chômage communal (au sens du recensement) des 15-64 ans est supérieur à celui de la France et du département.
La commune est la commune-centre de l'aire d'attraction de Narbonne,. Elle compte 28 528 emplois en 2018, contre 27 712 en 2013 et 27 190 en 2008. Le nombre d'actifs ayant un emploi résidant dans la commune est de 18 131, soit un indicateur de concentration d'emploi de 157,3 % et un taux d'activité parmi les 15 ans ou plus de 49,4 %.
Sur ces 18 131 actifs de 15 ans ou plus ayant un emploi, 13 843 travaillent dans la commune, soit 76 % des habitants. Pour se rendre au travail, 74,7 % des habitants utilisent un véhicule personnel ou de fonction à quatre roues, 5,5 % les transports en commun, 15,6 % s'y rendent en deux-roues, à vélo ou à pied et 4,2 % n'ont pas besoin de transport (travail au domicile).

### Secteurs d'activités
6 594 établissements sont implantés à Narbonne au 31 décembre 2019. Le tableau ci-dessous en détaille le nombre par secteur d'activité et compare les ratios avec ceux du département,.
| Secteur d'activité                                                                                        | Commune | Commune | Département |
| Secteur d'activité                                                                                        | Nombre  | %       | %           |
| --- | ------- | ------- | ----------- |
| Ensemble                                                                                                  | 6 594   | 100 %   | (100 %)     |
| Industrie manufacturière, industries extractives et autres                                                | 369     | 5,6 %   | (8,8 %)     |
| Construction                                                                                              | 746     | 11,3 %  | (14 %)      |
| Commerce de gros et de détail, transports, hébergement et restauration                                    | 2 211   | 33,5 %  | (32,3 %)    |
| Information et communication                                                                              | 117     | 1,8 %   | (1,6 %)     |
| Activités financières et d'assurance                                                                      | 253     | 3,8 %   | (2,7 %)     |
| Activités immobilières                                                                                    | 329     | 5 %     | (5,2 %)     |
| Activités spécialisées, scientifiques et techniques et activités de services administratifs et de soutien | 1 053   | 16 %    | (13,3 %)    |
| Administration publique, enseignement, santé humaine et action sociale                                    | 990     | 15 %    | (13,2 %)    |
| Autres activités de services                                                                              | 526     | 8 %     | (8,8 %)     |

Le secteur du commerce de gros et de détail, des transports, de l'hébergement et de la restauration est prépondérant dans la commune puisqu'il représente 33,5 % du nombre total d'établissements de la commune (2211 sur les 6 594 entreprises implantées à Narbonne), contre 32,3 % au niveau départemental.

### Entreprises et commerces
Les cinq entreprises ayant leur siège social sur le territoire communal qui génèrent le plus de chiffre d'affaires en 2020 sont :
- Suez RV Méditerranée, traitement et élimination des déchets non dangereux (177 800 k€)
- Sph-Gerard Bertrand - SPH, commerce de gros (commerce interentreprises) de boissons (156 883 k€)
- Maurel Audoise, commerce de voitures et de véhicules automobiles légers (55 048 k€)
- Languedoc Automobiles, commerce de voitures et de véhicules automobiles légers (43 511 k€)
- Sioen France, commerce de gros (commerce interentreprises) de fournitures et équipements industriels divers (30 845 k€)

#### Industrie et artisanat
Narbonne fut le siège de la chambre de commerce et d'industrie de Narbonne - Lézignan-Corbières et Port-la-Nouvelle jusqu'a la fusion, en 2016, avec la chambre de commerce et d'industrie de Carcassonne-Limoux-Castelnaudary devenue la chambre de commerce et d'industrie de l'Aude. Elle gère Port-la-Nouvelle et le Port-la-Robine. Port-la-Nouvelle est le siège d'exploitation d'entreprises comme Lafarge, Colas, Salins du Midi.
La zone de Malvési héberge aussi une entreprise de fabrication de produits chimiques appartenant au groupe Total. Sur cette même zone, EDF vient d'inaugurer l'une des plus grandes centrales solaires d'Europe.
À l'ouest, au quartier du Pastouret, se trouvent les Ateliers d'Occitanie, principale entreprise française de maintenance ferroviaire.
L'entreprise Narbonne Accessoires, numéro 1 européen du camping-car et du caravaning est bien sûr issue de Narbonne.
Narbonne est siège de district régional d'exploitation des autoroutes du Sud de la France.
Narbonne est de plus réputée pour son Centre routier international situé à Croix-Sud, apte à héberger plusieurs centaines de camions et de chauffeurs par nuit.

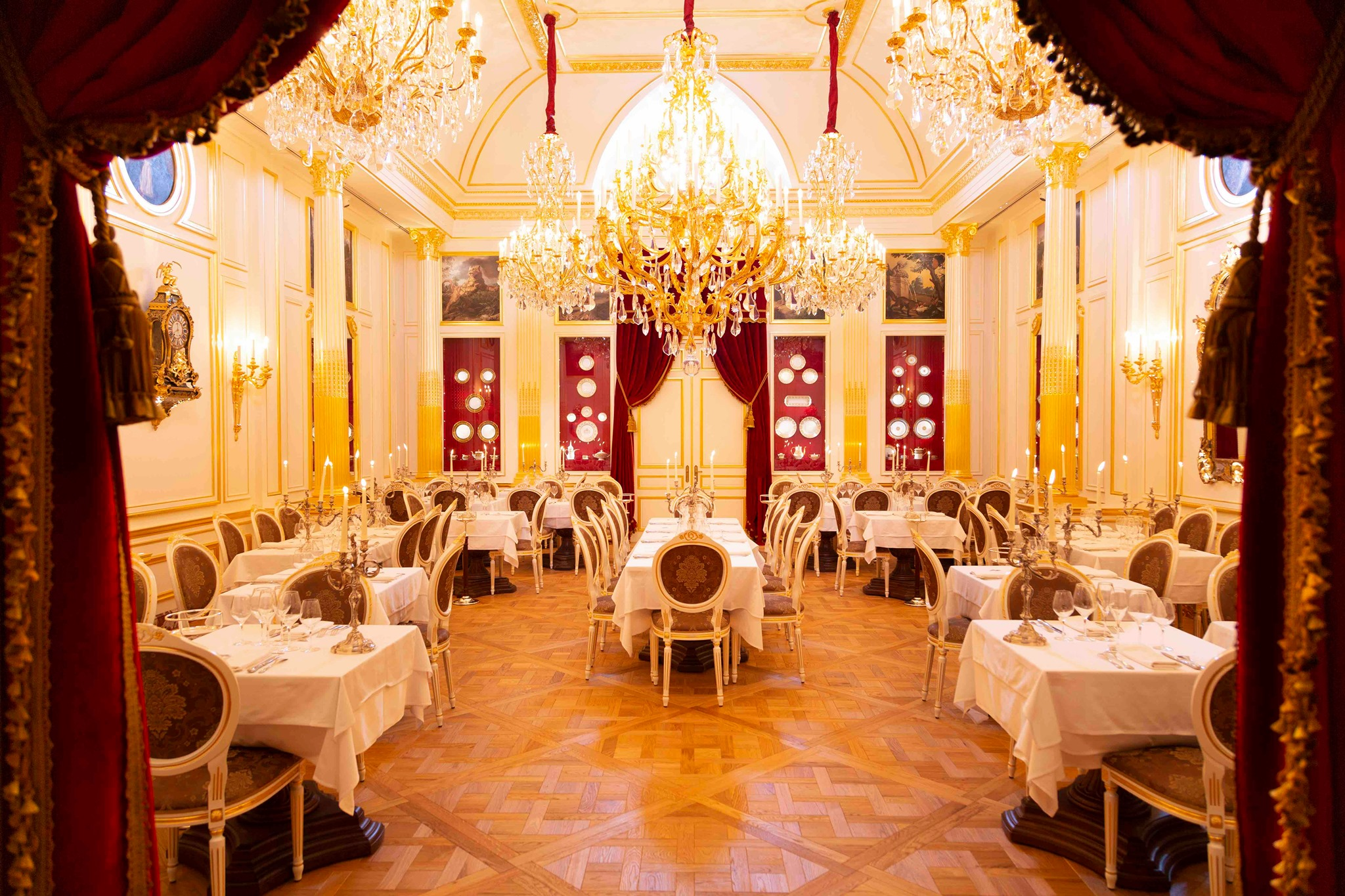
Les Grands Buffets, le salon doré, Jean de La Fontaine.

La ville est également connue pour son restaurant « Les Grands Buffets », le plus grand de France quant au chiffre d'affaires et détenant le record du plus grand plateau de fromage dans un restaurant, au monde, homologué par le Guinness book des records.

#### Nucléaire

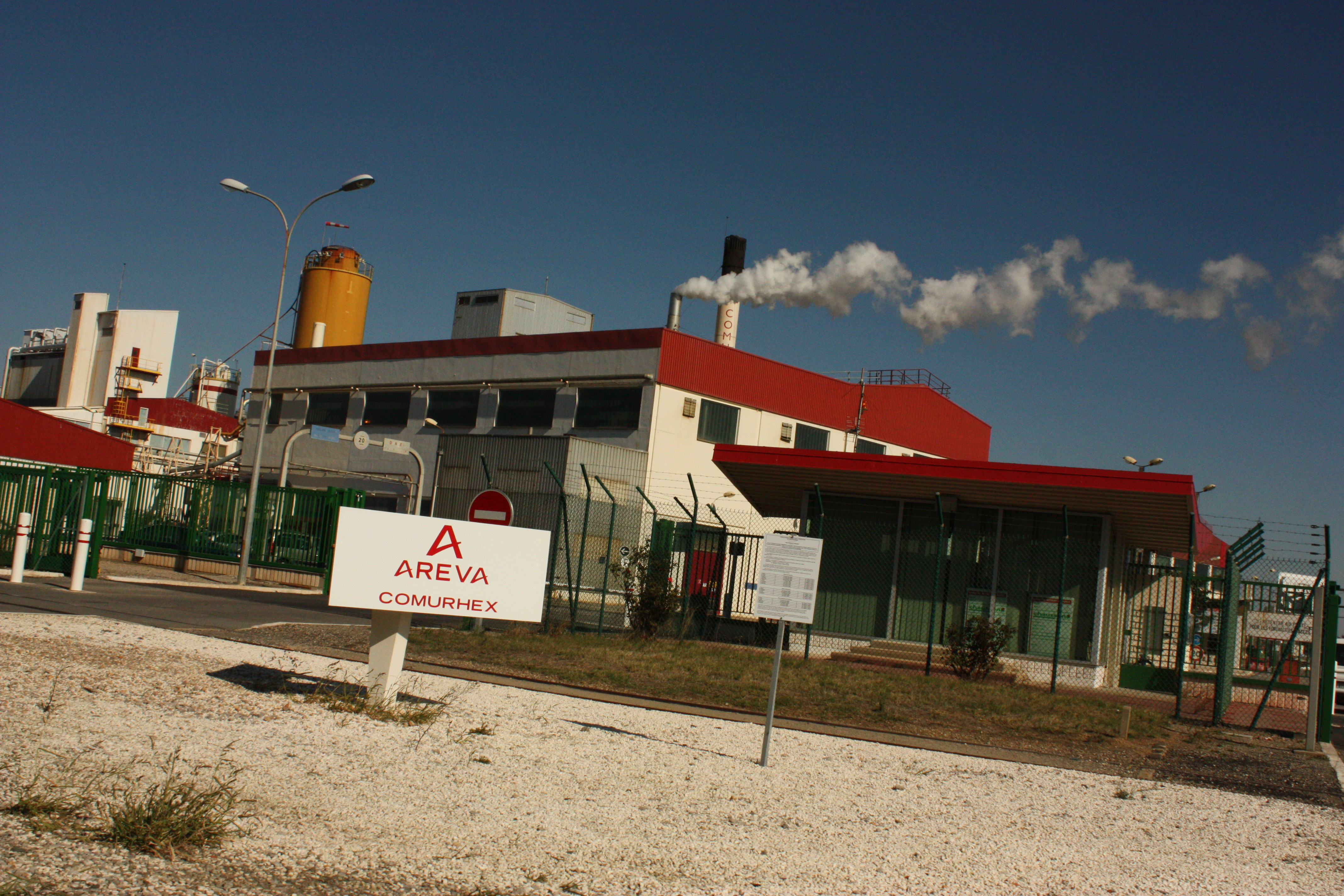
Entrée de l'usine Areva de Malvési.

Au nord-ouest de la commune, à Malvesi, se trouve l'usine de raffinage et de conversion d'uranium d'Areva (exploitée jusqu'en 2013 par la Comurhex). Cette usine traite environ un quart du minerai d'uranium extrait dans le monde. La majorité de l'uranium traité dans l'usine est transportée par camion jusqu'à l'usine Comurhex de Pierrelatte.
Depuis quelques années, les nouveaux projets de Malvési sont contestés par des habitants de Narbonne et des villages alentour, qui protestent contre les projets TDN et NVH du groupe Orano (ex-Areva).

### Agriculture
La commune est dans le « Narbonnais », une petite région agricole occupant le nord-est du département de l'Aude. En 2020, l'orientation technico-économique de l'agriculture dans la commune est la viticulture.
|               | 1988  | 2000  | 2010  | 2020  |
| ------------- | ----- | ----- | ----- | ----- |
| Exploitations | 444   | 272   | 189   | 144   |
| SAU (ha)      | 5 206 | 4 692 | 3 991 | 4 063 |

Le nombre d'exploitations agricoles en activité et ayant leur siège dans la commune est passé de 444 lors du recensement agricole de 1988 à 272 en 2000 puis à 189 en 2010 et enfin à 144 en 2020, soit une baisse de 68 % en 32 ans. Le même mouvement est observé à l'échelle du département qui a perdu pendant cette période 60 % de ses exploitations,. La surface agricole utilisée dans la commune a également diminué, passant de 5 206 ha en 1988 à 4 063 ha en 2020. Parallèlement la surface agricole utilisée moyenne par exploitation a augmenté, passant de 12 à 28 ha.

#### Viticulture
- La clape,
- Languedoc (AOC),
- Languedoc-quatourze,
- Corbières (AOC),
- Minervois (AOC).

Le groupe UCCOAR - Val d'Orbieu est l'un des plus grands groupes coopératifs viticoles de France. Il regroupe 2 500 vignerons.

#### Spécialité
La spécialité de Narbonne est la figuette narbonnaise, une pâtisserie à base de figues confites, poudre d'amande, miel de Narbonne, jaune d'œuf et pâte feuilletée.

## Patrimoine
Narbonne est classée ville d'art et d'histoire.

### Patrimoine antique
Narbonne a perdu la plupart des monuments qui l'ornèrent durant l'époque romaine.

#### Le Clos de la Lombarde
Le Clos de la Lombarde est un site archéologique qui a été fouillé pendant les années 1980 à 2000. Les fouilles ont mis au jour :
- les uniques maisons de ville romaines (« domus ») en France (Ier siècle av. J.-C. jusqu'au IIIe siècle apr. J.-C.)
- des thermes romains du quartier
- des établissements artisanaux
- des rues avec leurs égouts
- la première basilique chrétienne de Narbonne

Le site est classé monument historique depuis 2007.

#### Horrea
Les horrea sont composés de galeries souterraines remontant au Ier siècle avant notre ère. Uniques en Europe, l'Horreum de Narbonne est situé sous un monument disparu qui aurait pu servir d'entrepôt public (horreum).

#### Vestiges de laVia Domitia
Au centre de la place de l’hôtel de ville, l’antique voie Domitienne (Via Domitia) est visible dans son état de la fin du IVe siècle. C'est un vestige de la première grande route romaine tracée en Gaule à partir de 120 av. J.-C. par le proconsul Cneus Domitius Ahenobarbus deux ans avant la fondation de la Colonia Narbo Martius, deuxième colonie romaine en Gaule, après Aix-en-Provence. La voie Domitienne reliait l’Italie à l’Espagne romanisée. À Narbonne, elle rencontrait la Via Aquitania, ouverte en direction de l'Atlantique par Toulouse et Bordeaux, attestant dès cette époque du rôle de carrefour tenu par la ville. Le vestige découvert le 7 février 1997 présente une portion de voie dallée de calcaire dur, marquée par de profondes ornières. Elle est bordée de trottoirs et de la base d’une fontaine.
La ville de Narbonne constitue également un site de fouilles exceptionnel renfermant de nombreux vestiges de l'époque antique.

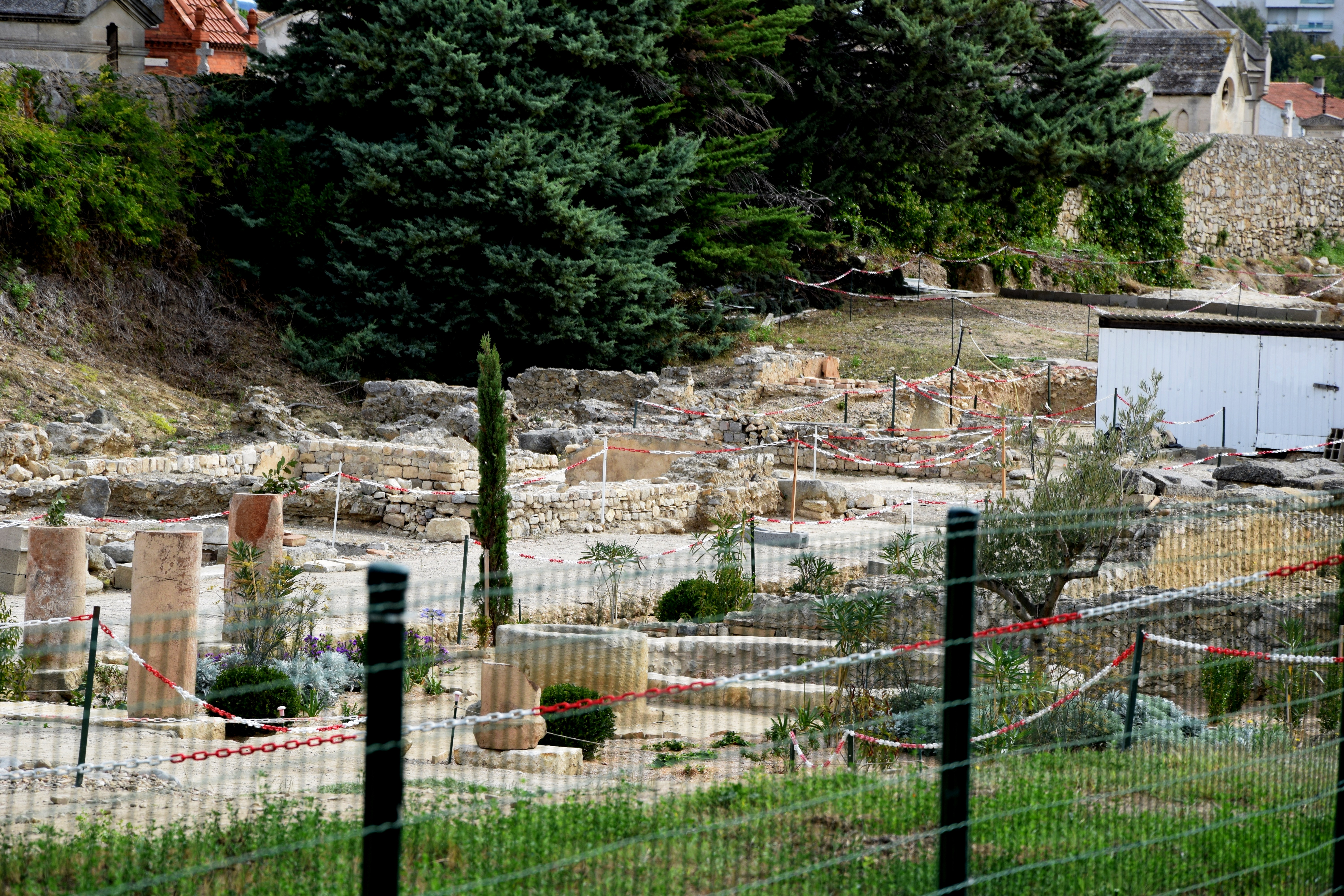
Site archéologique du Clos de la Lombarde
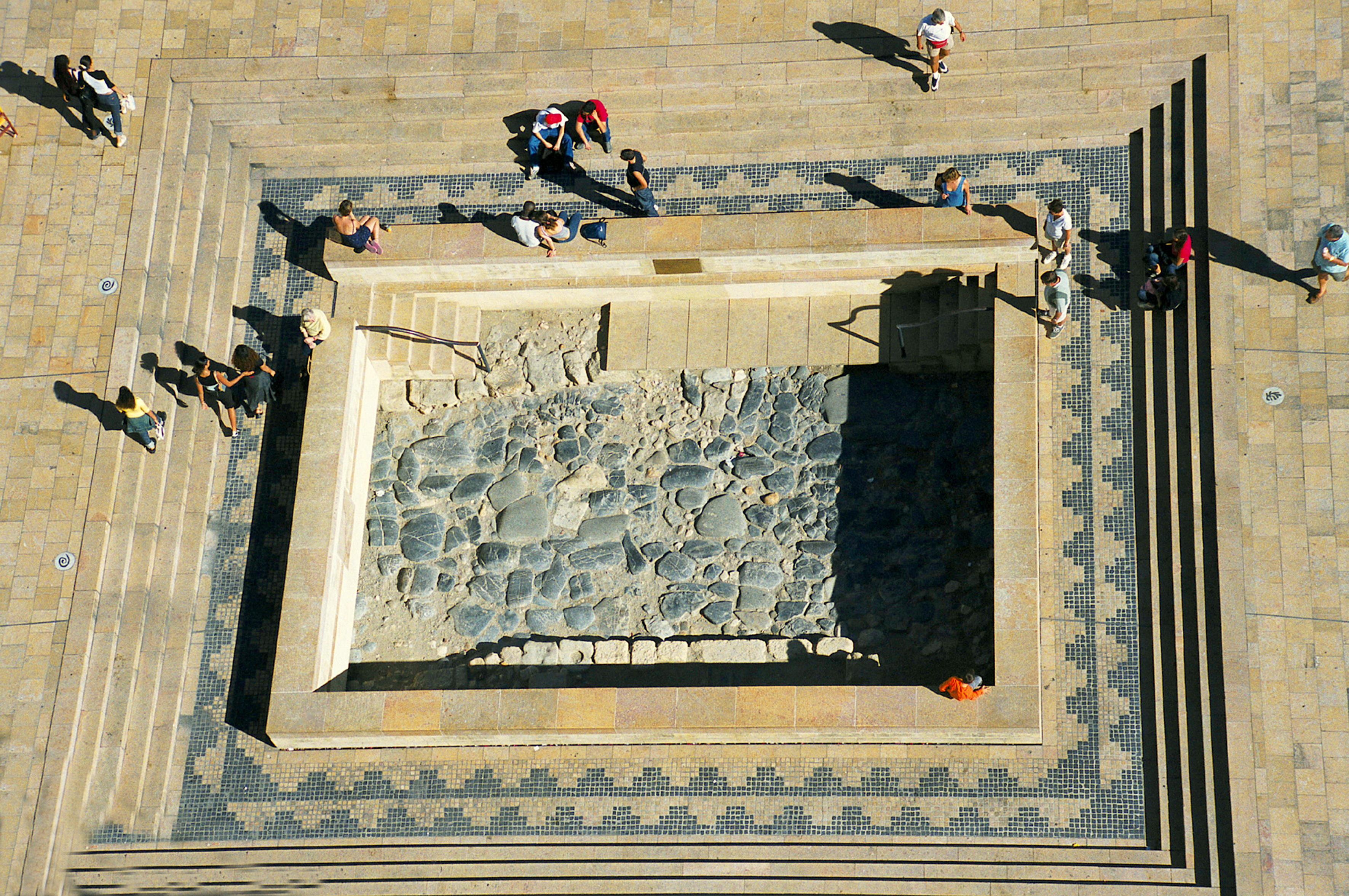
Via Domitia, Narbonne.
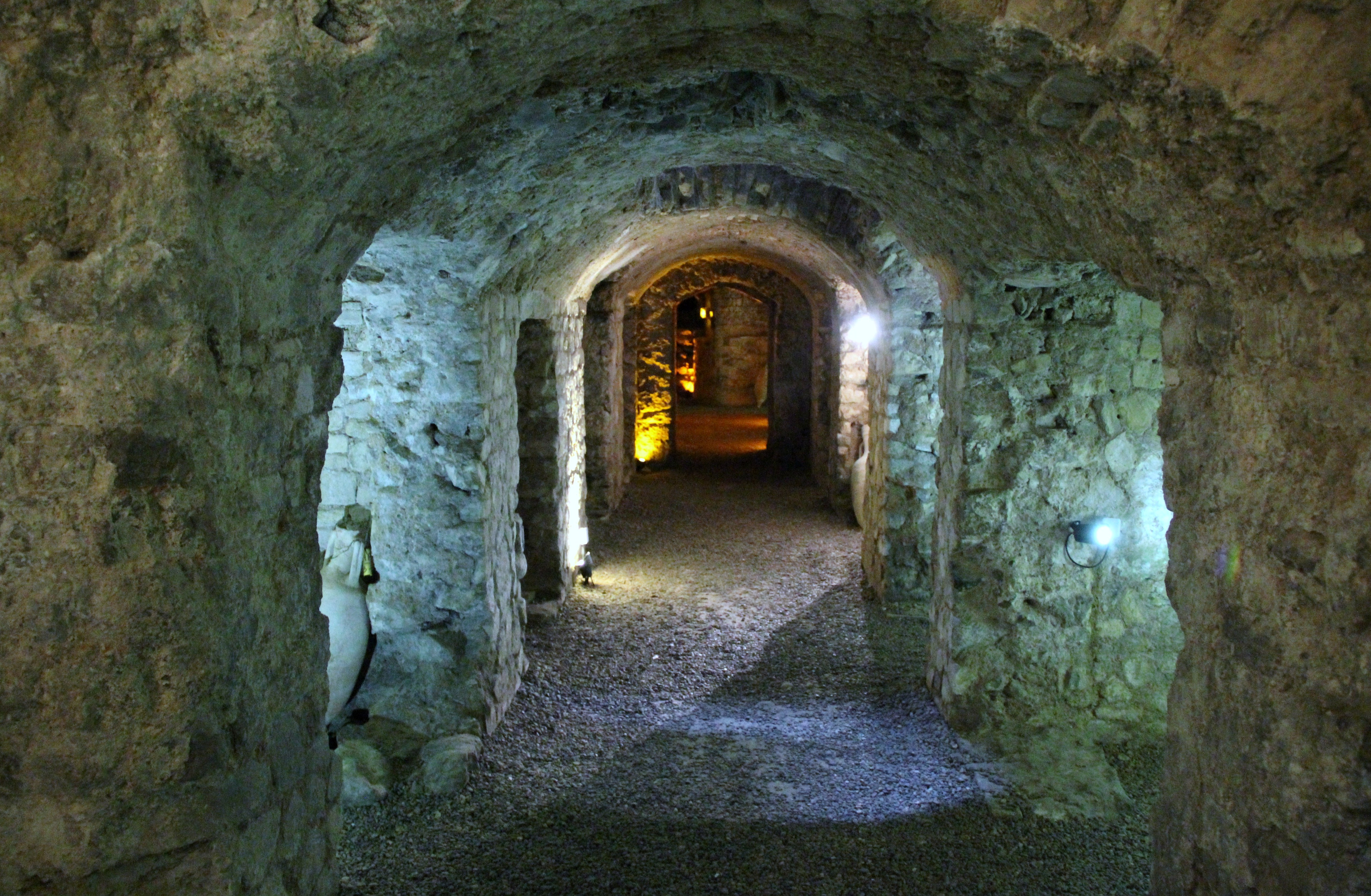
L'horreum romain.
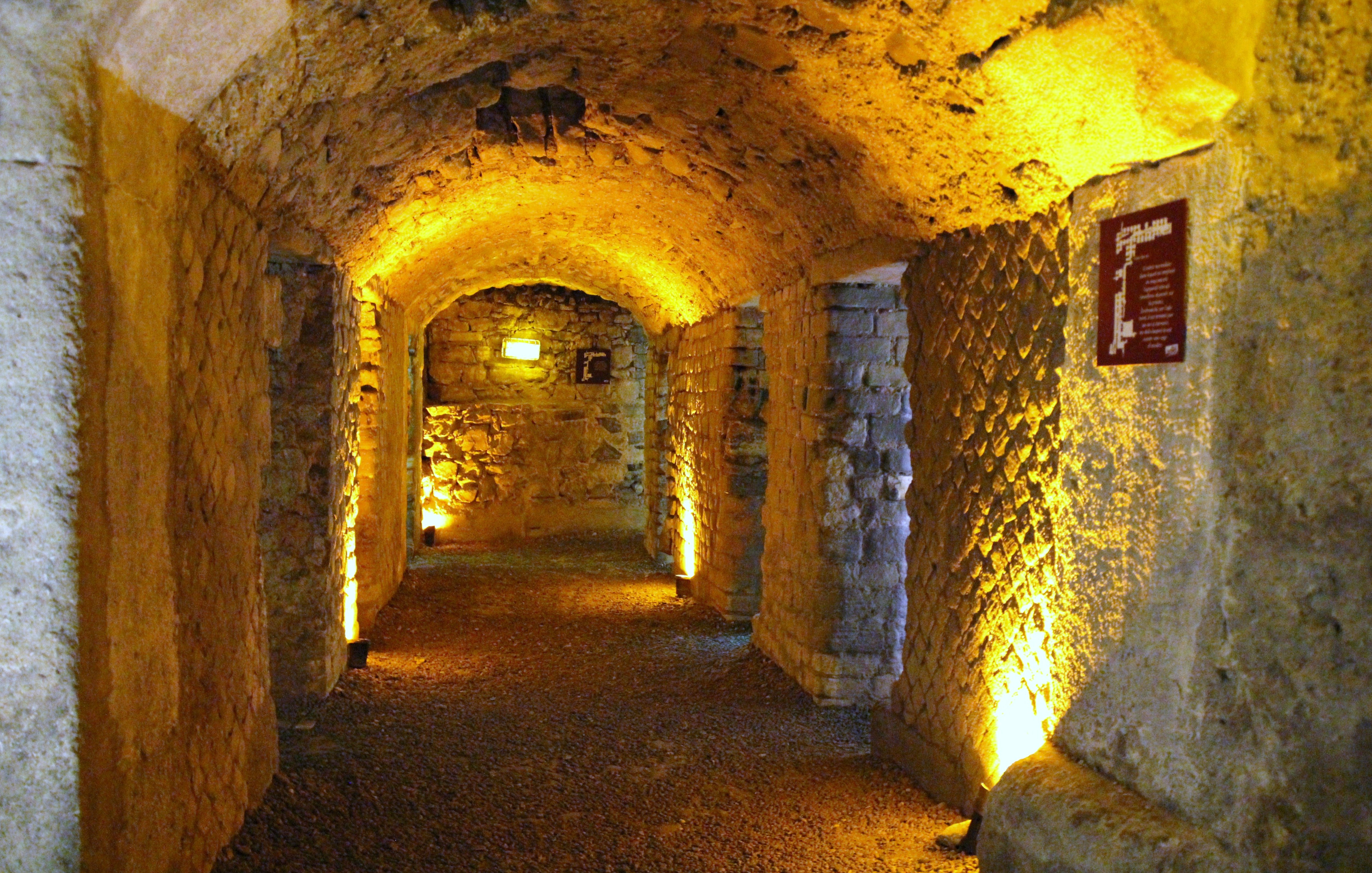
L'horreum romain.
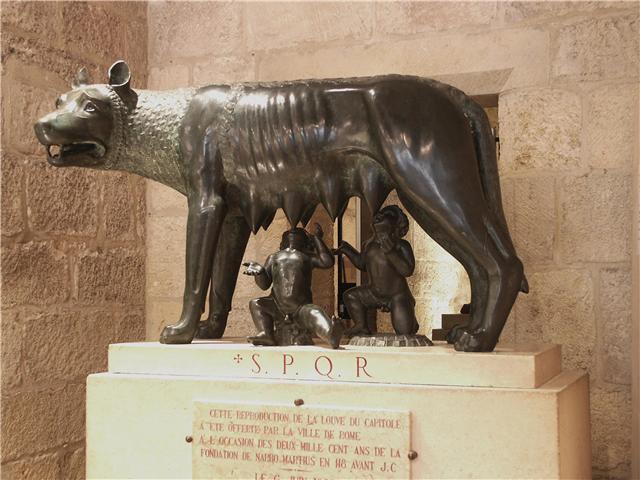
Louve capitoline de Narbonne, offerte par la ville de Rome.

### Patrimoine médiéval
La cathédrale Saint-Just-et-Saint-Pasteur. La première pierre de la cathédrale, spécialement envoyée de Rome par le pape Clément IV, ancien archevêque de la cité, fut posée le 12 avril 1272. Sa construction fut arrêtée en 1355, en raison de l'invasion de la ville par le Prince Noir. Elle ne sera jamais terminée.
Cette cathédrale est la quatrième plus haute de France, après celles de Beauvais, d'Amiens et de Metz. Elle possède le plus haut chœur gothique du sud de la France avec une hauteur de voûtes à 41 mètres.

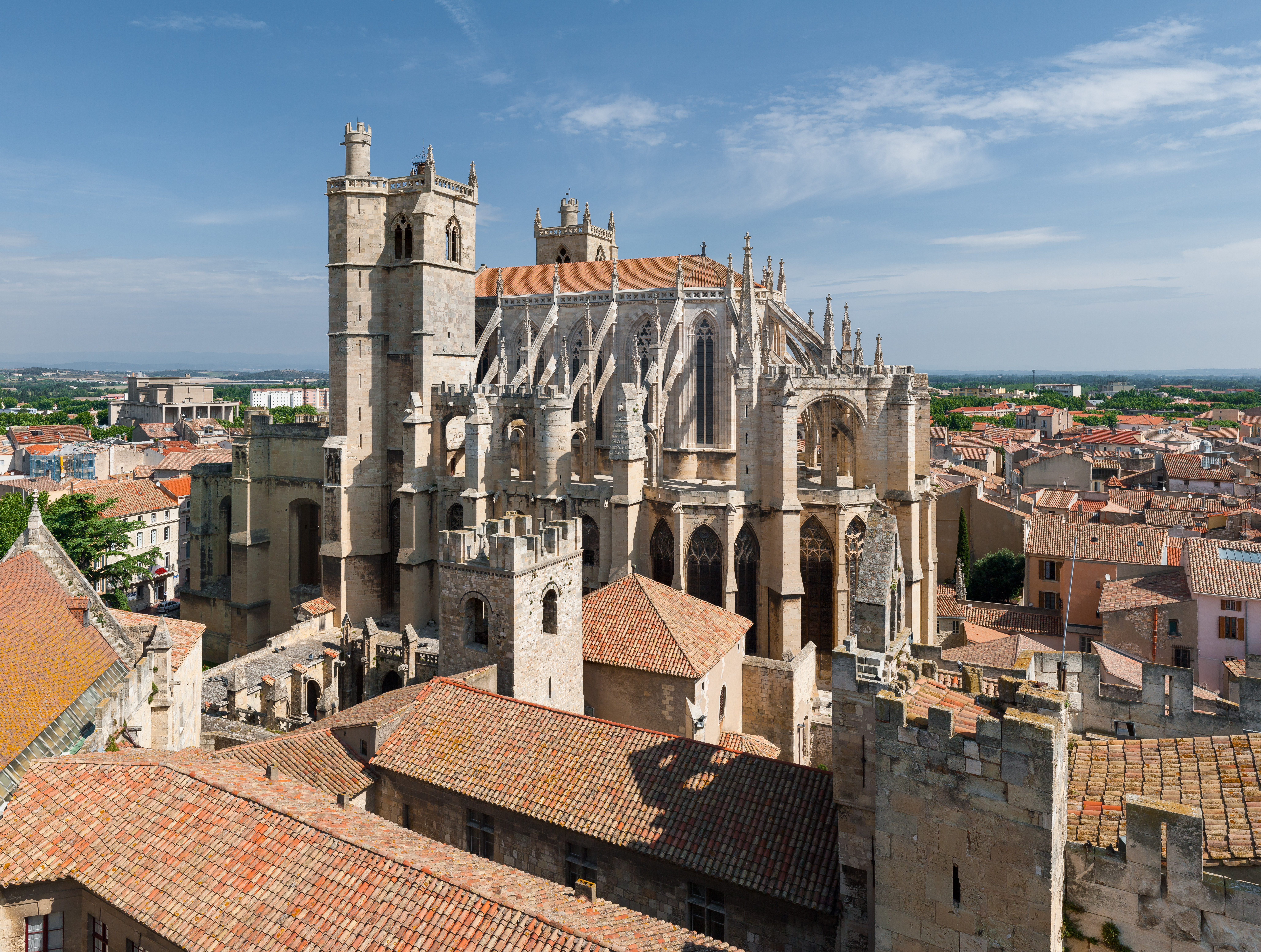
Cathédrale Saint-Just-et-Saint-Pasteur.
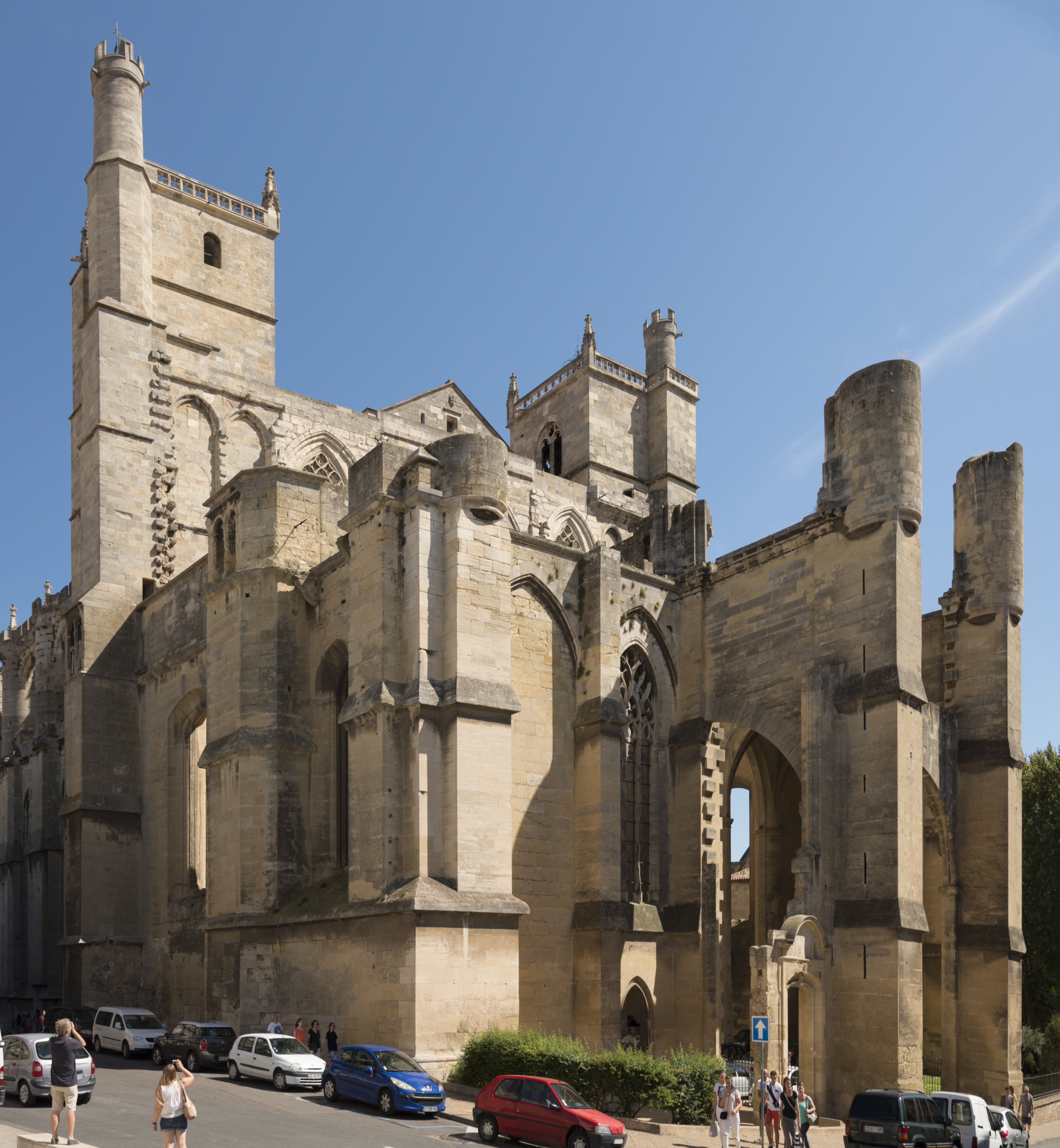
Cathédrale Saint-Just-et-Saint-Pasteur, vue de la nef inachevée.
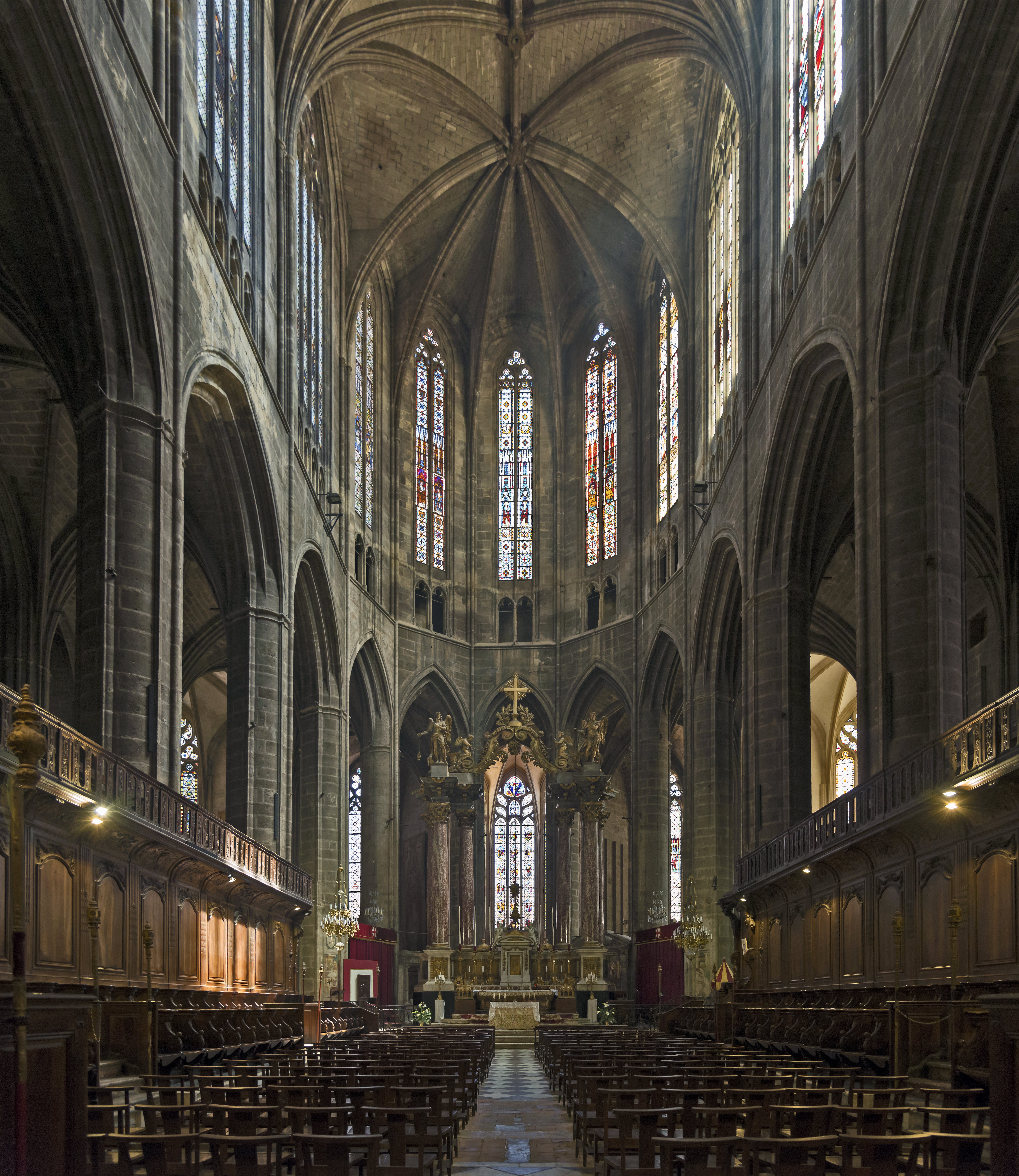
Cathédrale Saint-Just-et-Saint-Pasteur vue du chœur.
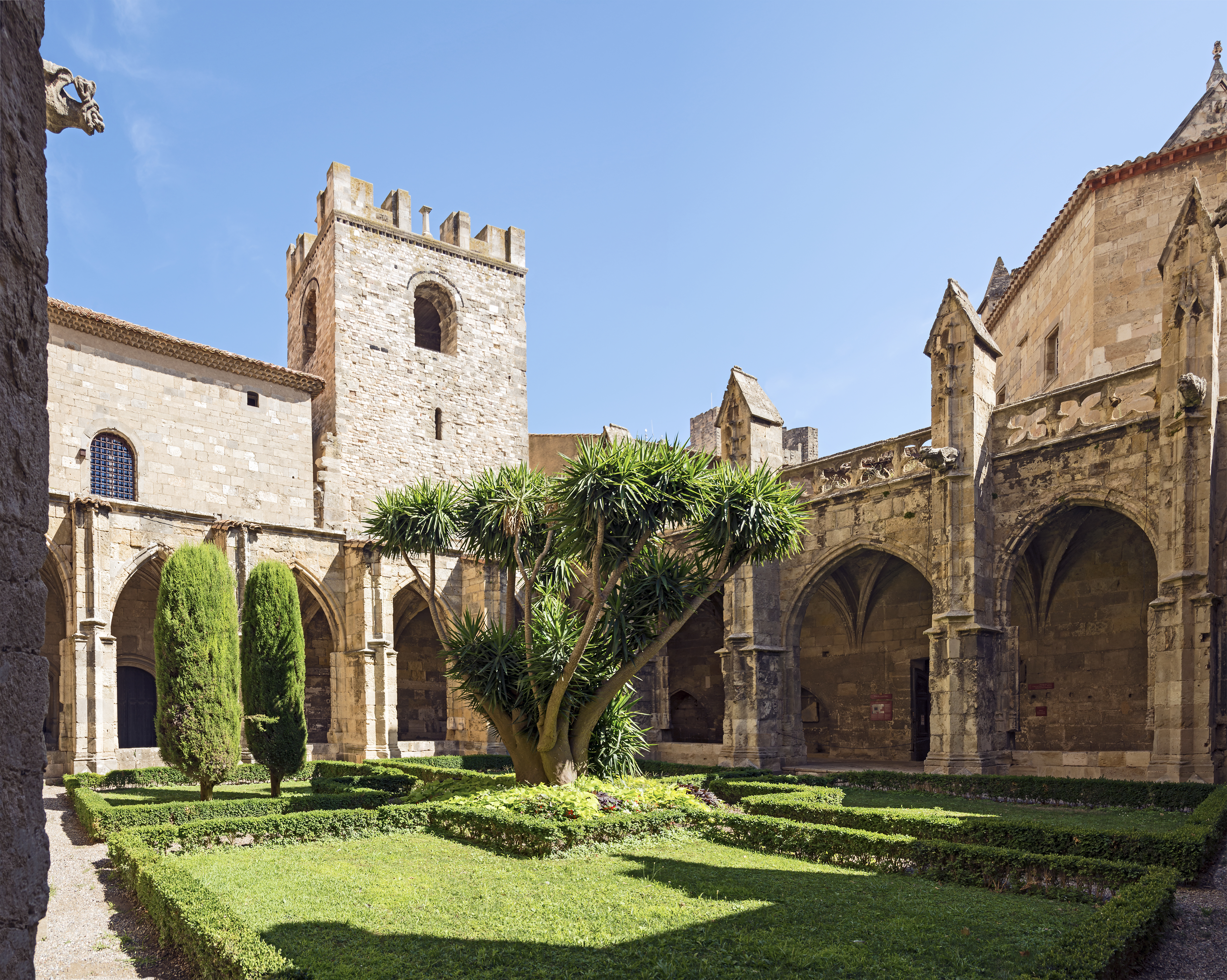
Cloître de la cathédrale.

Le palais des archevêques de Narbonne est le second ensemble archiépiscopal après le Palais des papes d'Avignon, il est composé du palais vieux d'origine romane et du palais neuf de style gothique. Le passage de l'ancre relie la place de l'hôtel de ville au cloître de la cathédrale.
Sa façade comporte trois tours carrées datant des XIIIe et XIVe siècles. La partie centrale de la façade a été restaurée par Viollet-le-Duc. Il accueille depuis le XIXe siècle la mairie de Narbonne, le musée d'art et d'histoire et le musée archéologique.

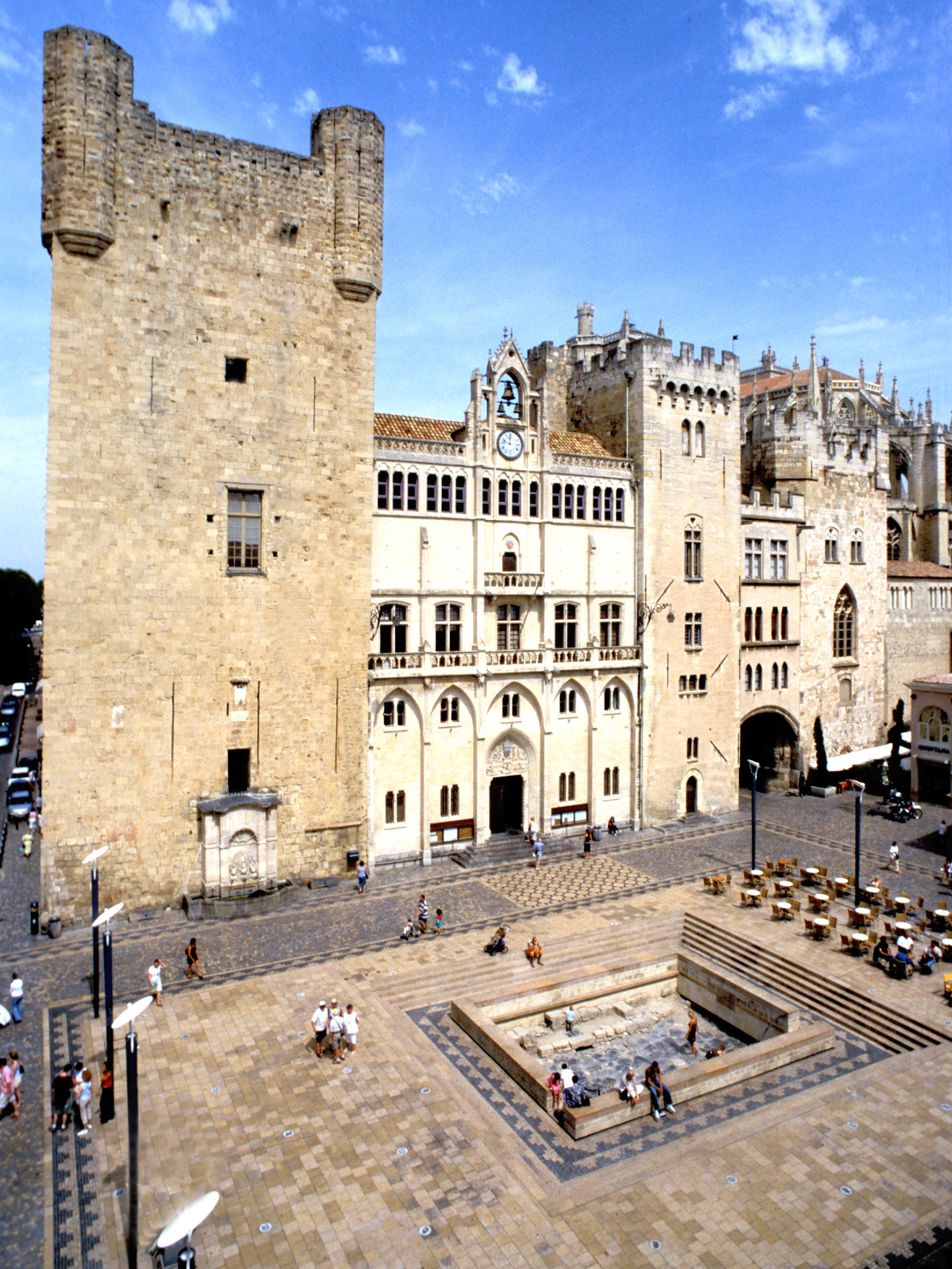
Place de l'hôtel de ville de Narbonne avec vue sur la façade principale du palais des archevêques.
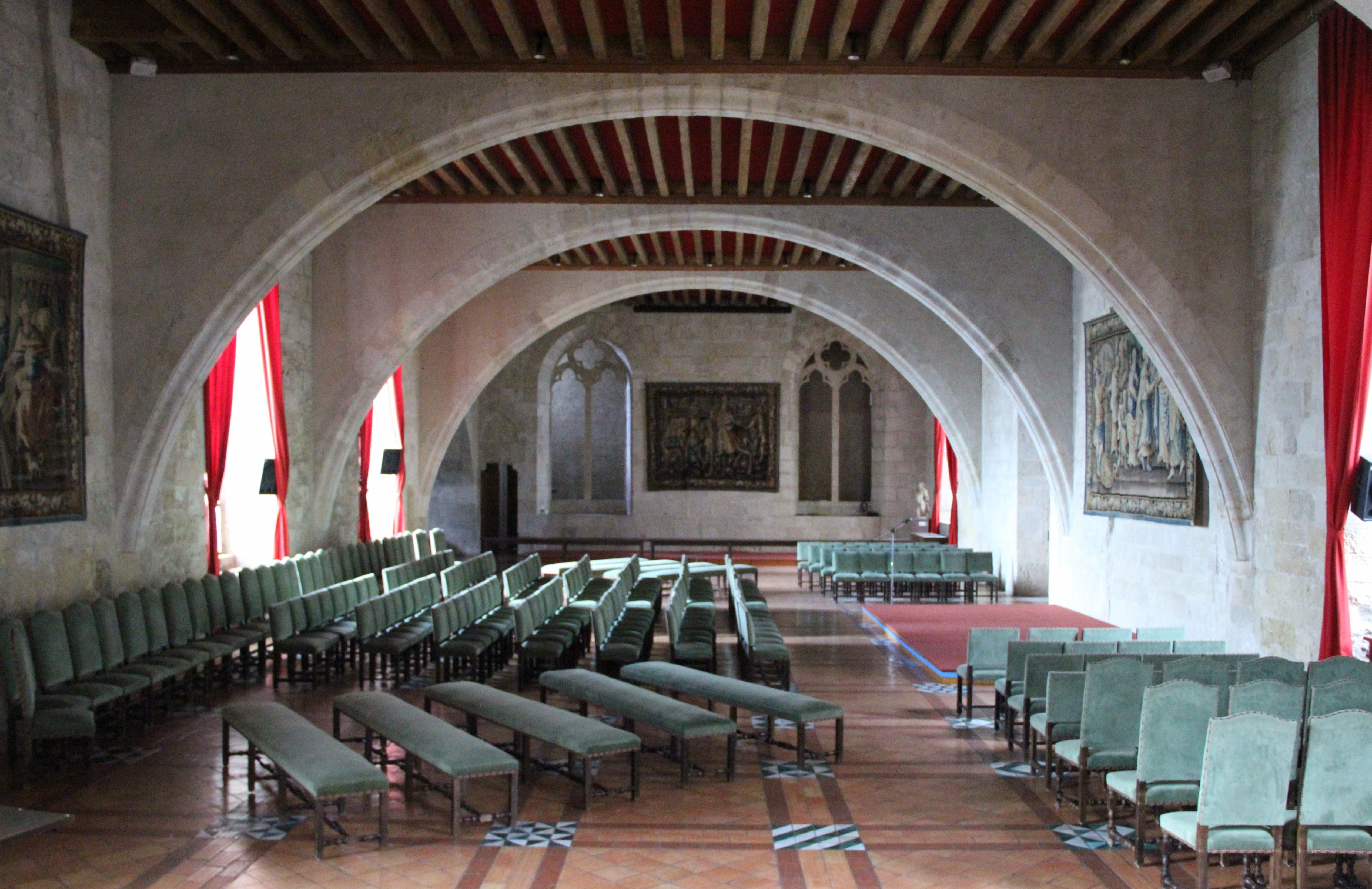
Salle des consuls.
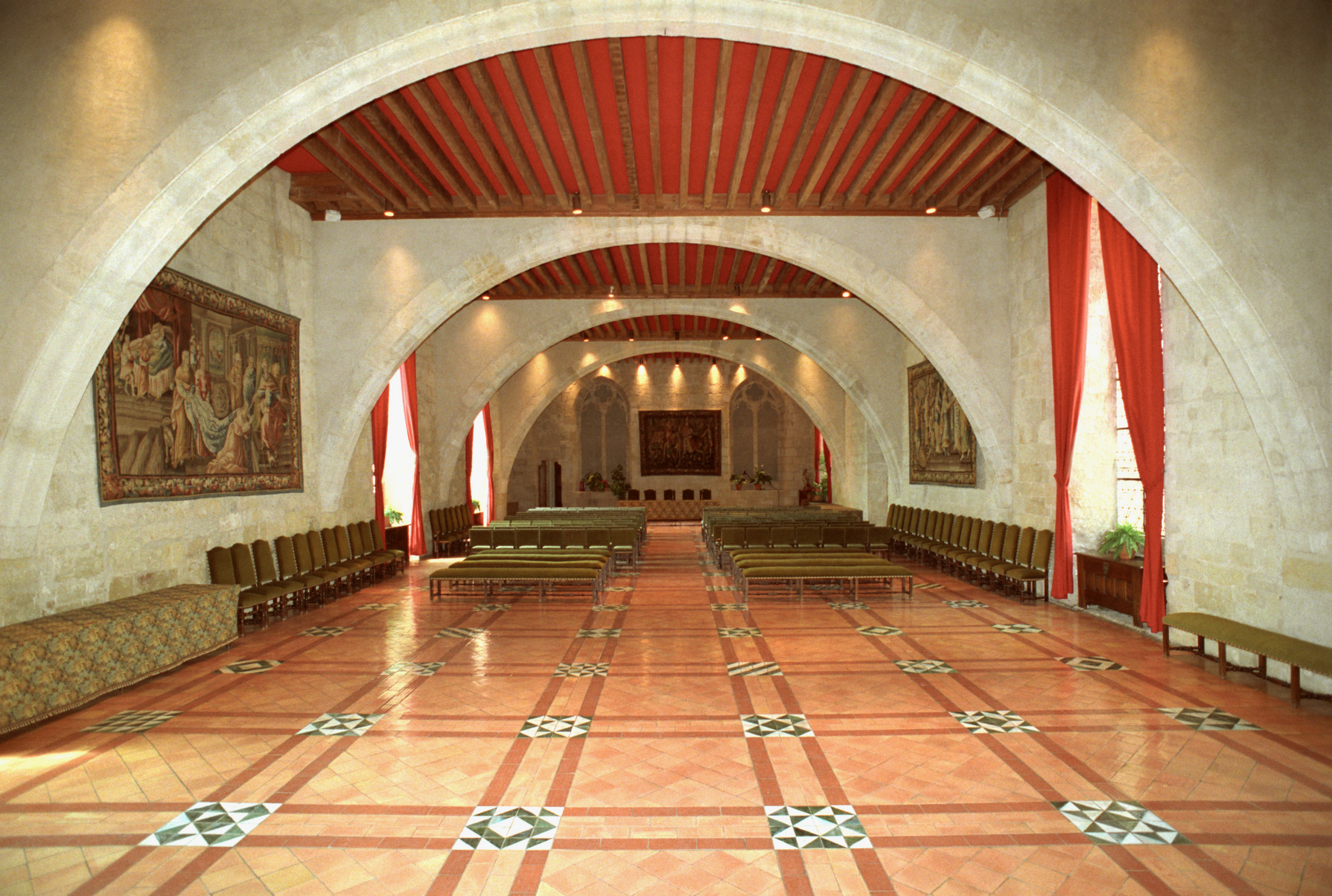
Salle des synodes du palais des archevêques
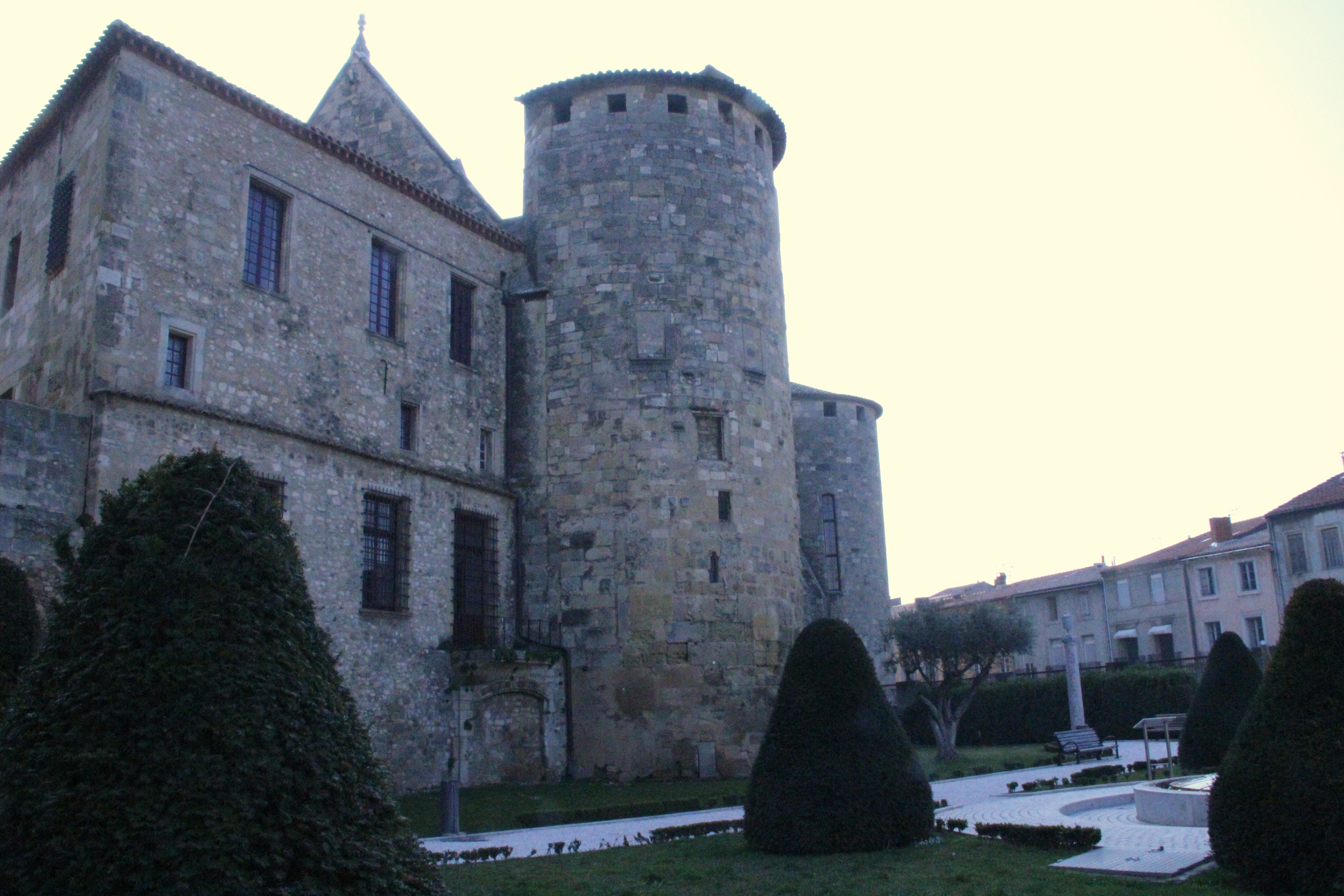
Palais épiscopal.

Le pont des Marchands reliant le bourg à la cité permettait à l'origine le franchissement de l'Aude par la voie Domitienne. Ce pont bâti, rare en Europe, était constitué de 7 arches. Depuis que l'Aude a quitté son ancien cours et que son lit accueille le canal de la Robine, classé par l'UNESCO au patrimoine mondial de l'humanité, une seule arche suffit au passage de l'eau, les autres servant de caves aux maisons bâties des deux côtés du pont. C'est un des deux ponts habités de France.

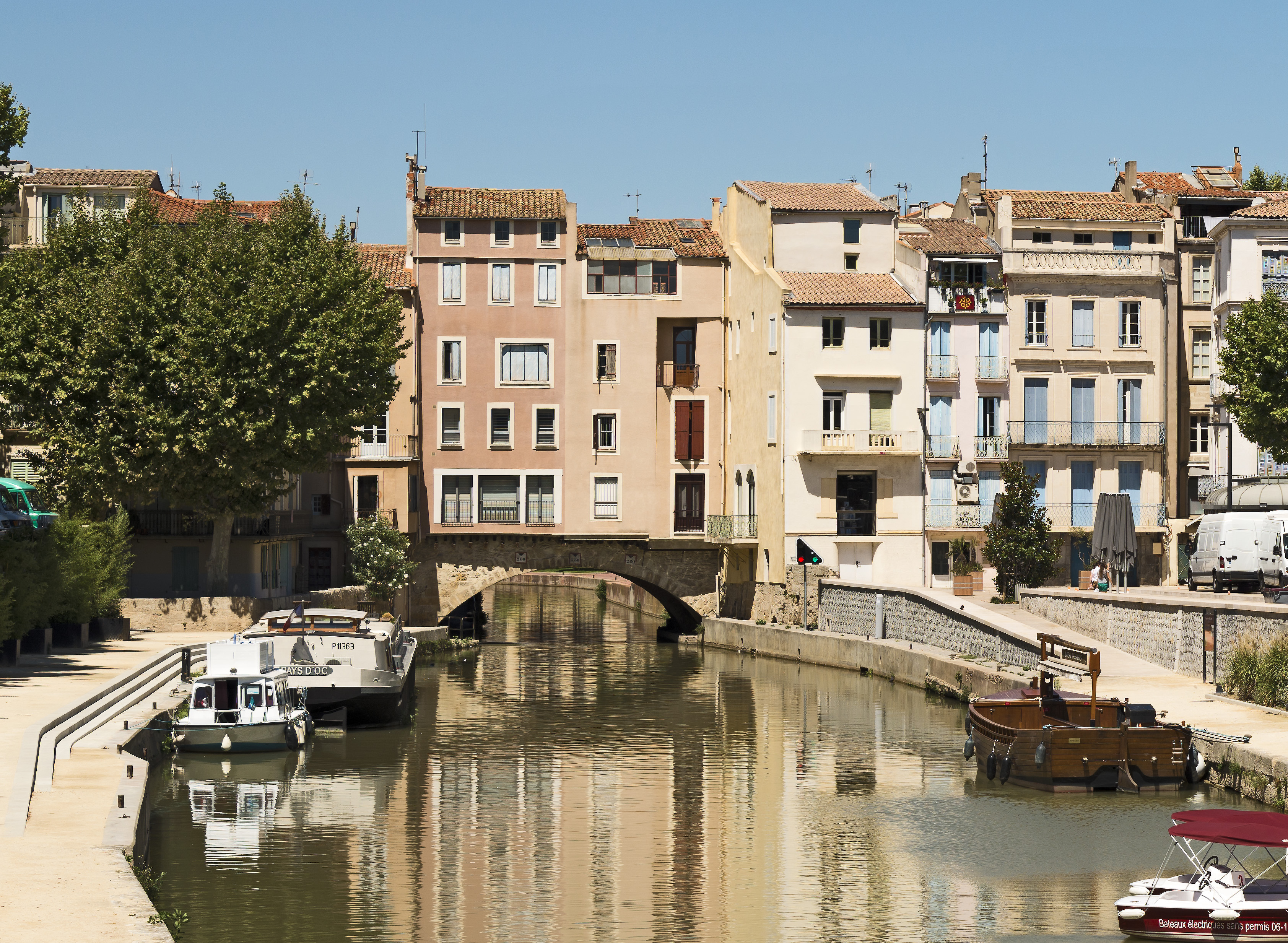
Pont des Marchands.
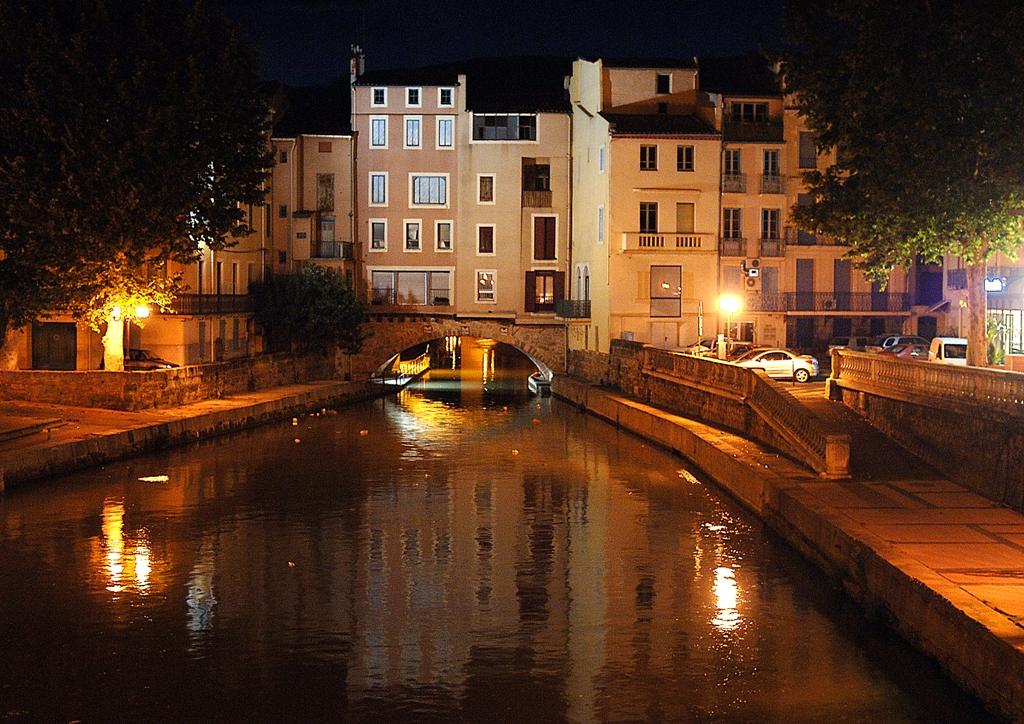
Pont des Marchands de nuit.

La basilique Saint-Paul, l'une des plus anciennes églises gothiques du Midi de la France, est construite sur les vestiges d'un ancien cimetière paléochrétien (IIIe – IVe siècle), autour du tombeau du premier évêque de la ville. Cet édifice a la particularité de mêler art roman et art gothique. Son bénitier à la grenouille est célèbre.

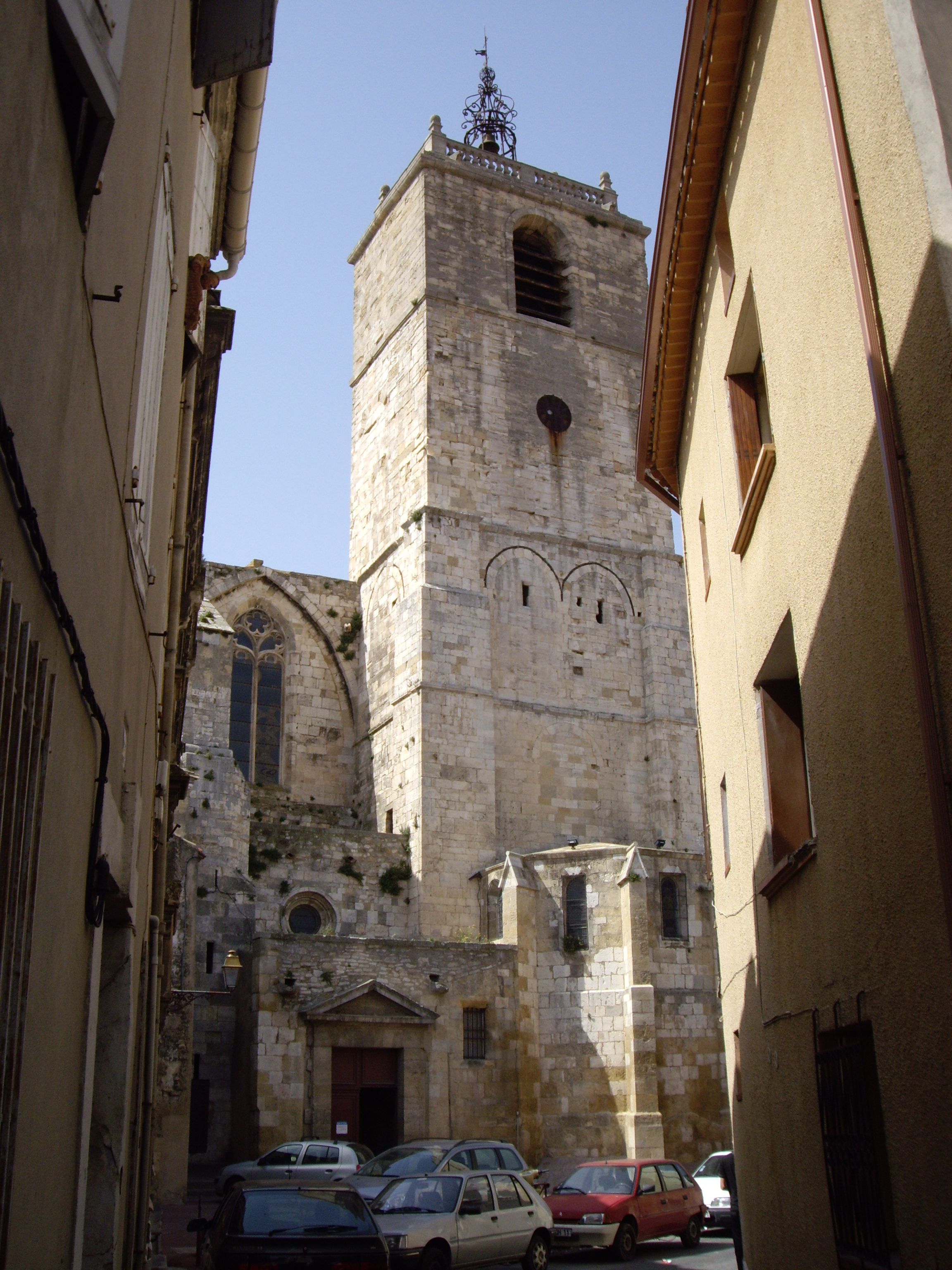
Basilique Saint-Paul de Narbonne.
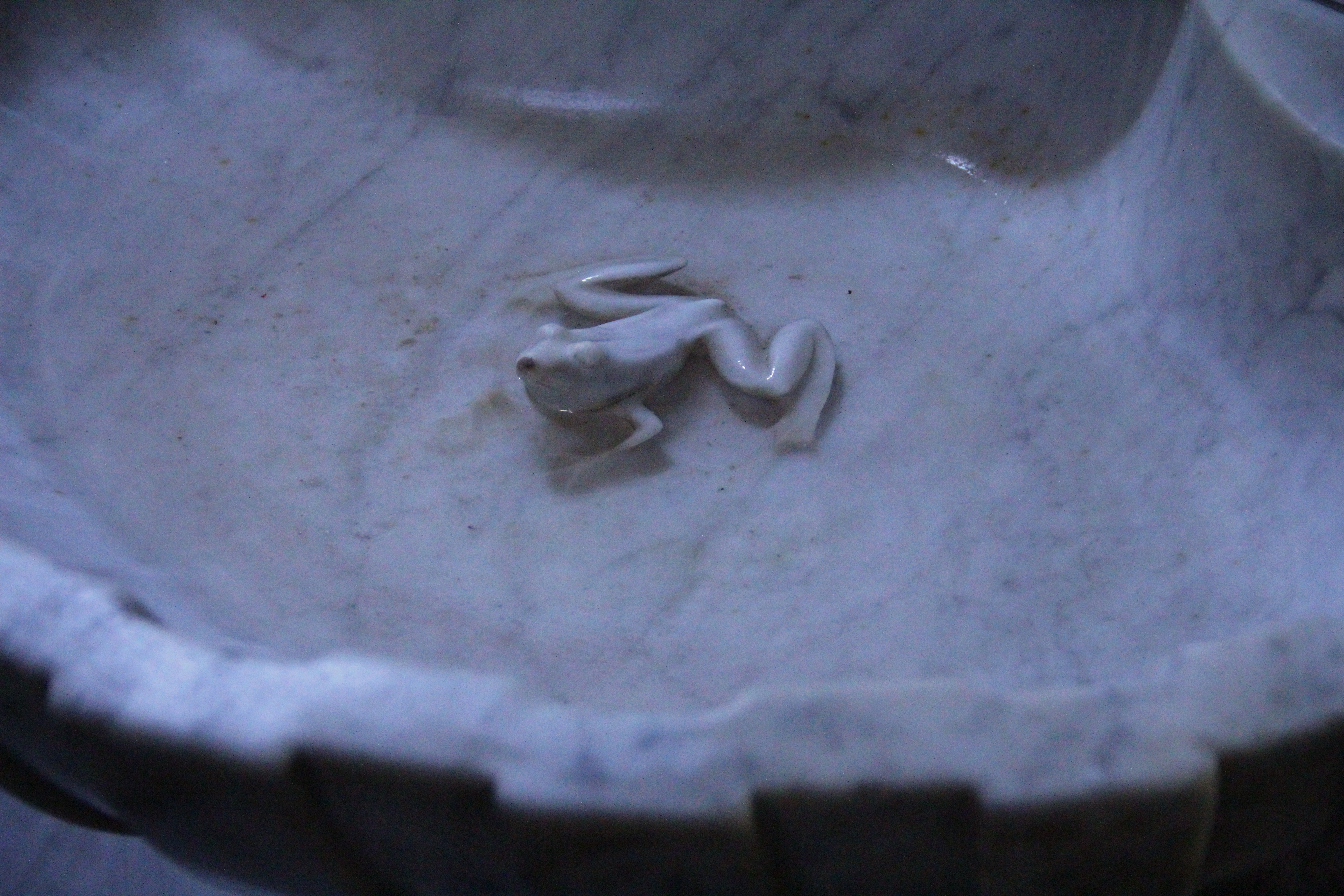
Bénitier à la grenouille.
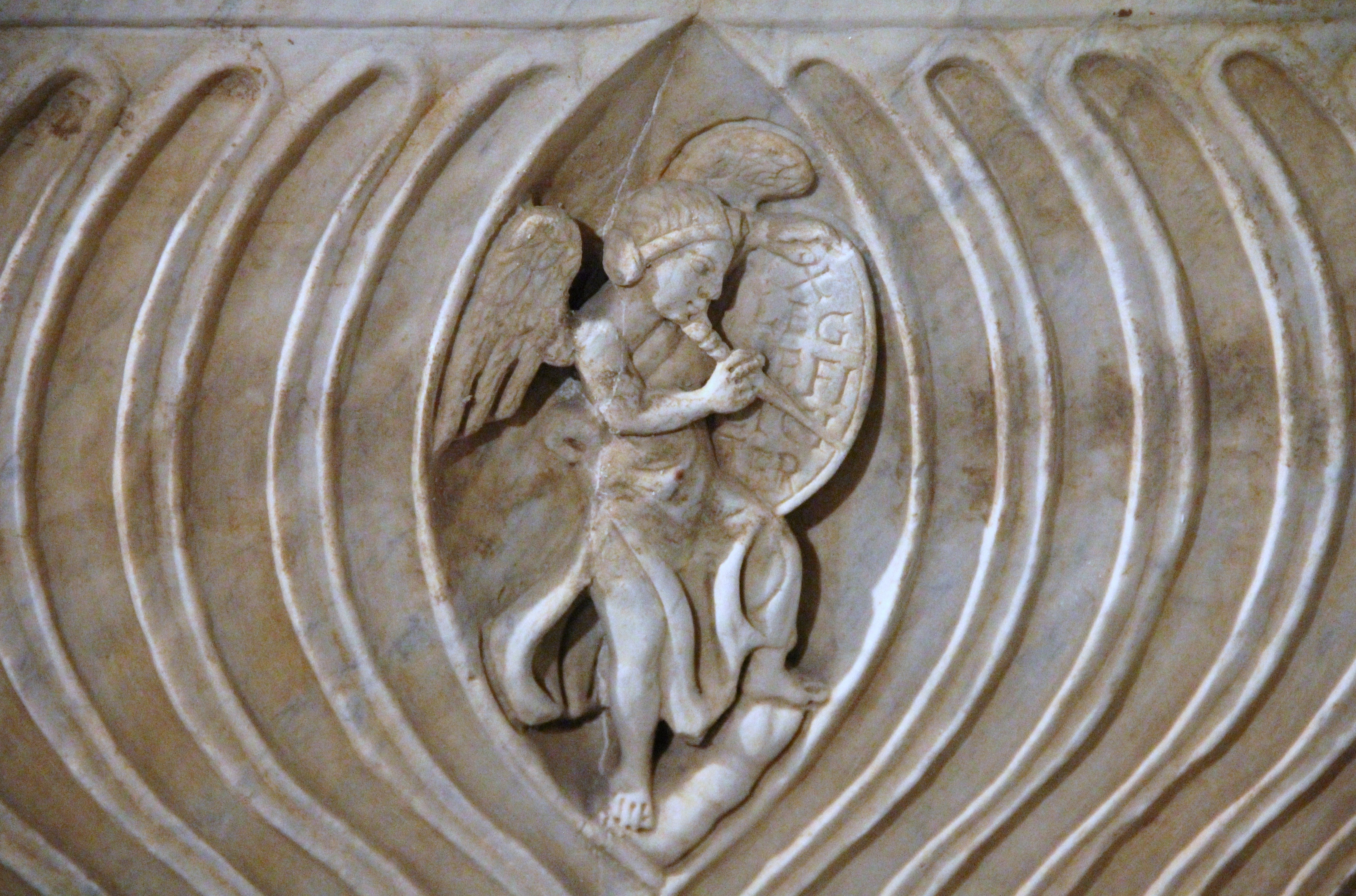
Médaillon central.

L'église Notre-Dame de Lamourguier, édifice typique du gothique languedocien et catalan, est l'unique reste d'un prieuré bénédictin. Elle sert désormais de musée lapidaire où ont été déposés les blocs sculptés antiques retirés des remparts de Narbonne où ils avaient été remployés. Le musée lapidaire de Narbonne est le second après Rome.
L'abbaye Sainte-Marie de Fontfroide est un ancien monastère cistercien située à 12 km de Narbonne, c'est l'un des plus grands monastères du sud de la France.

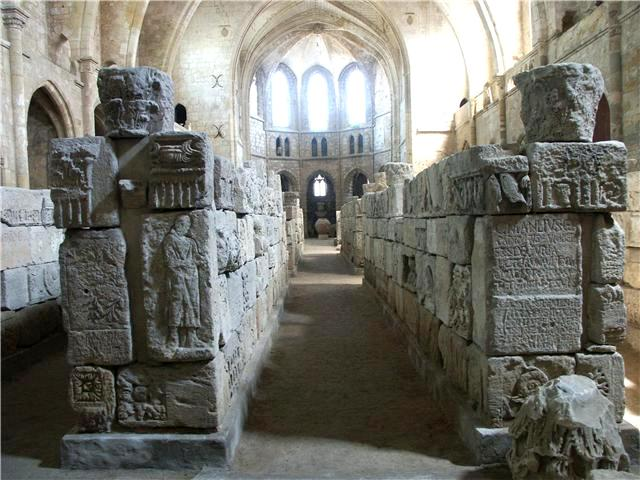
L'église Notre-Dame de Lamourguier et son musée lapidaire.
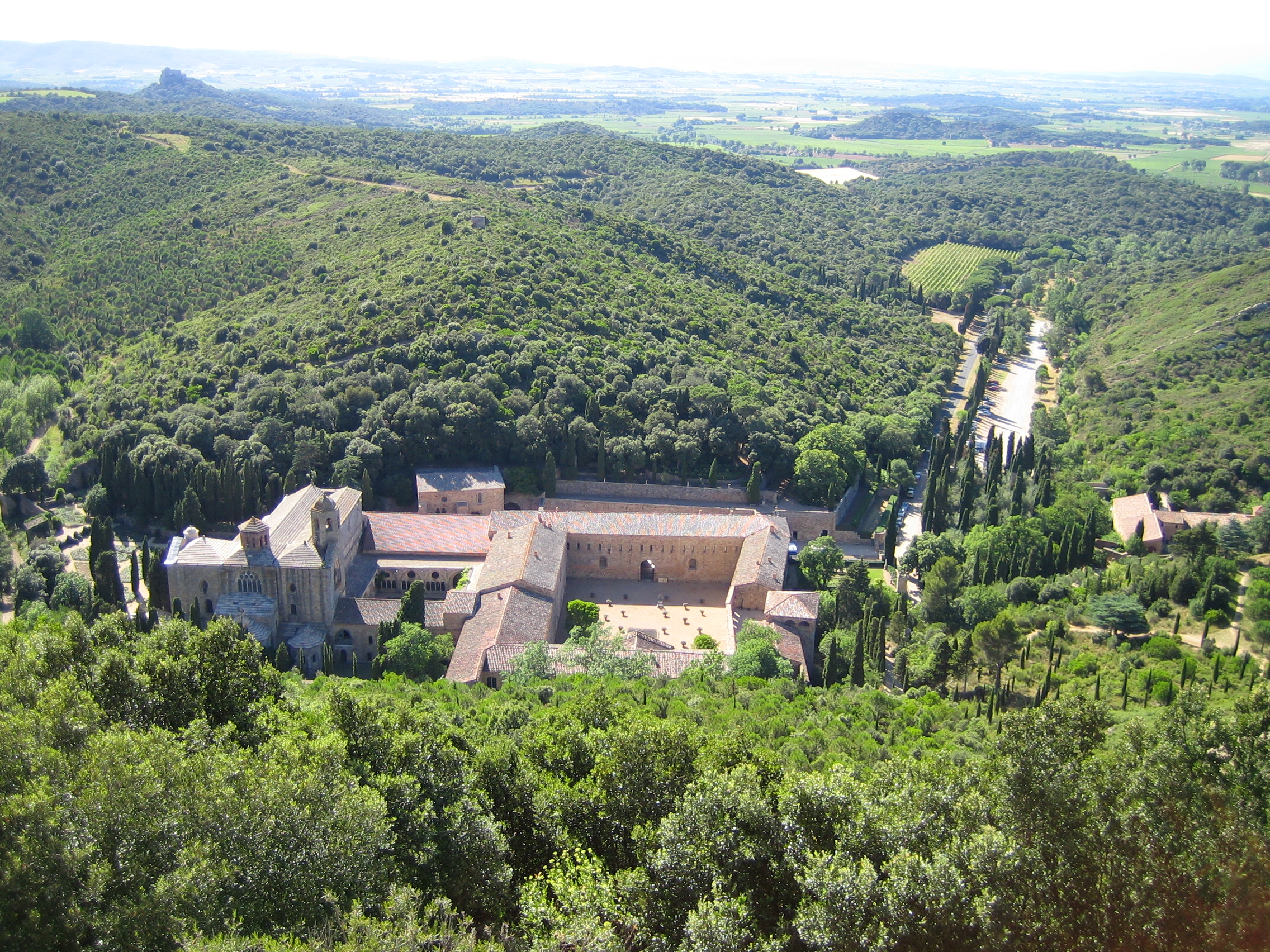
L'abbaye Sainte-Marie de Fontfroide.
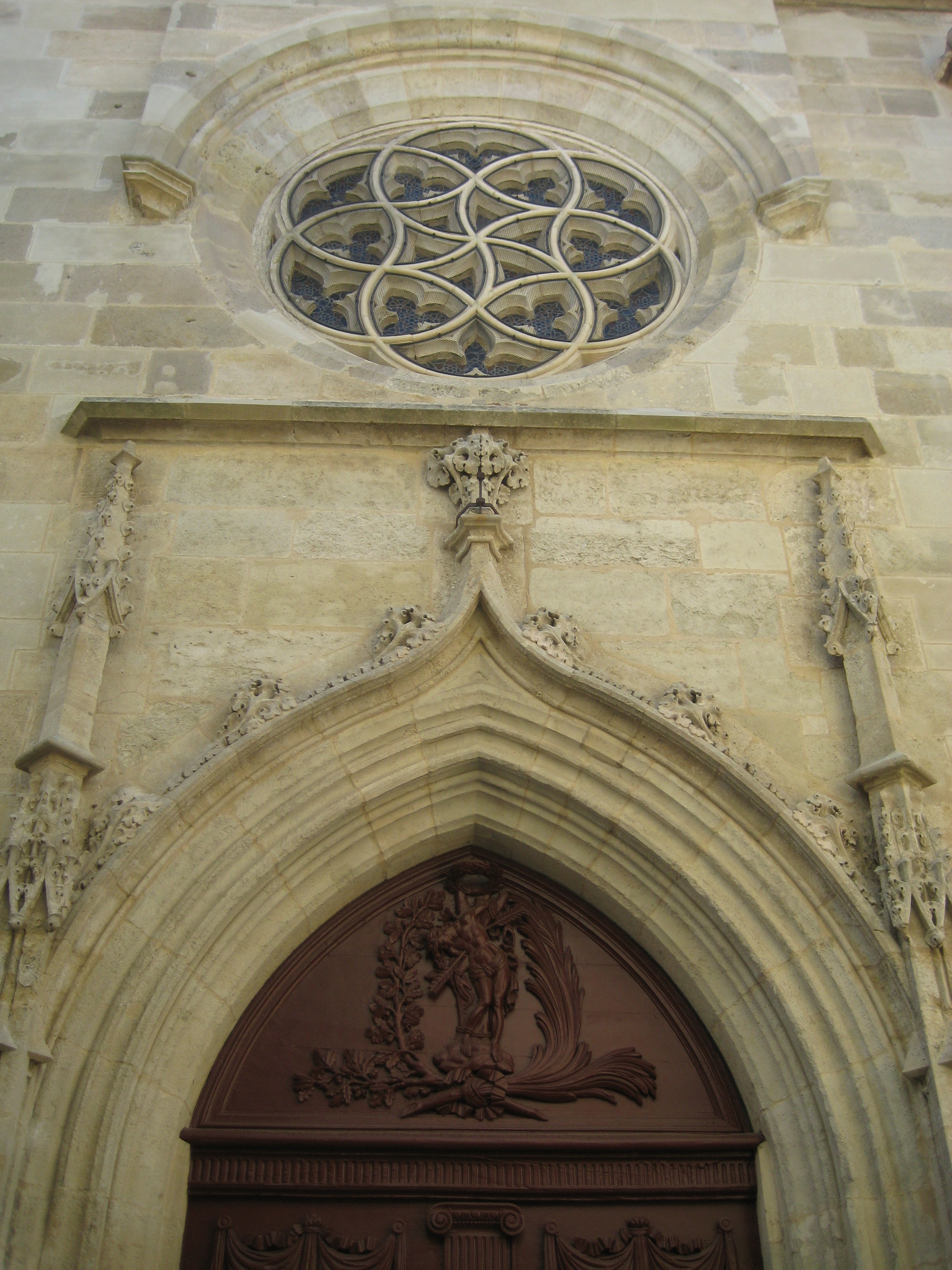
L'église Saint-Sébastien de Narbonne de style gothique flamboyant (1431-1456).

### Patrimoine de la Renaissance
Il est notamment représenté par la maison des Trois-Nourrices, ou encore par l’hôtel de l'Archidiacre qui, bien que de construction tardive (1635) et composite, relève également de ce style.

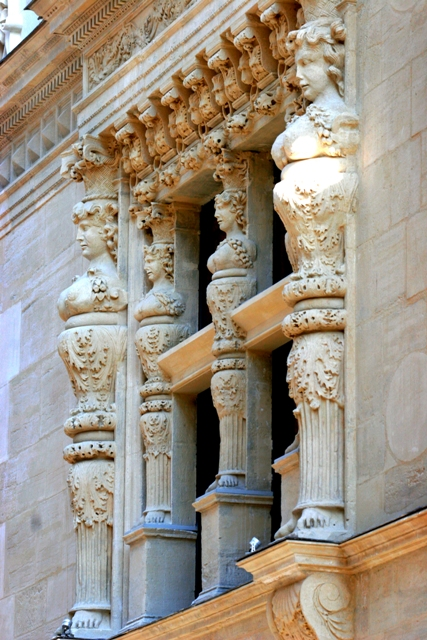
Maison des Trois Nourrices.
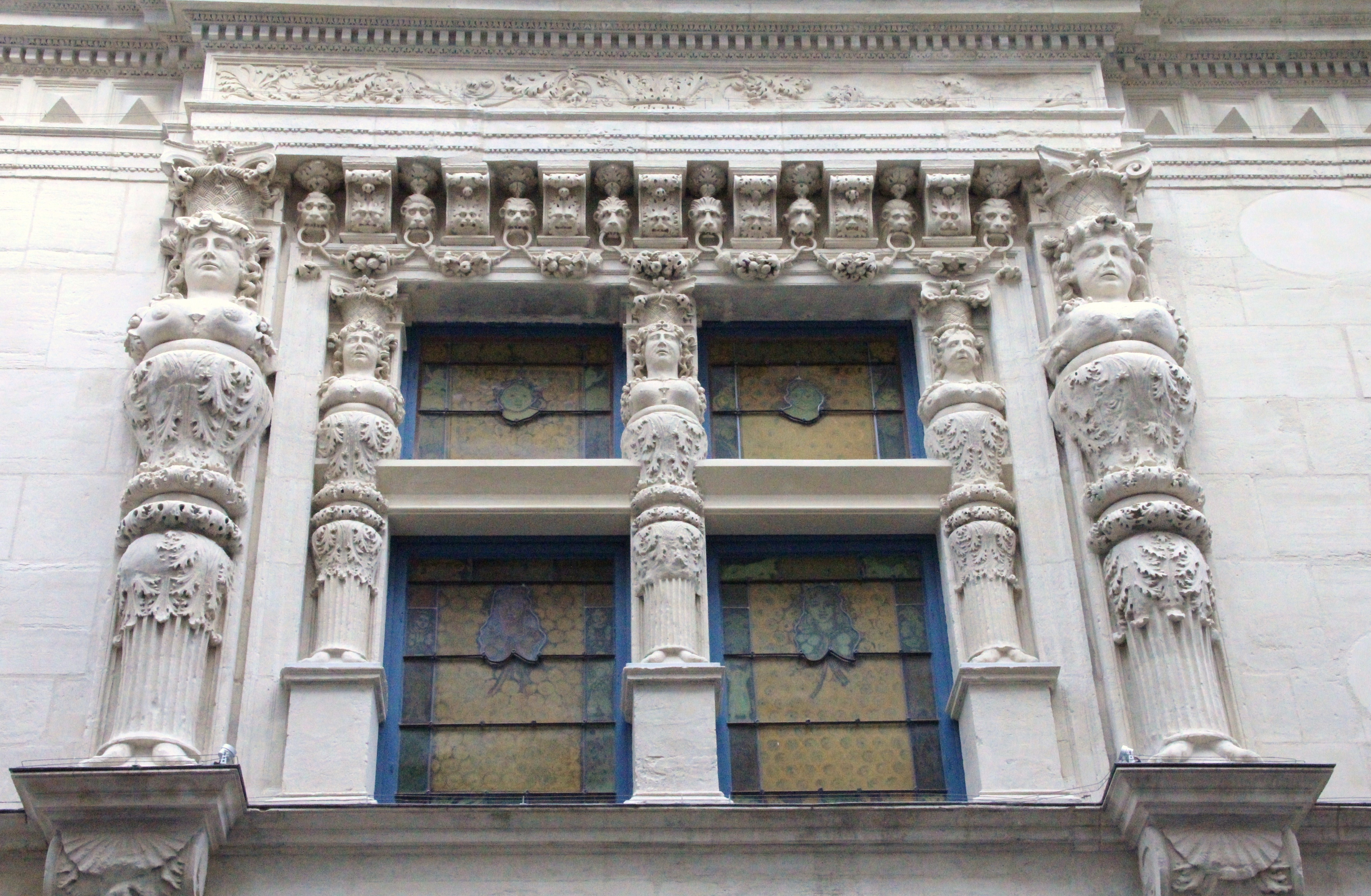
Fenêtre à meneaux.

### Patrimoine desXXeetXXIesiècles
Les halles de style Baltard ont été inaugurées le 1er janvier 1901.
À proximité de la statue d'Ernest Ferroul, érigée en 1933 par la Confédération générale des vignerons du Midi par souscription nationale, est édifié, à partir de 1938, sous la direction de Joachim Genard, le palais des arts, des sports et du travail, ensemble architectural d'influence néoclassique abritant une piscine, une salle de sport, une salle des fêtes, achevée en 1967, des salles d'assemblée et des sièges syndicaux. Le projet d'y loger un théâtre n'aboutira pas. Les locaux de la proprement dite « Bourse du Travail », partie prenante de l'ensemble, sont inaugurés en 1952.
Le Théâtre Scène nationale, la médiathèque et le palais de justice sont des ouvrages à l'architecture contemporaine.
René Iché, sculpteur français du XXe siècle a laissé quelques-unes de ses œuvres dans Narbonne :
- Le buste d' Albarel, dans les jardins de la médiathèque ;
- L'Art, le travail et le sport, hauts-reliefs au-dessus des portes du palais du travail ;
- L'Athlète, au Parc des sports et de l'amitié ;
- Étude de lutteurs et La Petite Danseuse, au musée des beaux-arts.

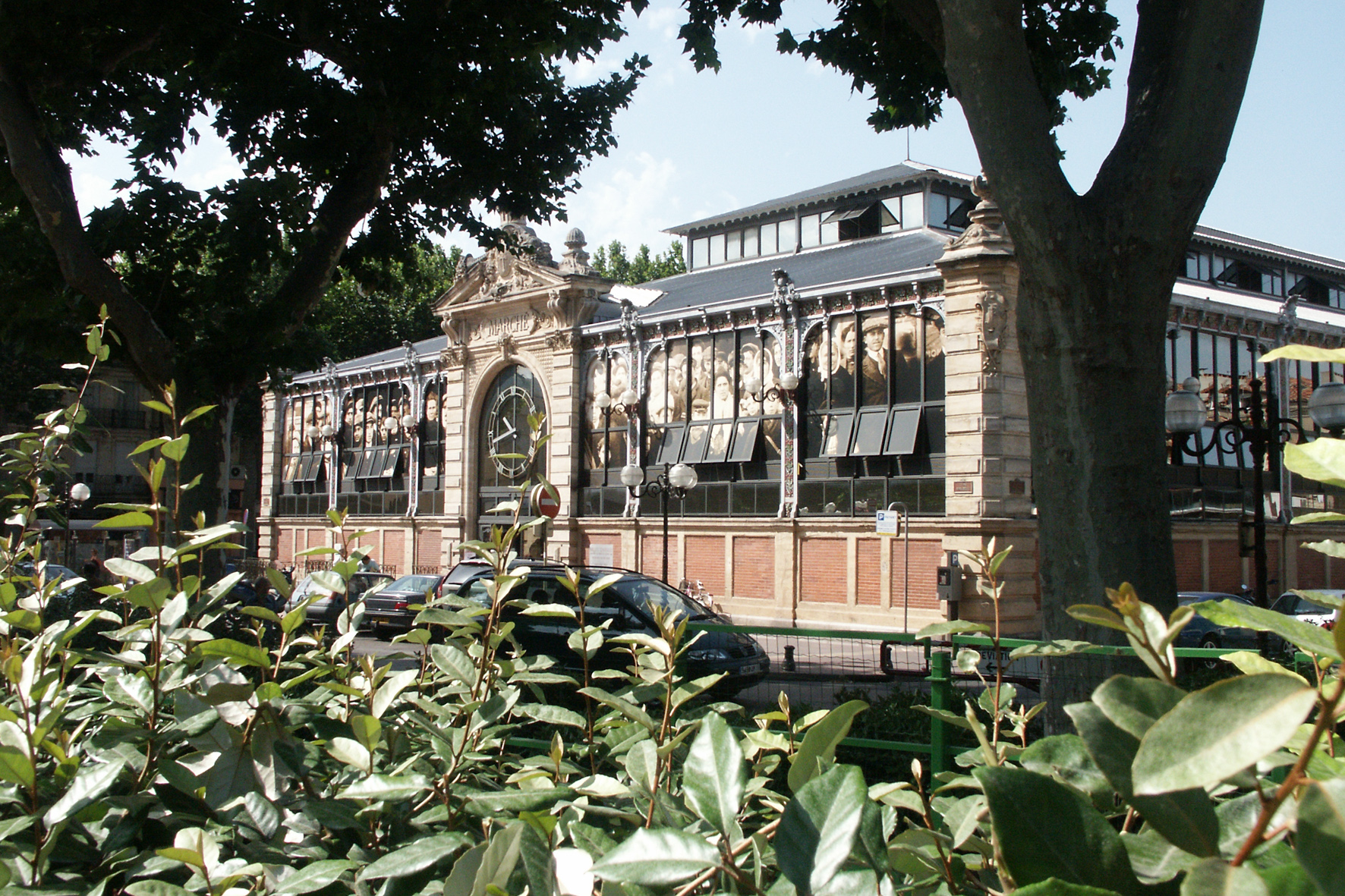
Les halles.
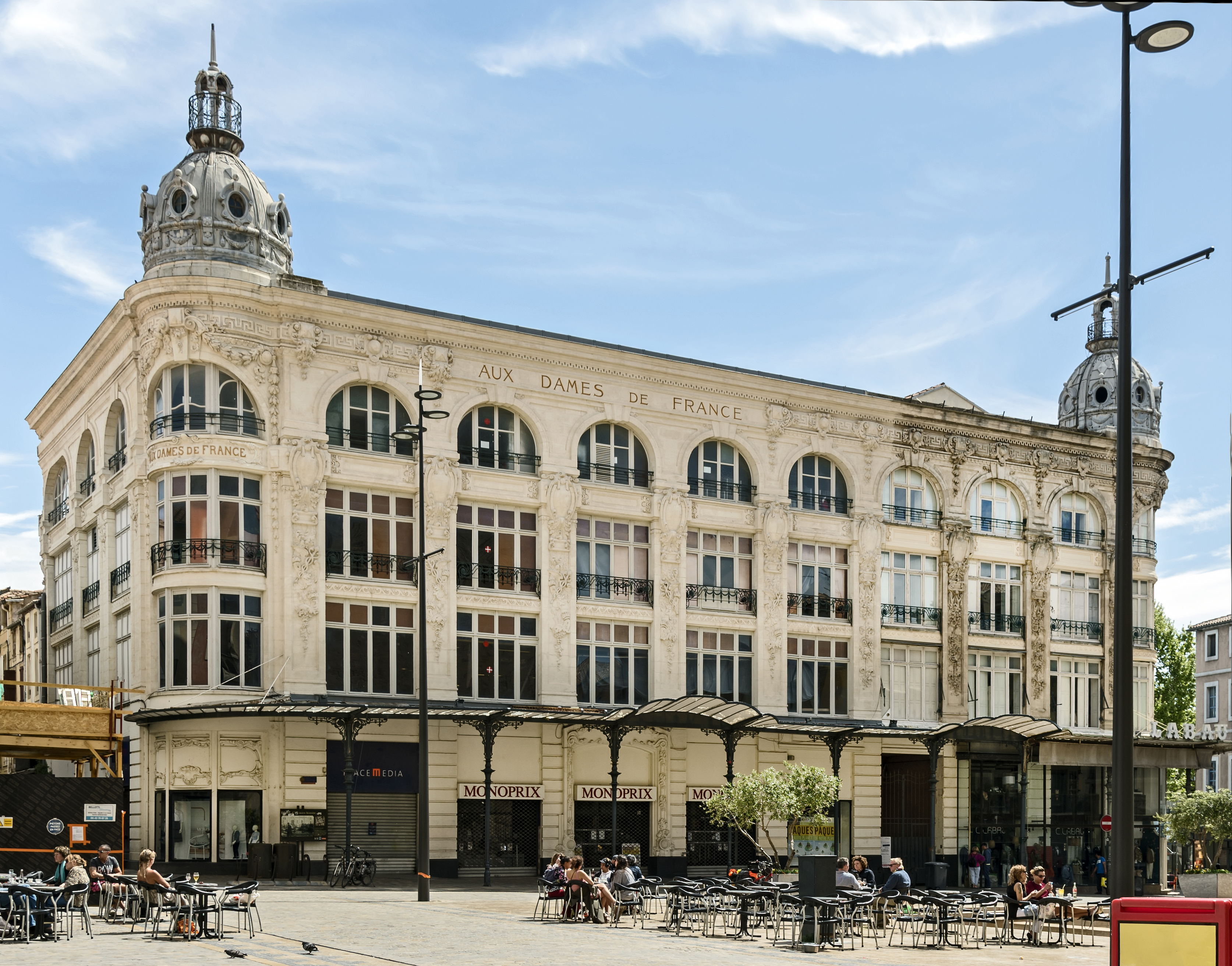
Ancien magasin Aux Dames de France.
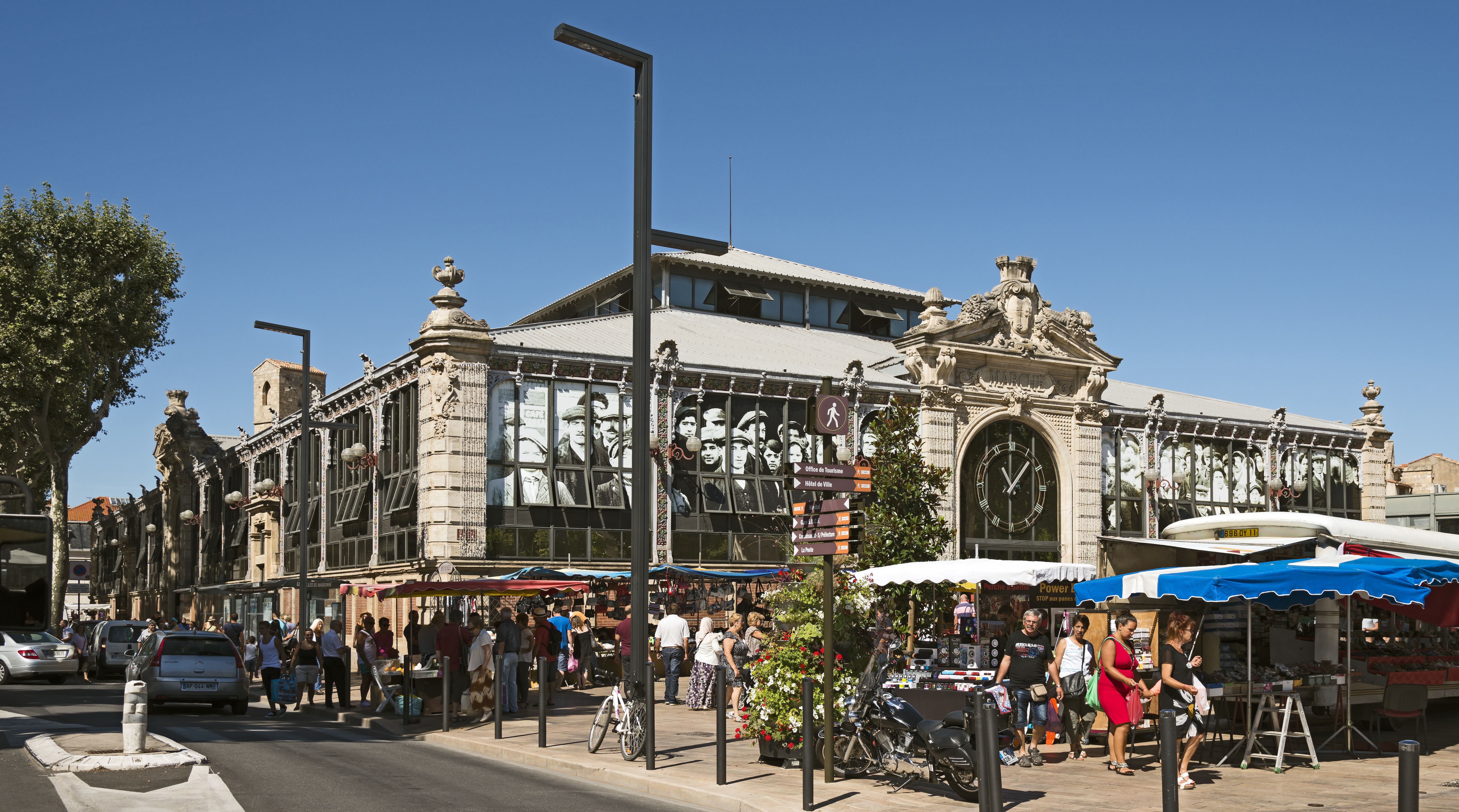
Les halles, façade cours Mirabeau.
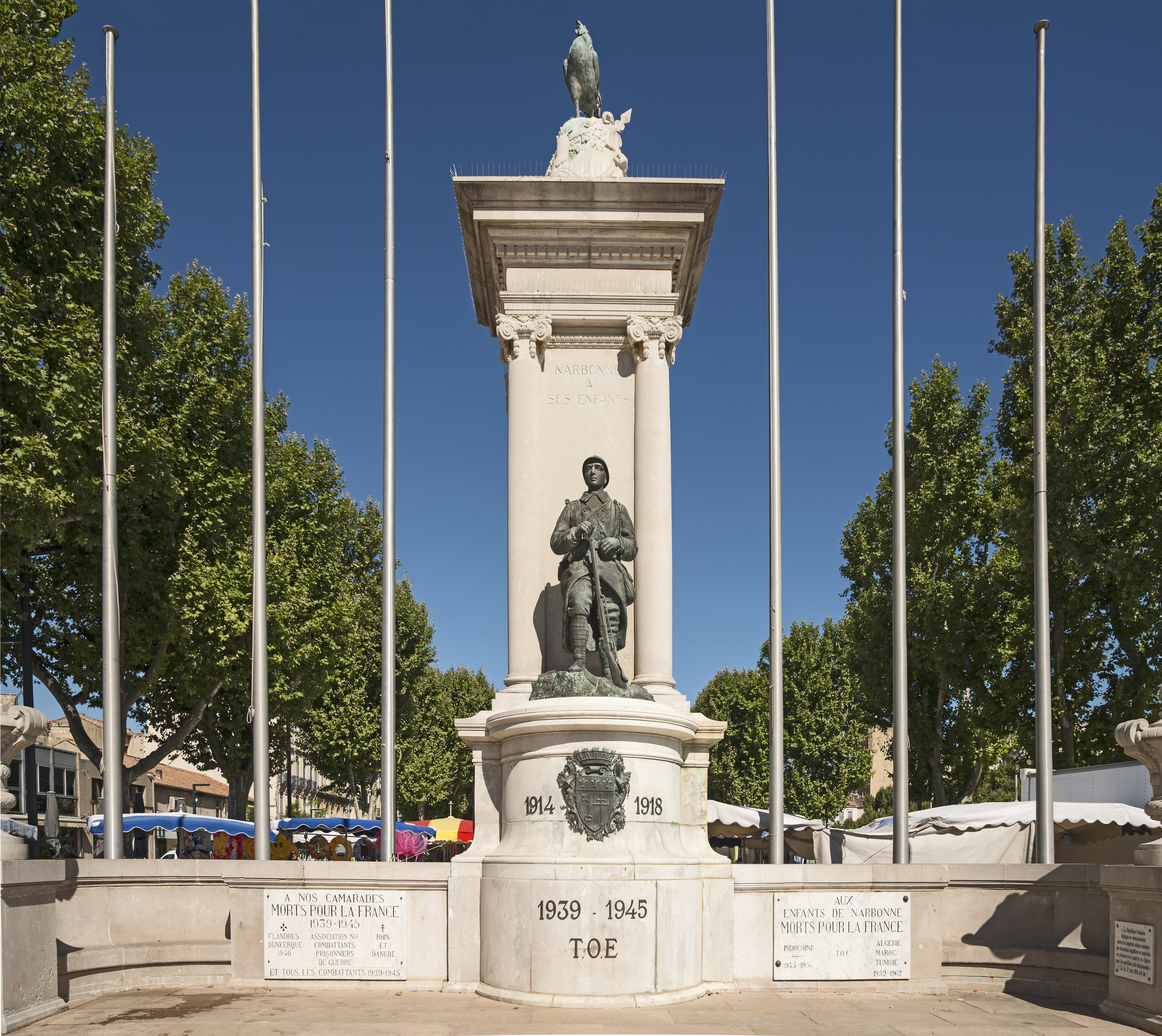
Le monument aux morts.

### Patrimoine environnemental
La ville de Narbonne possède 150 ha d'espaces verts, soit plus de 20 000 arbres et plus de 60 aires de jeux à entretenir. Elle figure au palmarès des villes et villages fleuris avec deux fleurs attribuées par le Conseil national des villes et villages fleuris de France.
Plusieurs espaces verts sont à la disposition des Narbonnais, comme le jardin de la Révolution, le jardin du Plan Saint Paul, le jardin des Archevêques, récemment rénové, le parc de la Campane, les berges du canal de la Robine et le massif forestier de Fontfroide entourant l'abbaye bénédictine du même nom.
Le miel de Narbonne, miel à base de romarin, est la première AOC enregistrée concernant le miel.

### Narbonne dans la culture
Victor Hugo, dans un poème de La Légende des siècles intitulé Aymerillot, consacre près de 300 vers dans lesquels il relate la difficulté que rencontre Charlemagne pour trouver parmi ses hommes celui qui osera entreprendre le siège de Narbonne. L'empereur, en découvrant cette « ville unique sous les cieux », assure : « J'aurai cette ville avant d'aller plus loin. » Il demande tour à ses plus vaillants chevaliers, comtes, ducs et seigneurs de prendre Narbonne, mais la ville est si bien défendue, et ses hommes si usés par leurs précédents combats, que tous refusent. C'est alors qu'un jeune homme inconnu de vingt ans, qui est pris « pour une fille habillée en garçon », et nommé Aymerillot, s'avance vers l'empereur et affirme : « J'entrerai dans Narbonne et je serai vainqueur. »
C'est à Narbonne que fut tourné Le père Noël a les yeux bleus de Jean Eustache. Le film est dédié à Charles Trenet, natif de Narbonne.
Dans le film Les Truffes, Jean Reno doit accompagner son ami à Narbonne-Plage. Dans la réalité, le film est tourné à Valras-Plage.
Quelques scènes du film Le Petit Baigneur avec Michel Galabru et Louis de Funès sont tournées dans les alentours de Narbonne, la Clape notamment, ou encore le pont-canal de la Cesse.
Les Chevaliers du Fiel citent Narbonne au tout début de leur chanson la Simca 1000.
Thomas Fersen, dans Le moucheron, chante que le « moucheron bourdonne avec l'accent de Narbonne. »
Alphonse Allais, dans un conte du recueil On n'est pas des bœufs vante les vertus du miel de Narbonne.
Christian Signol, dans Les Vignes de Sainte-Colombe narre avec une acuité rare les évolutions de la sociologie narbonnaise à travers les événements comme la guerre de 1870, les guerres d'Espagne, les guerres mondiales, les tragédies de 1907.

## Garnison
Le 100e régiment d’infanterie était en garnison à Narbonne durant la révolte des vignerons du Languedoc en 1907, et fut consigné cinq dimanches de suite. Cependant, des groupes d’appelés acclament les manifestants et entonnent l'Internationale. Le régiment est envoyé en manœuvres dans le causse du Larzac, puis en garnison à Tulle.

## Distinctions
- Le label « Villes et Pays d'art et d'histoire »
- Ville fleurie : deux fleurs depuis 2002
- Ville sportive
- Office de tourisme classe en catégorie 1
- Label France station nautique
- Station touristique et balnéaire (dossier en cours de classement)
- Classée à deux reprises Première ville de sa catégorie pour l'accueil des entreprises par le magazine l'Entreprise
- Pavillon bleu attribué depuis 1988
- Classée « Ports propres » (pour la Nautique et Narbonne-Plage)
- Cinq arobases (@) aux Labels Ville Internet en 2010, 2011, 2012 et 2013[179]
- Le marché des halles de Narbonne nommé « plus beau marché de France » en 2022